# Cimetière de la Porte Notre-Dame
Le cimetière de la Porte Notre-Dame est un des cimetières de Cambrai, dans le département du Nord, en France. Il était auparavant nommé cimetière Saint-Géry.

## Description
Le cimetière est situé au nord de la gare de Cambrai, ce qui lui a valu d'être bombardé pendant la Seconde Guerre mondiale. Il comprend 2 641 sépultures ; sa superficie est de 1,69 hectare.

## Sépultures remarquables
La commune de Cambrai signale les sépultures remarquables par un petit panneau vert.

Sépultures remarquables
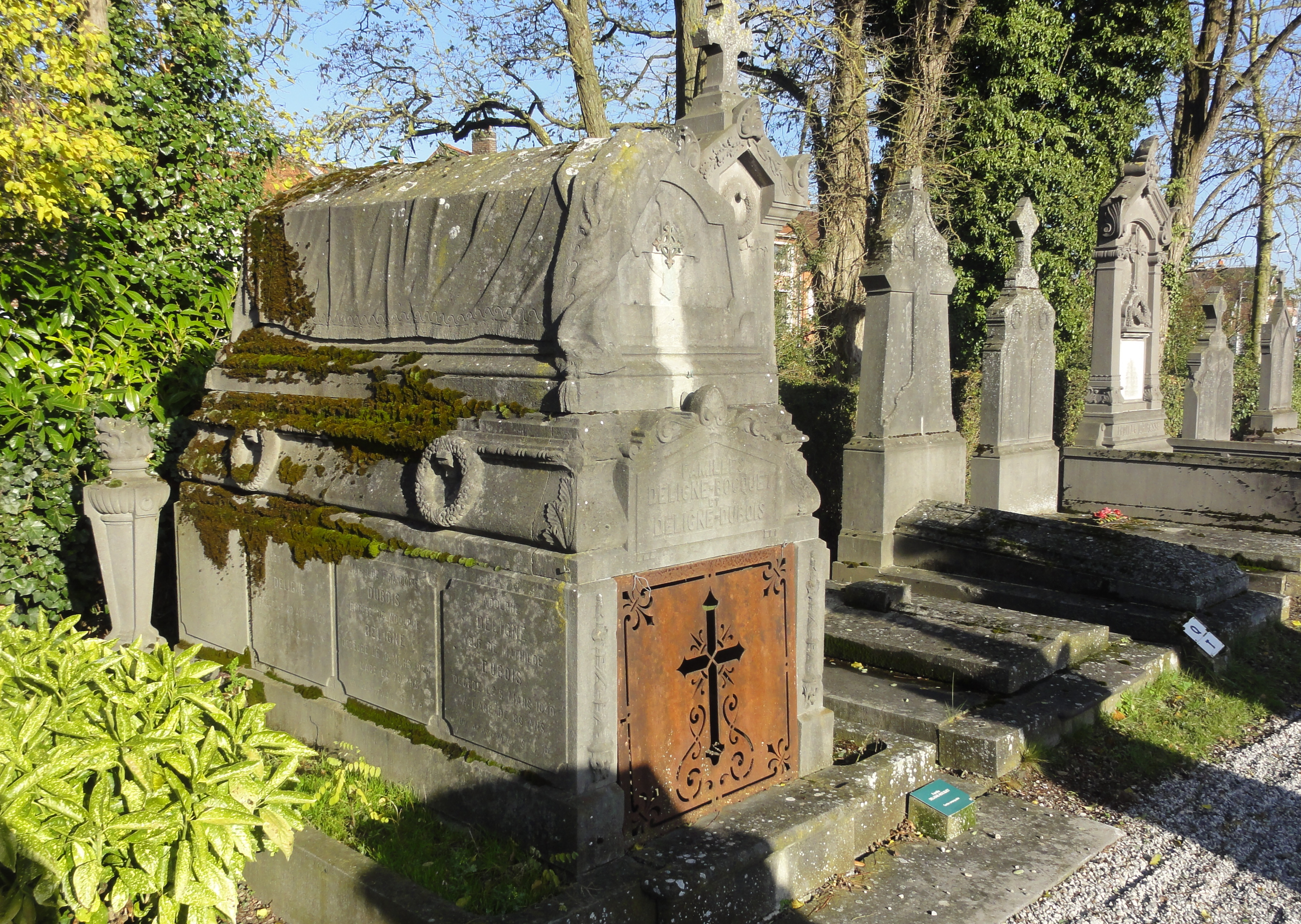
1. famille Deligne-Bocquet.
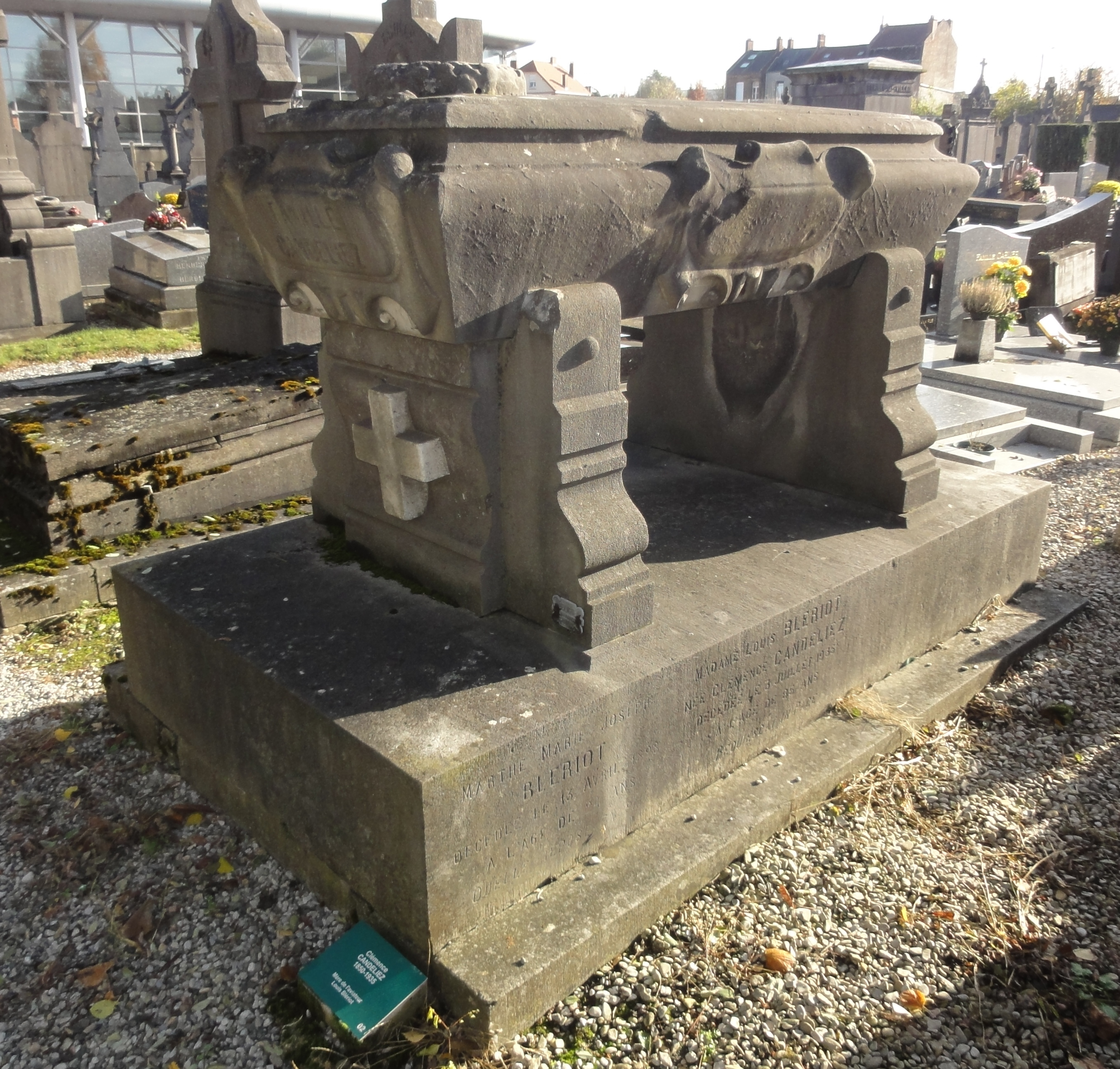
2. Clémence Candeliez, mère de Louis Blériot.
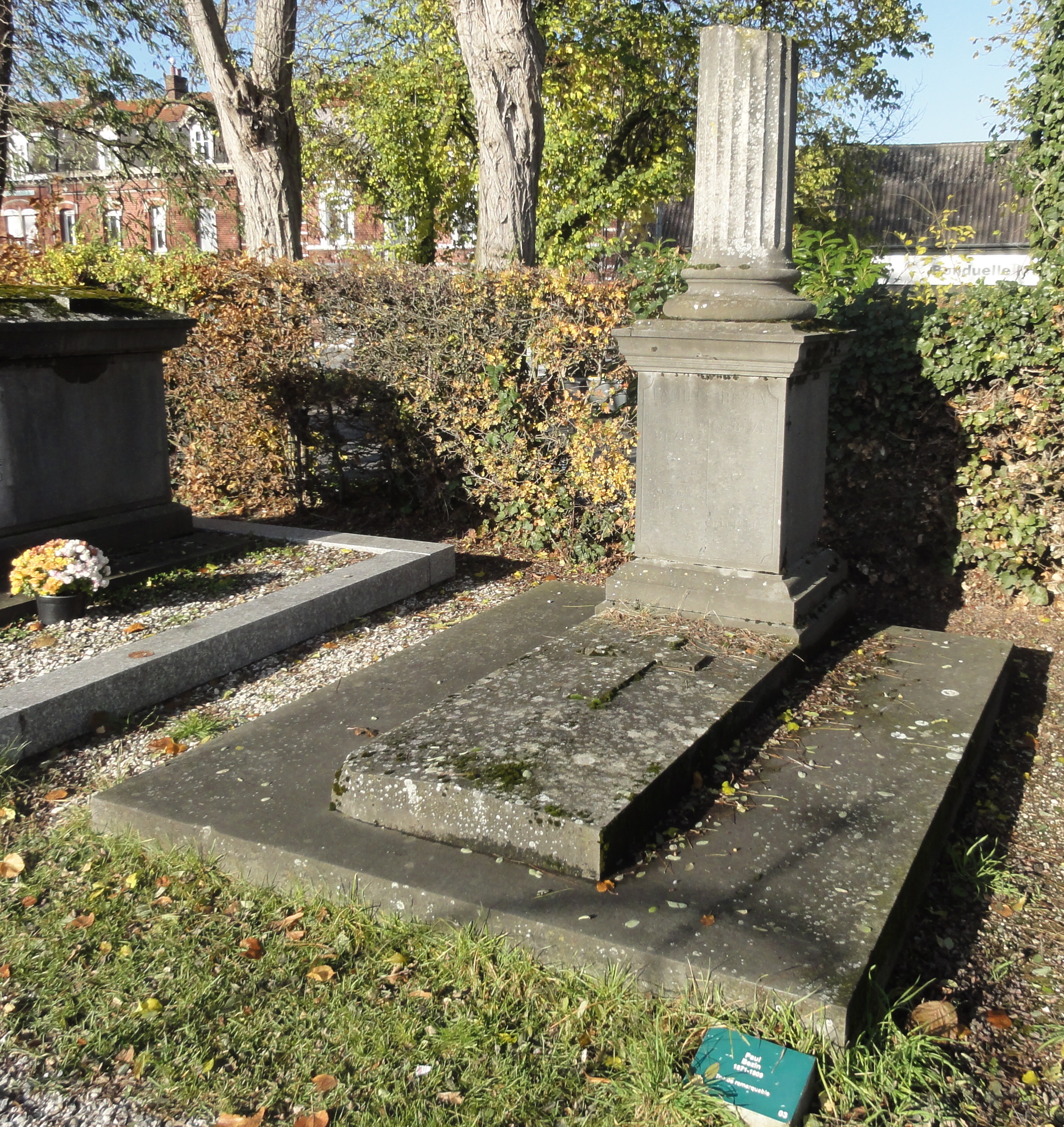
3. tombe de Paul Bezin
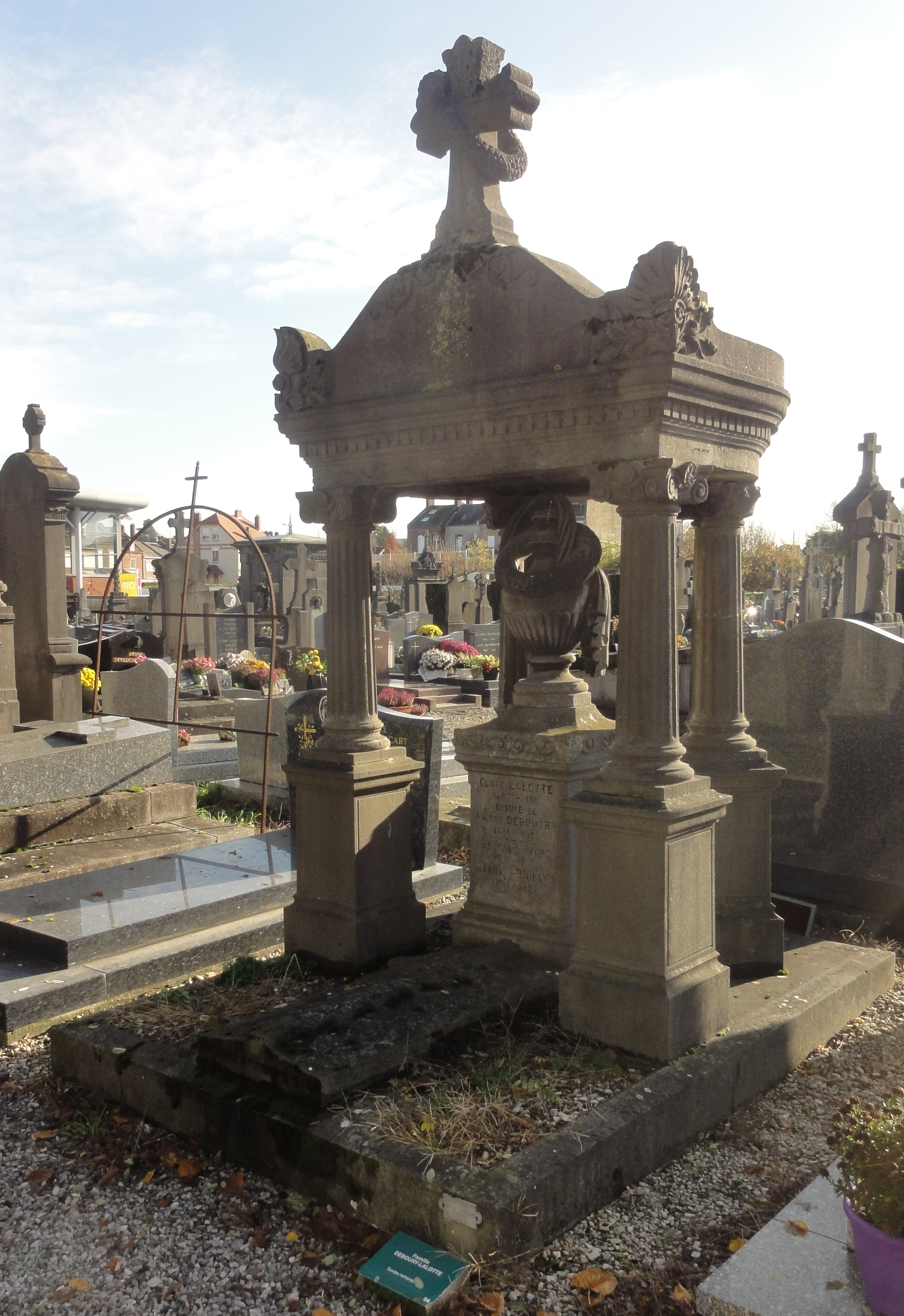
4. famille Deboury-Lalotte
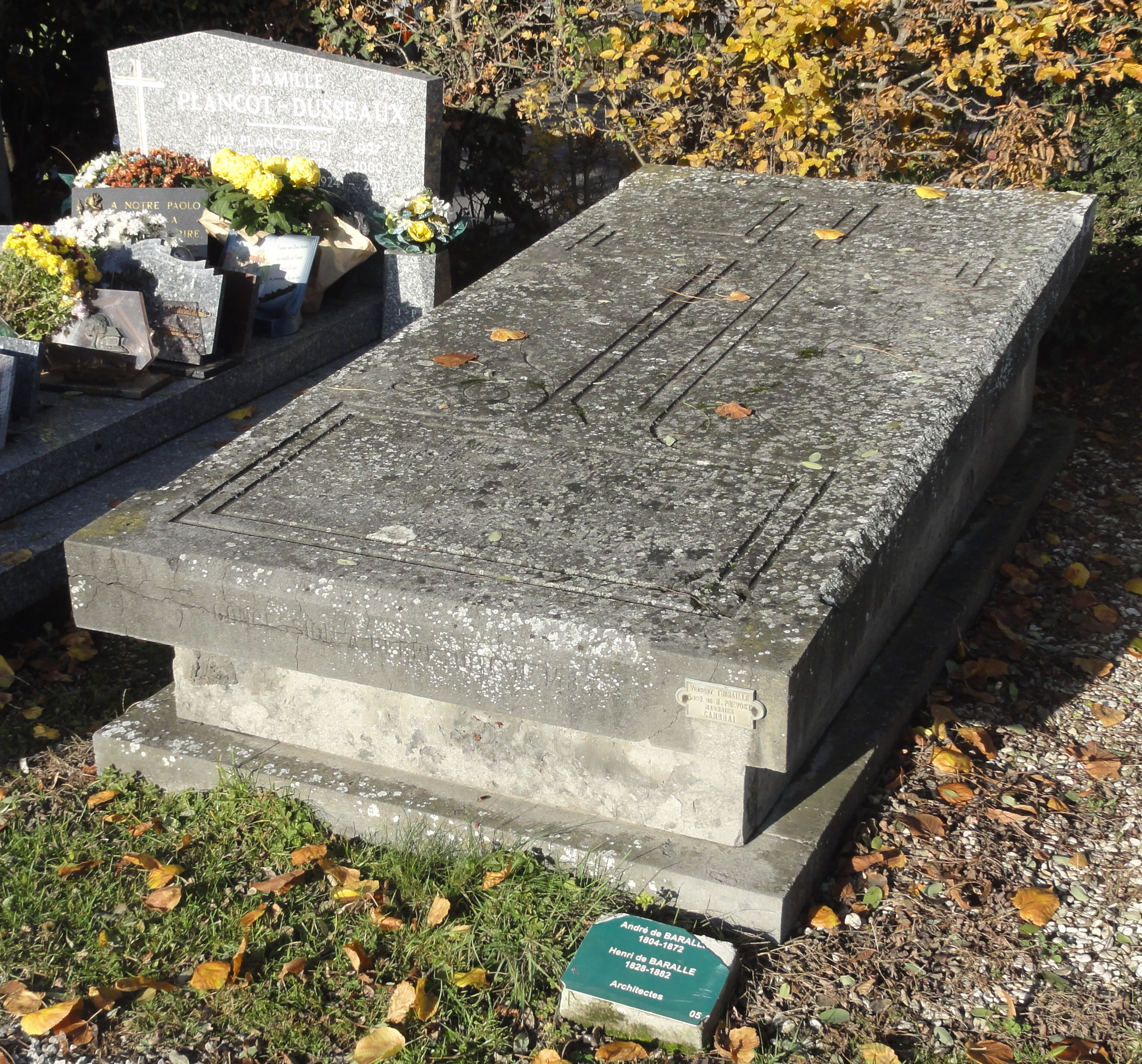
5. André et Henri de Baralle.
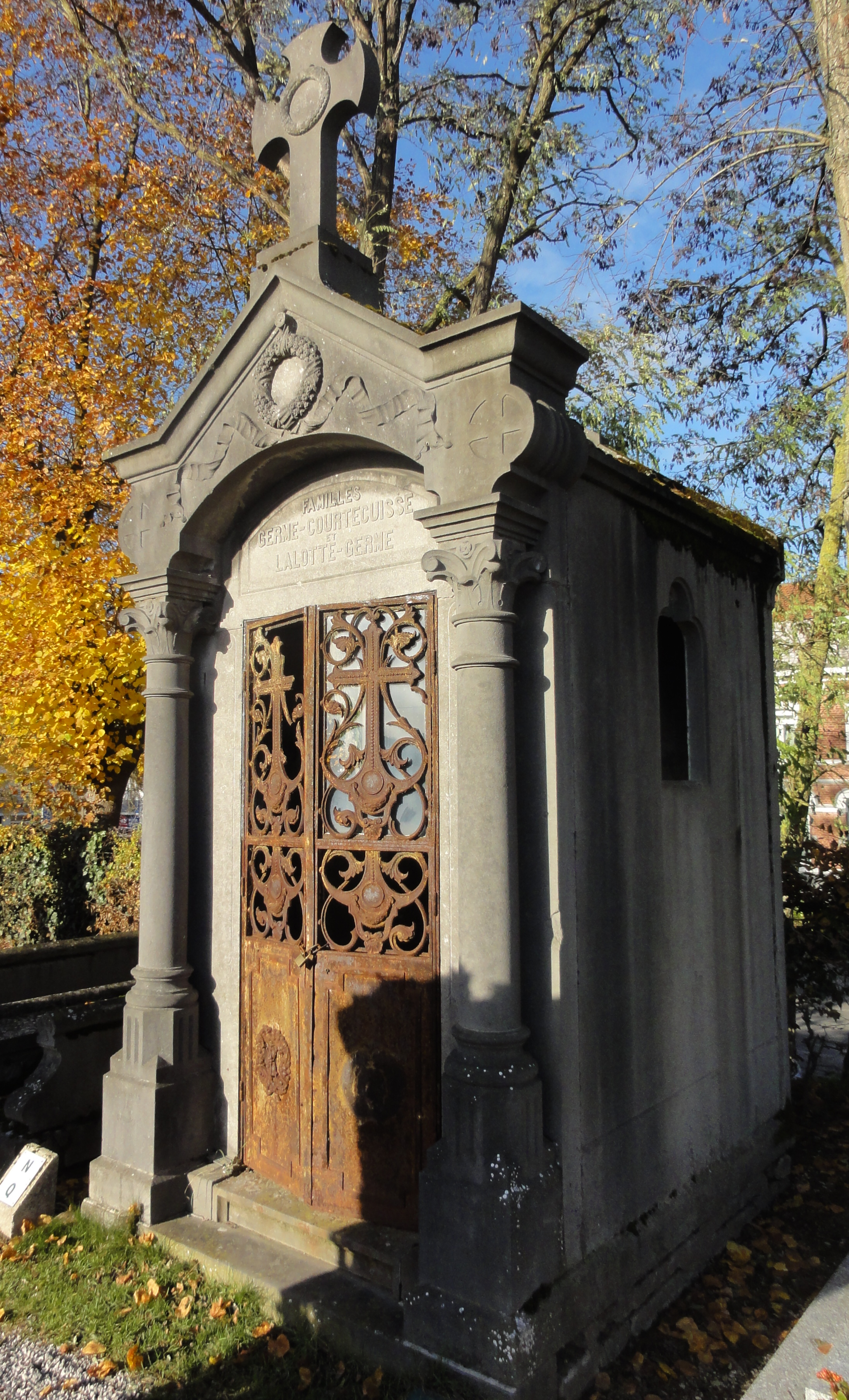
6. famille Germe-Courtecuisse.
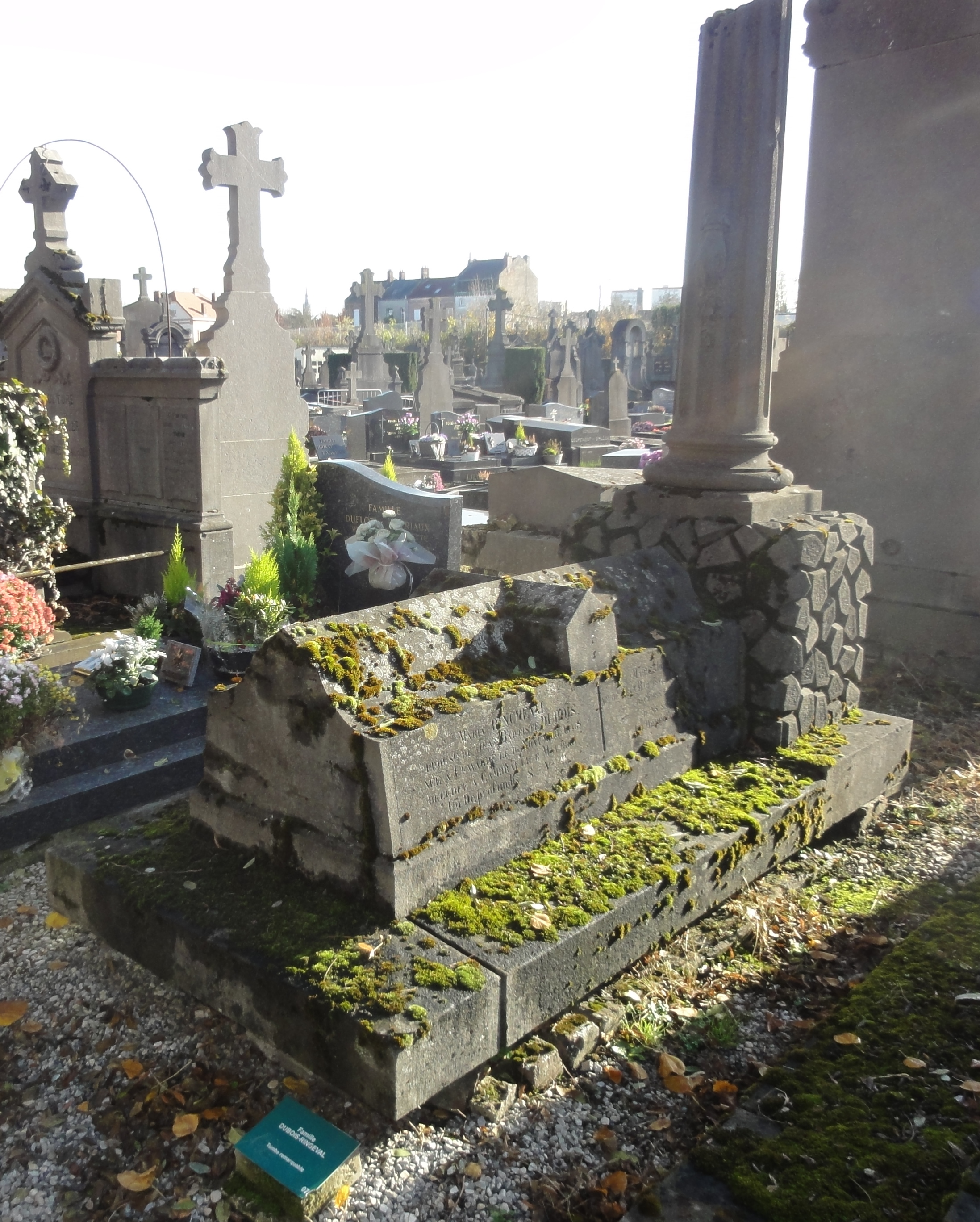
7. famille Dubois-Ringeval.
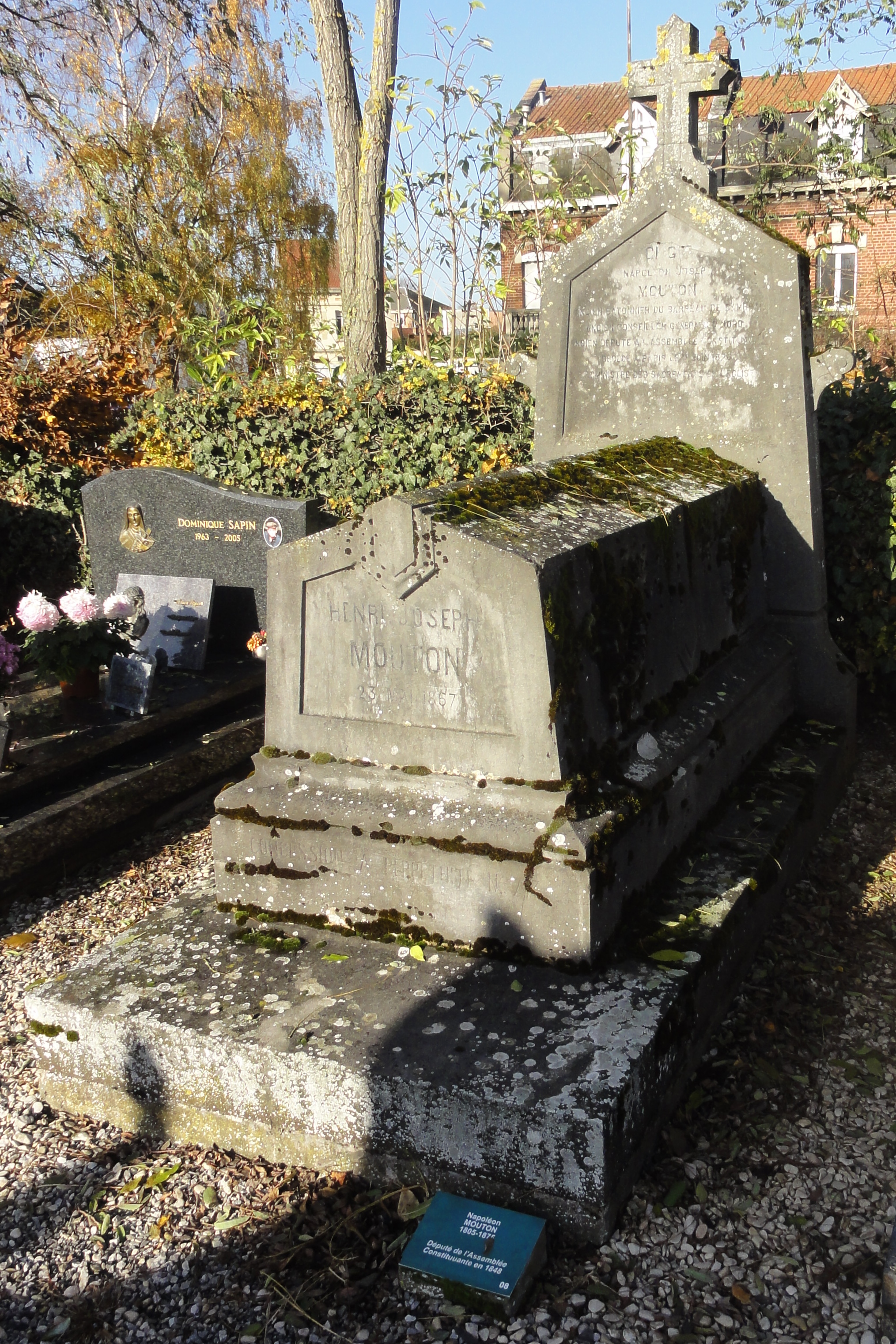
8. Napoléon Mouton, député.
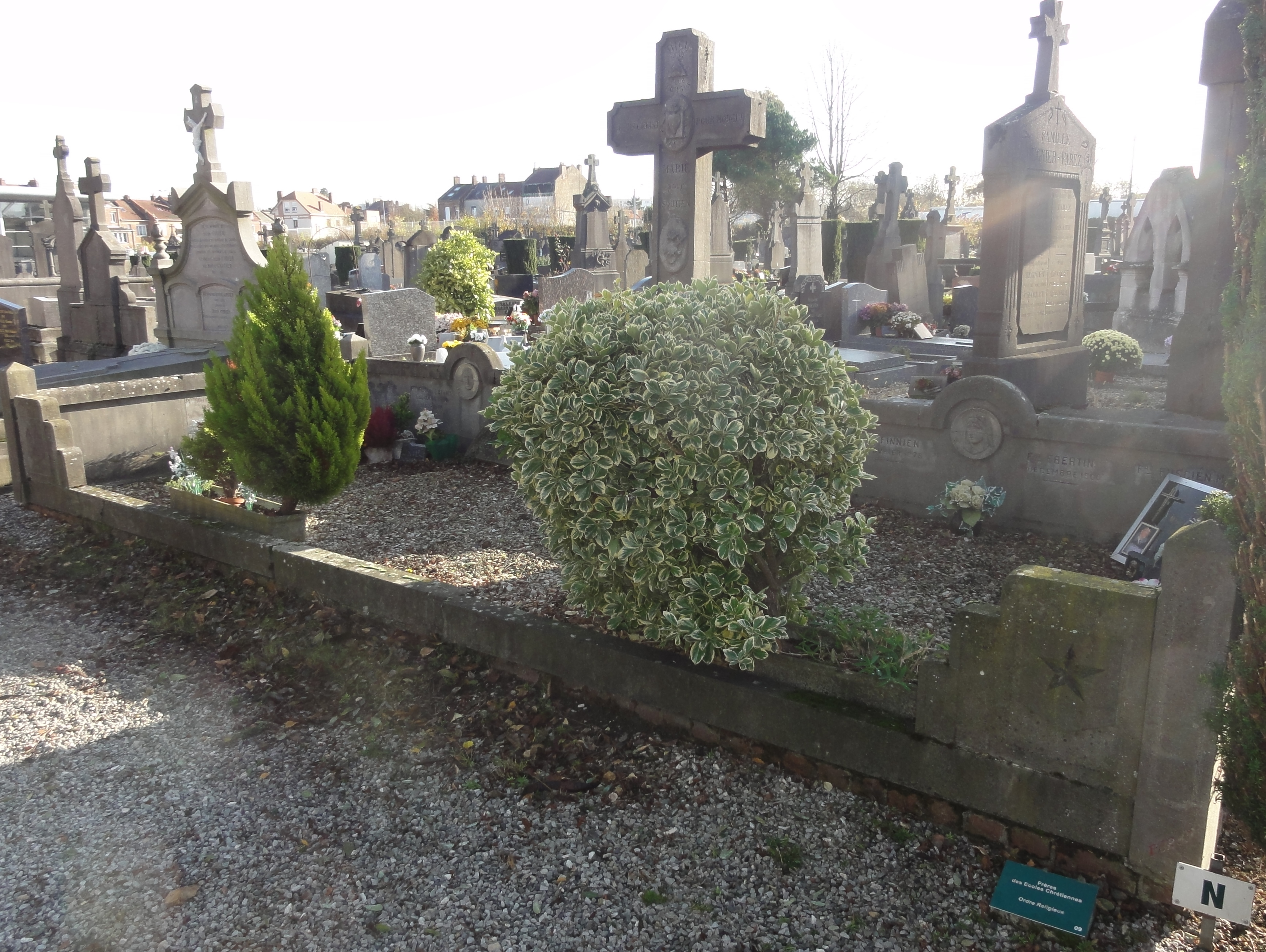
9. tombe des frères des Écoles Chrétiennes.
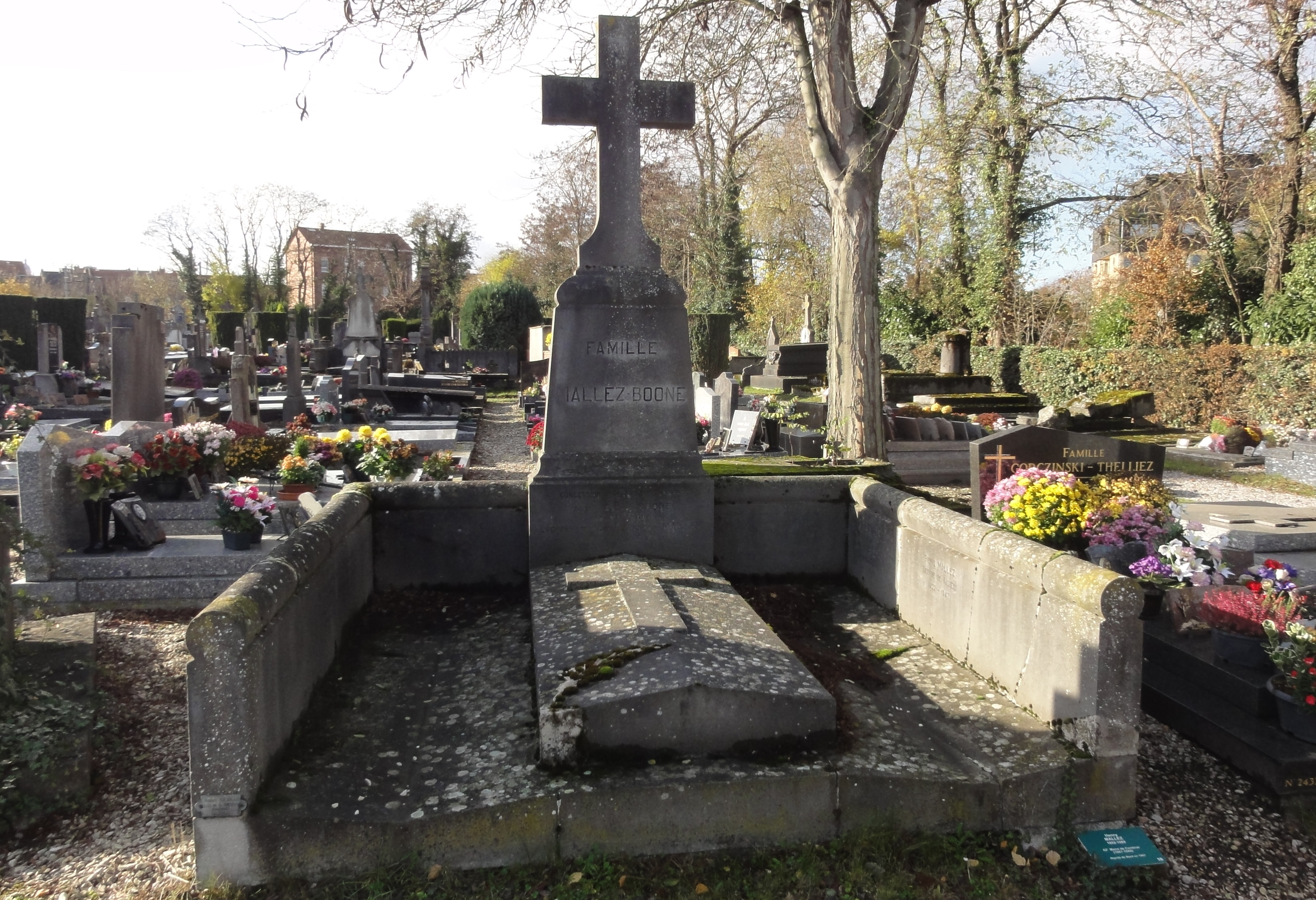
10. Henri Mallez, maire de Cambrai et député.
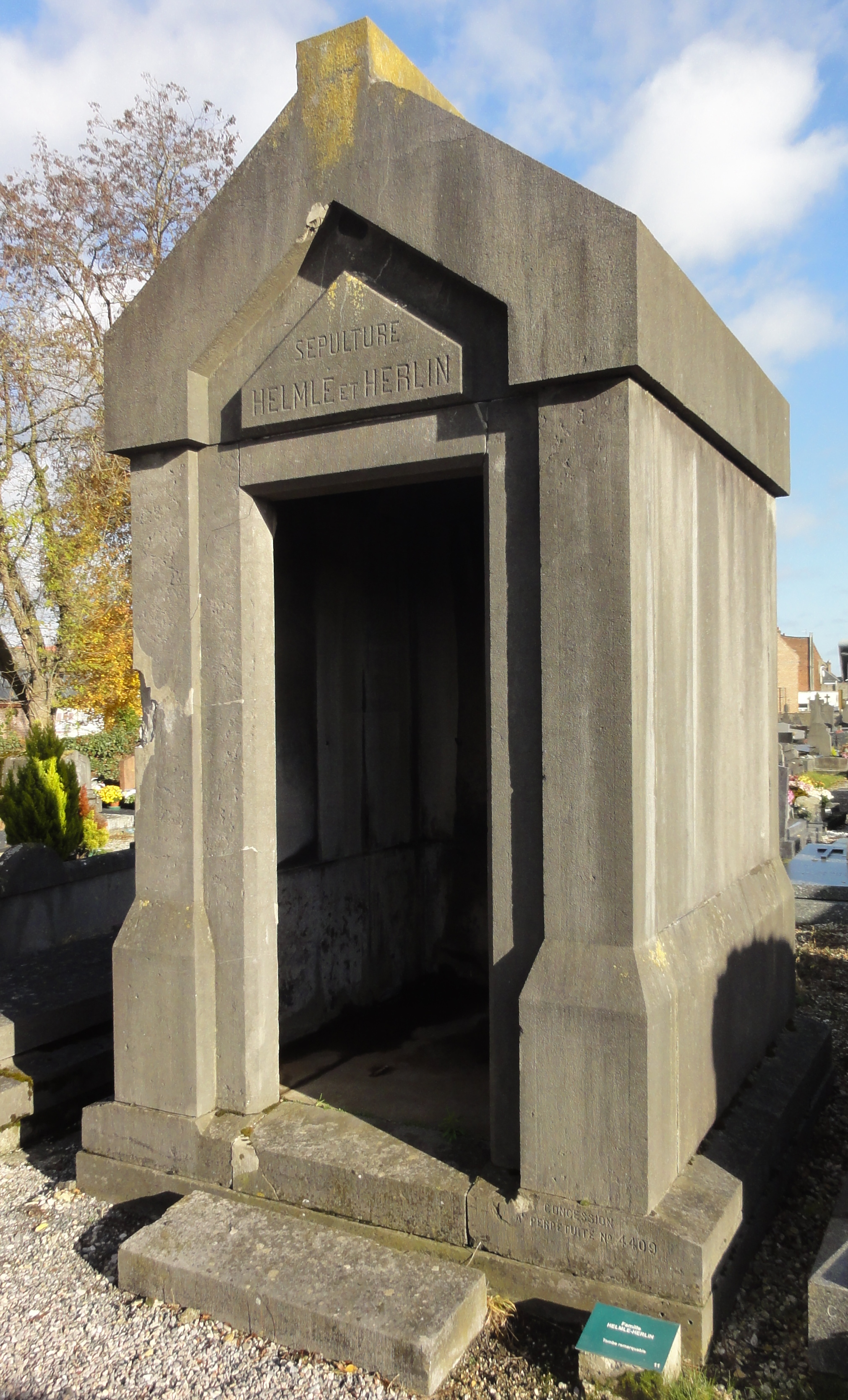
11. famille Helmle-Herlin, tombe remarquable.
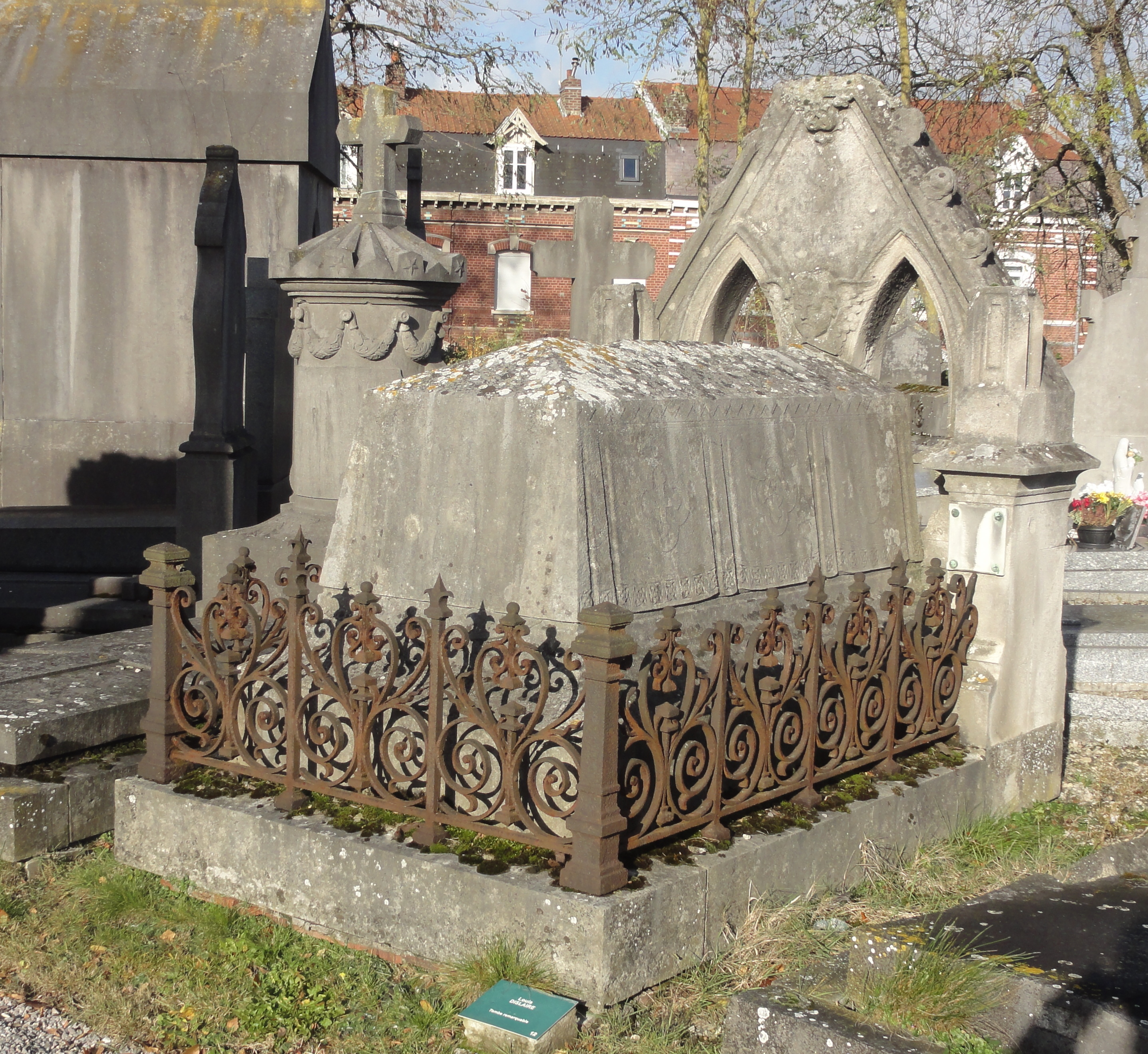
12. Louis Dislaire, tombe remarquable.
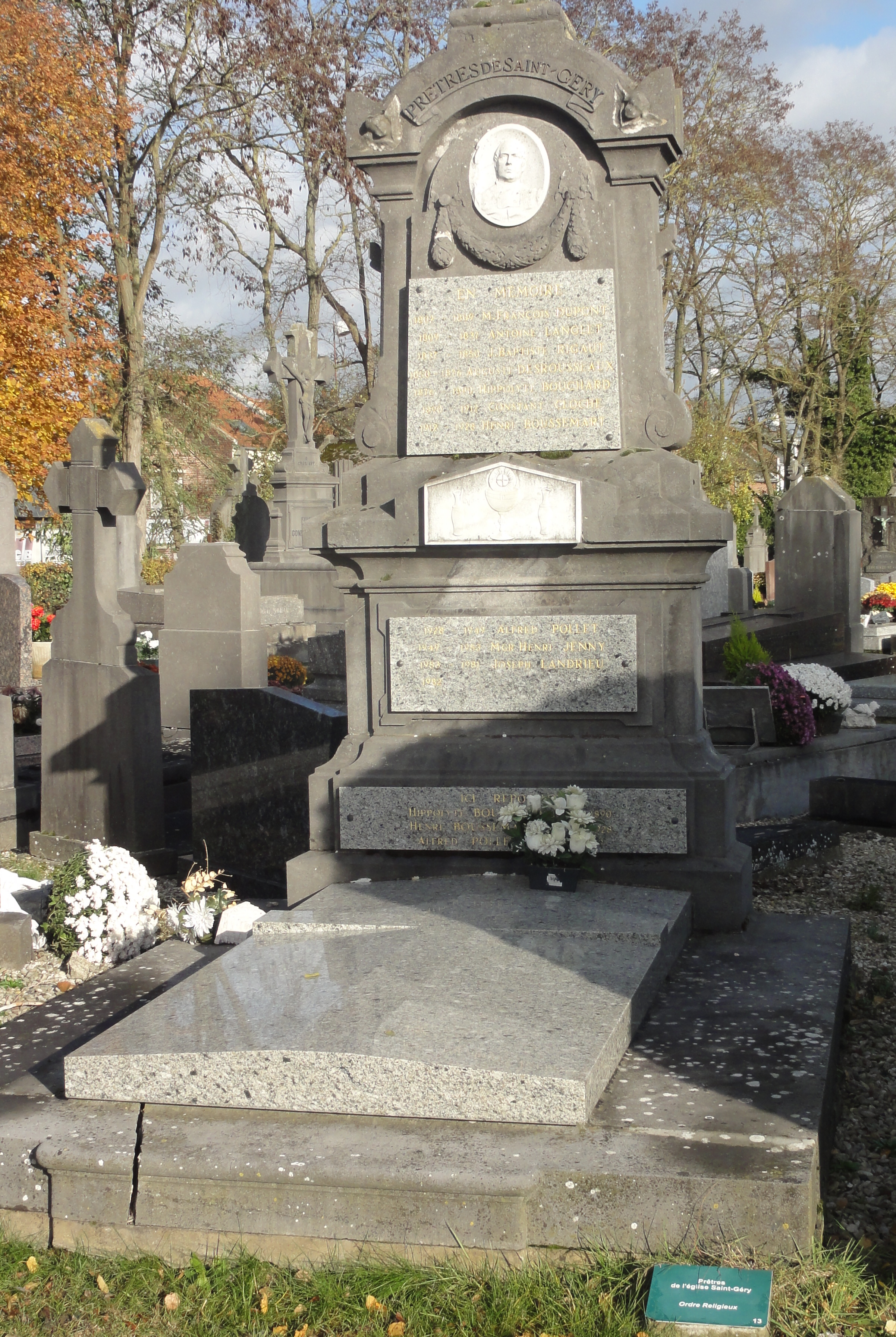
13. tombe des prêtres de l'église Saint-Géry.
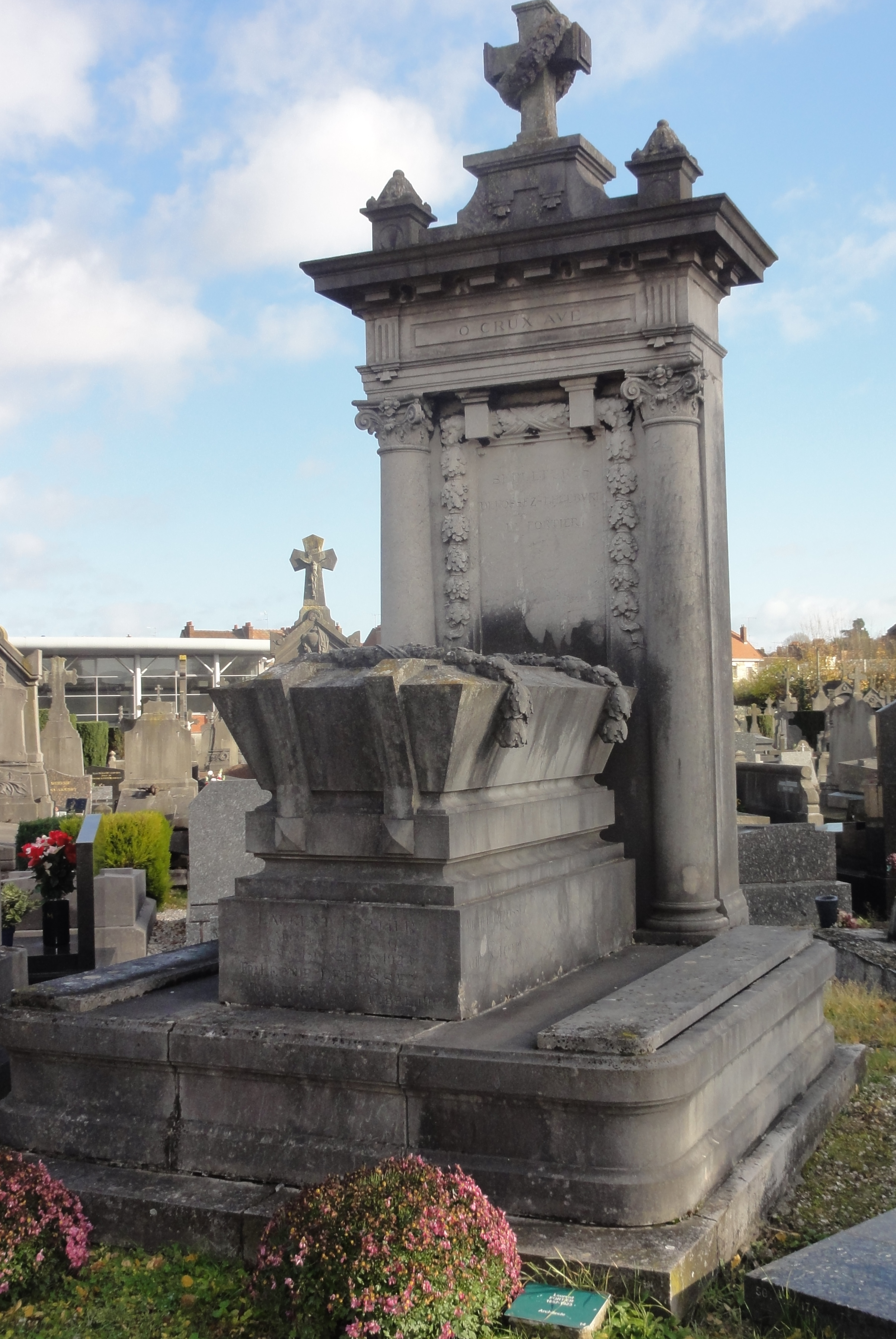
14. Laurent Fortier, architecte.
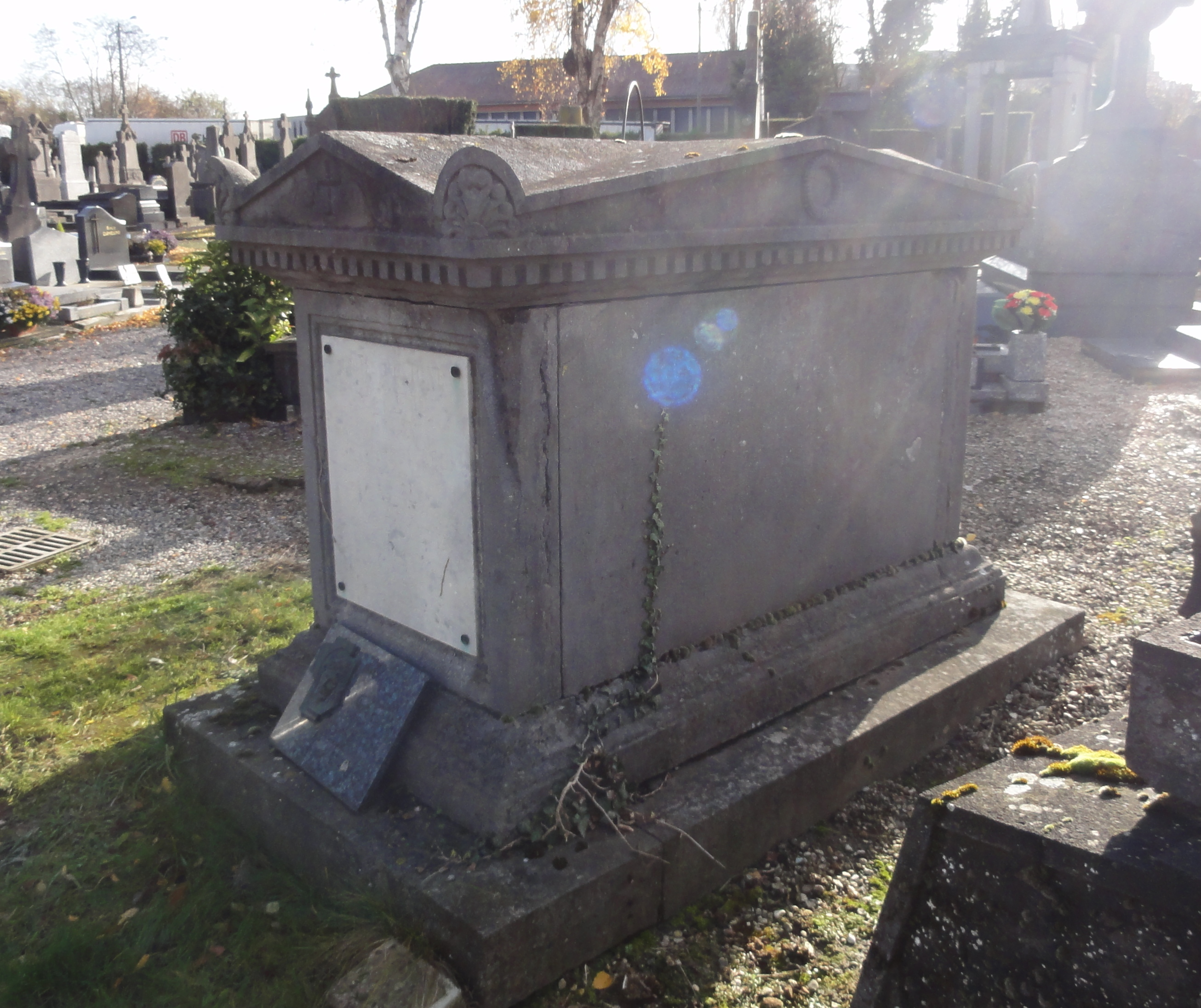
15. Adolphe Deligne, artiste-peintre
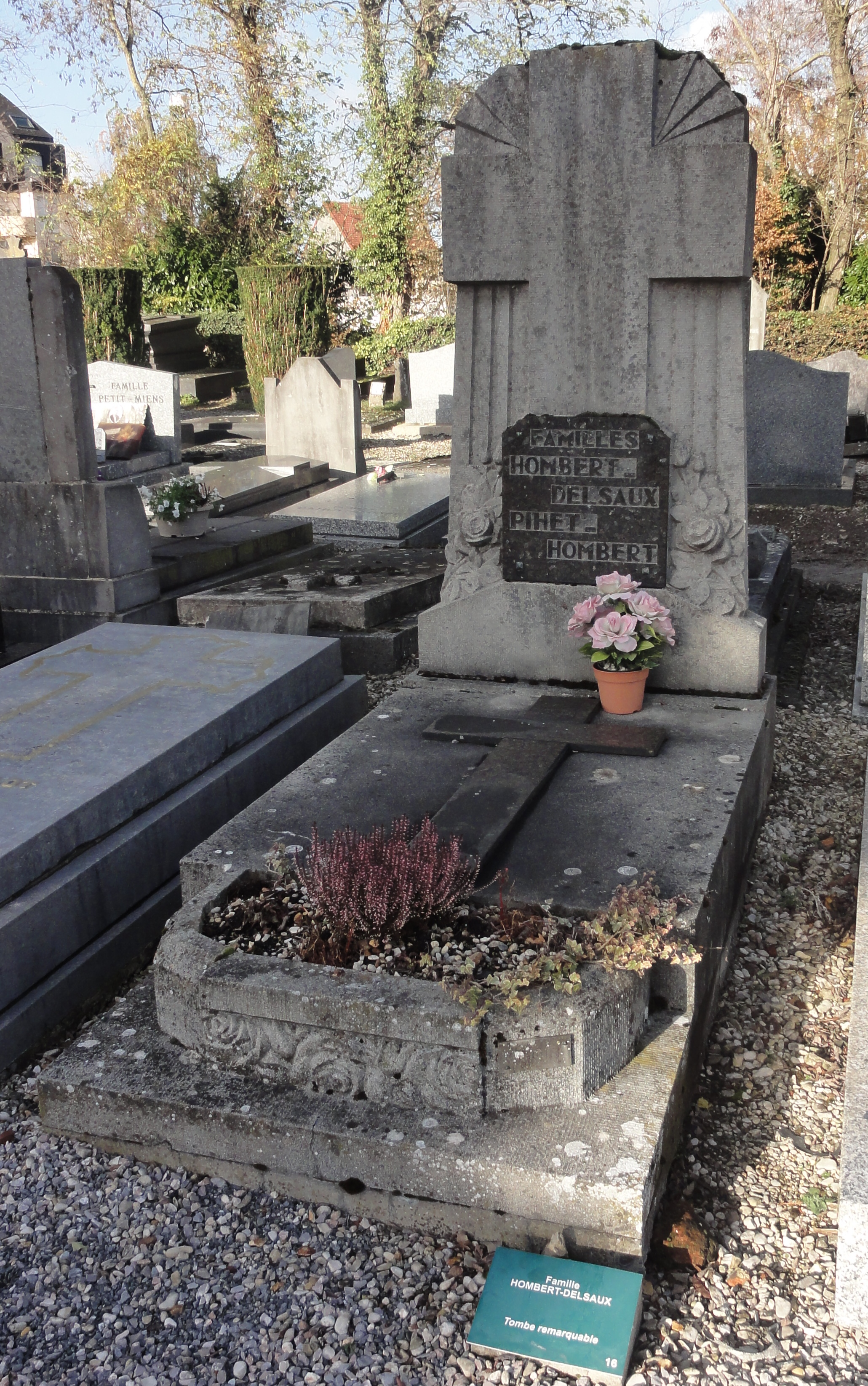
16. tombe remarquable de la famille Hombert-Delsaux.
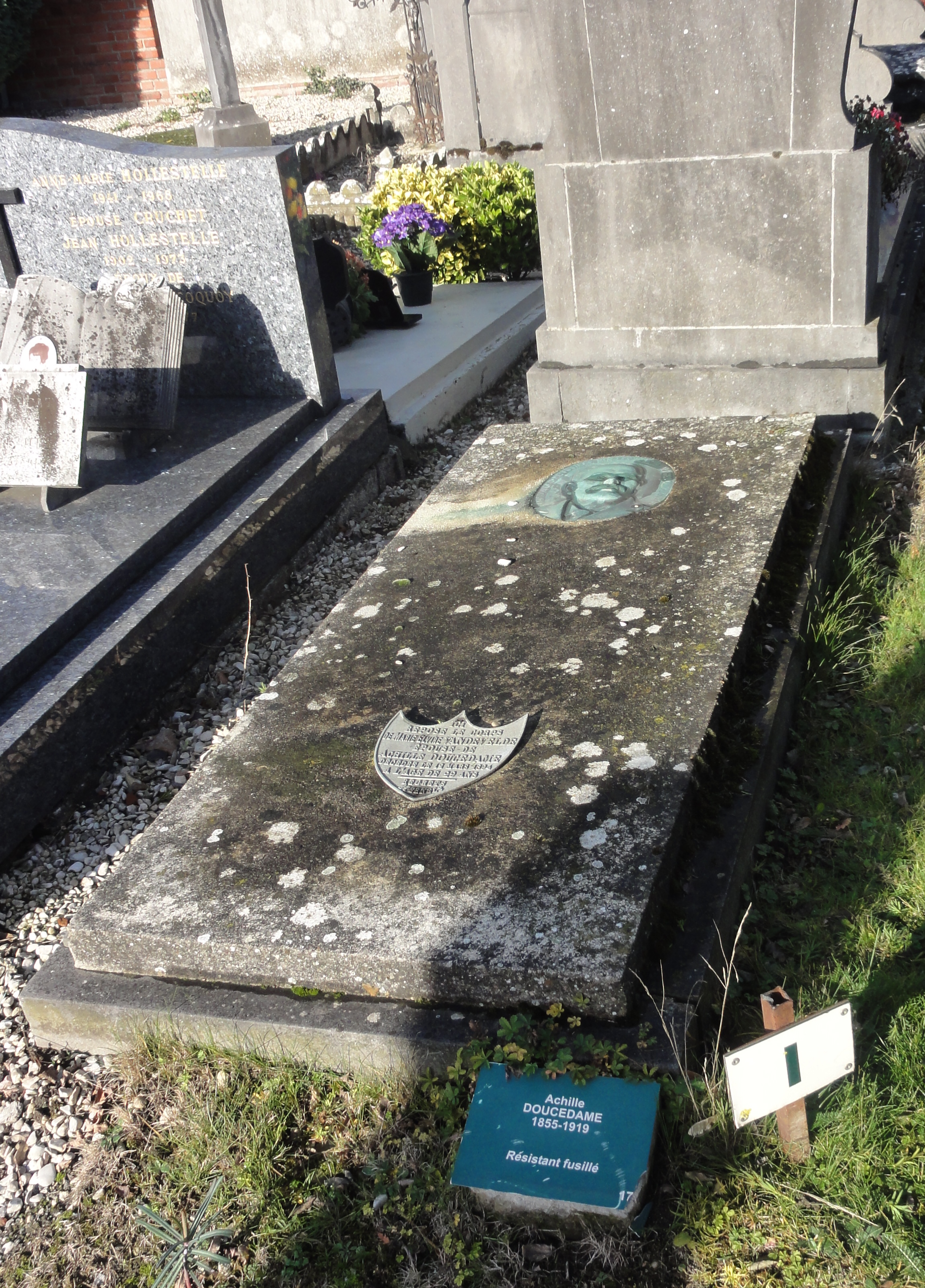
17. Achille Doucedame, résistant fusillé.
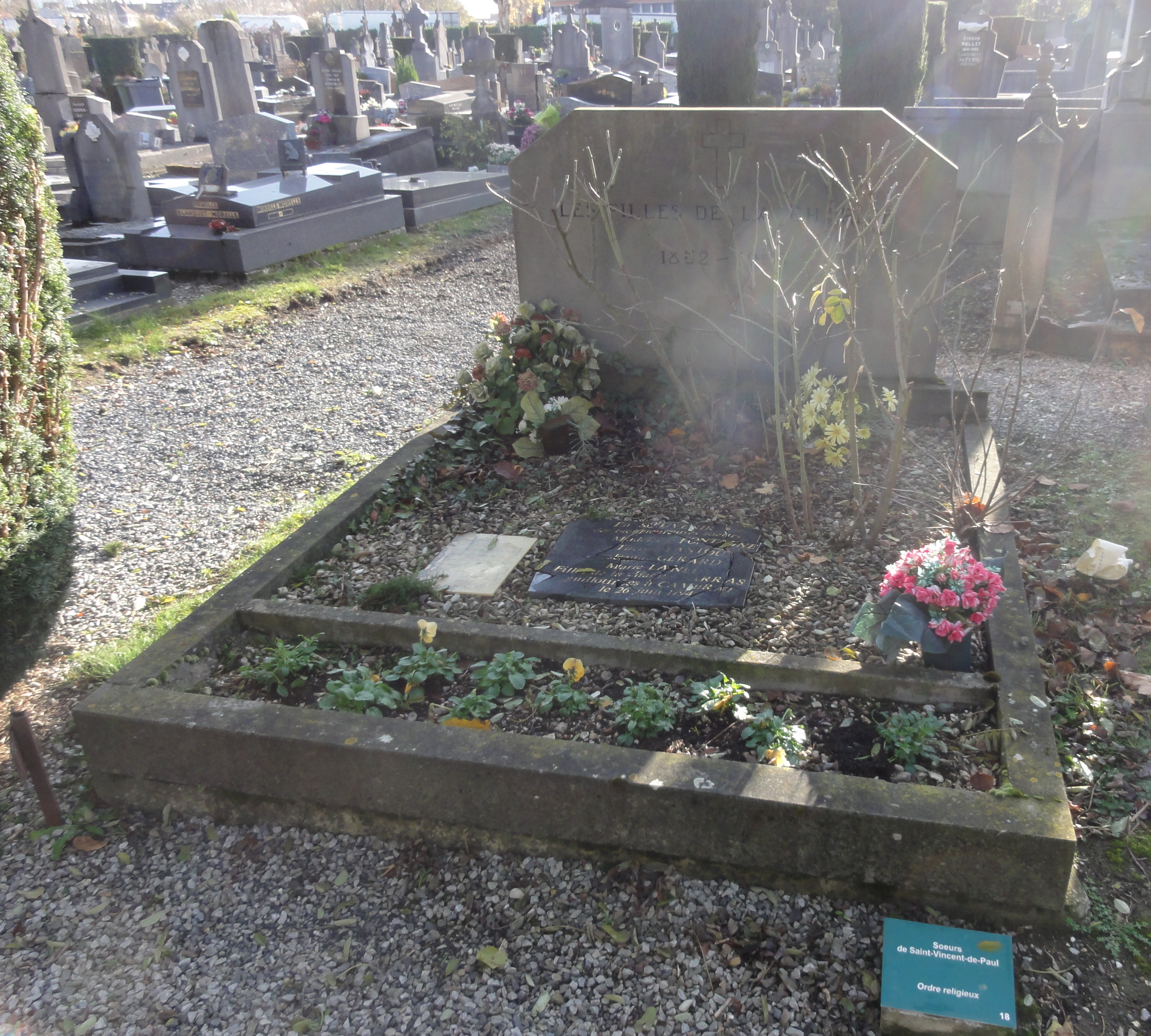
18. tombe des sœurs de Saint-Vincent-de-Paul.
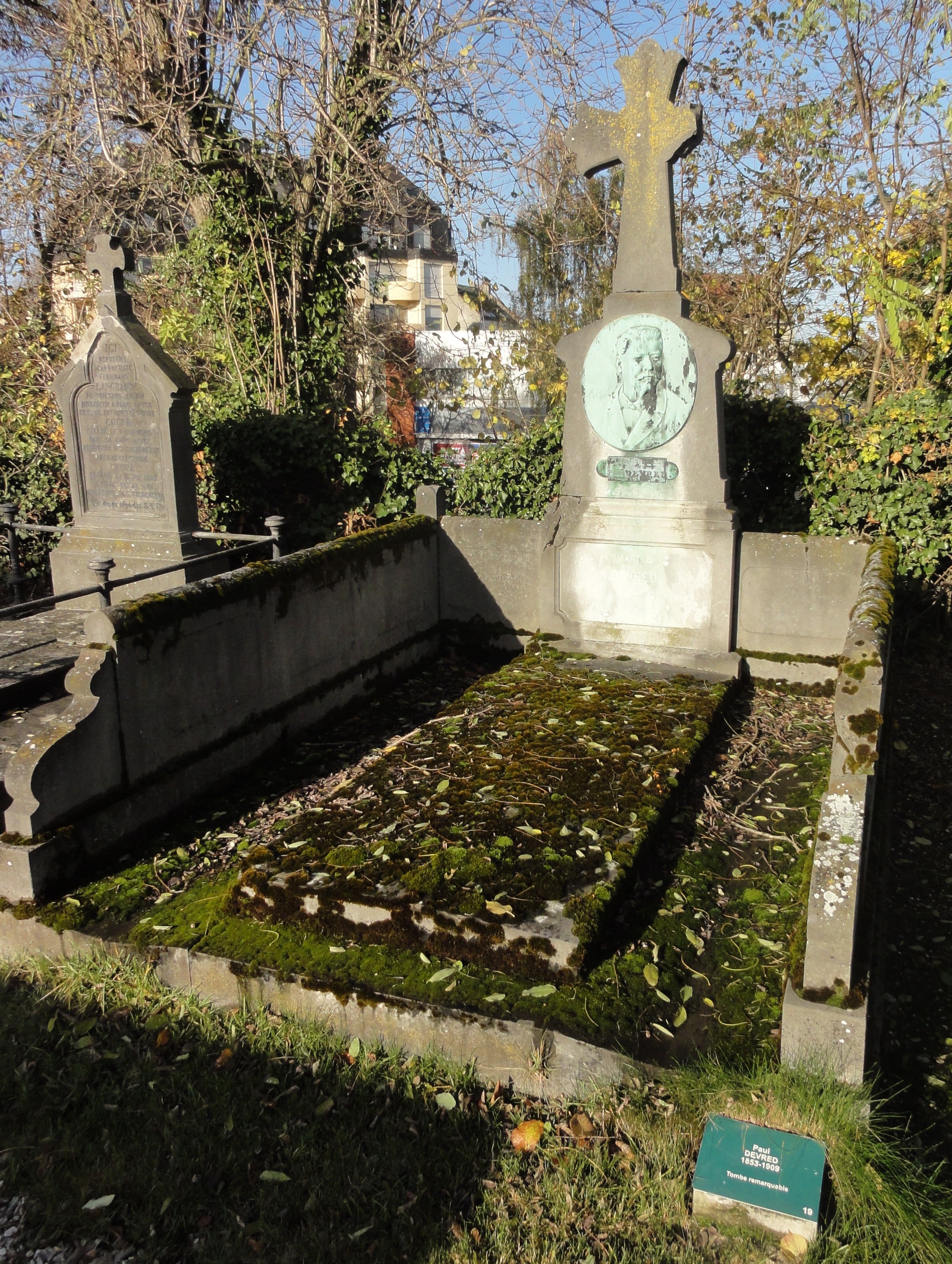
19. tombe remarquable de Paul Devred.
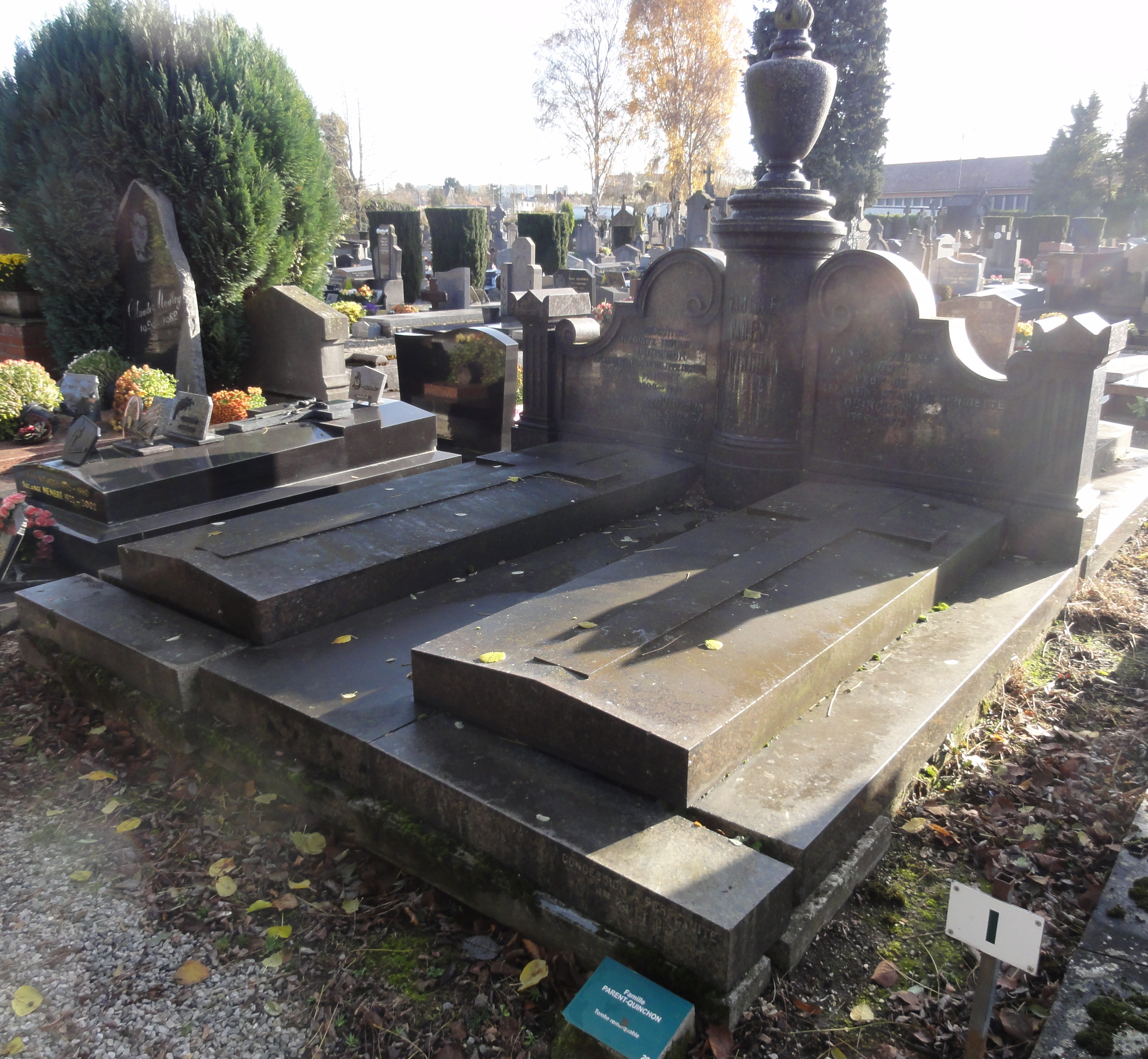
20. tombe de la famille Parent-Quinchon.
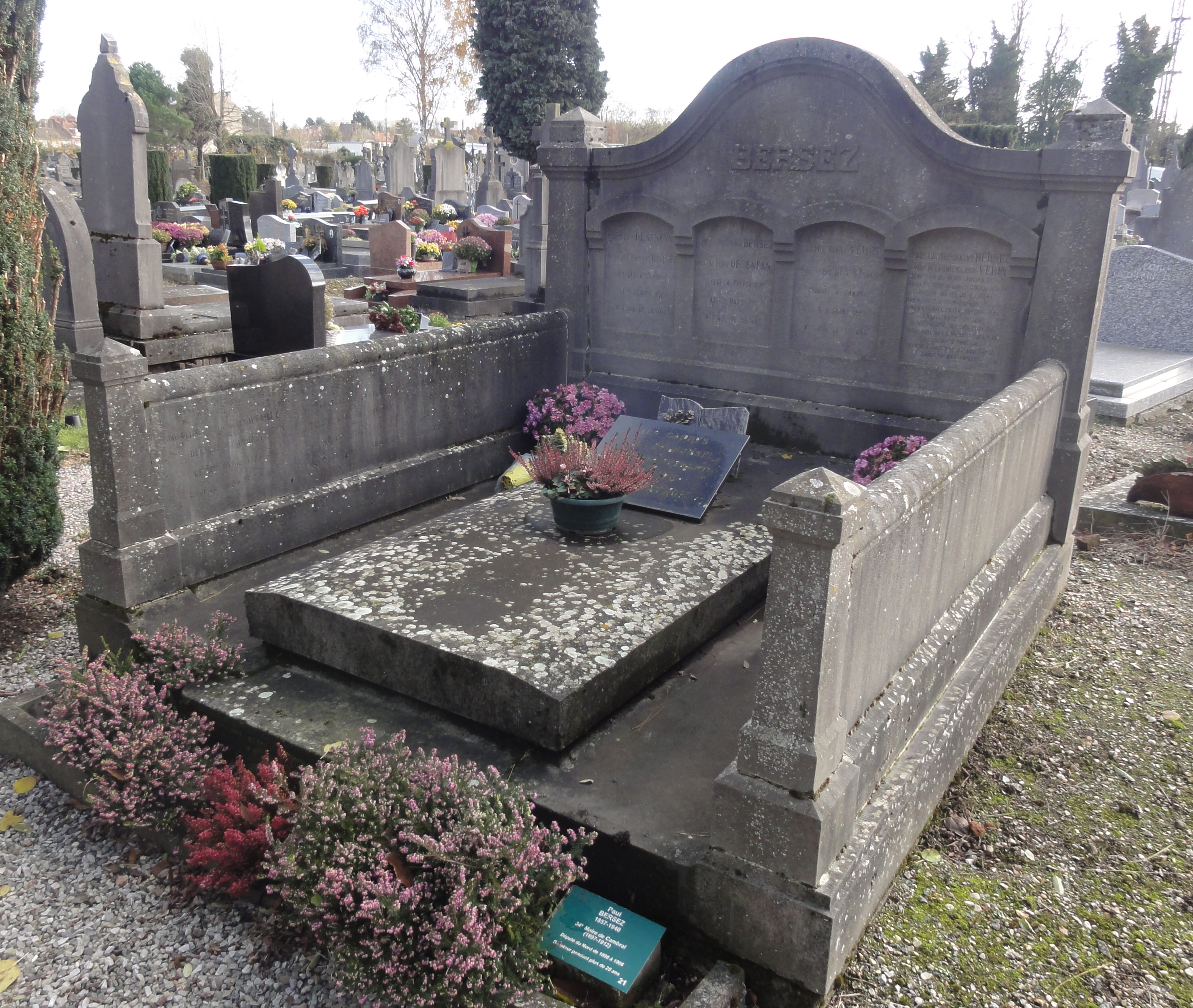
21. Paul Bersez, maire de Cambrai, député et sénateur.
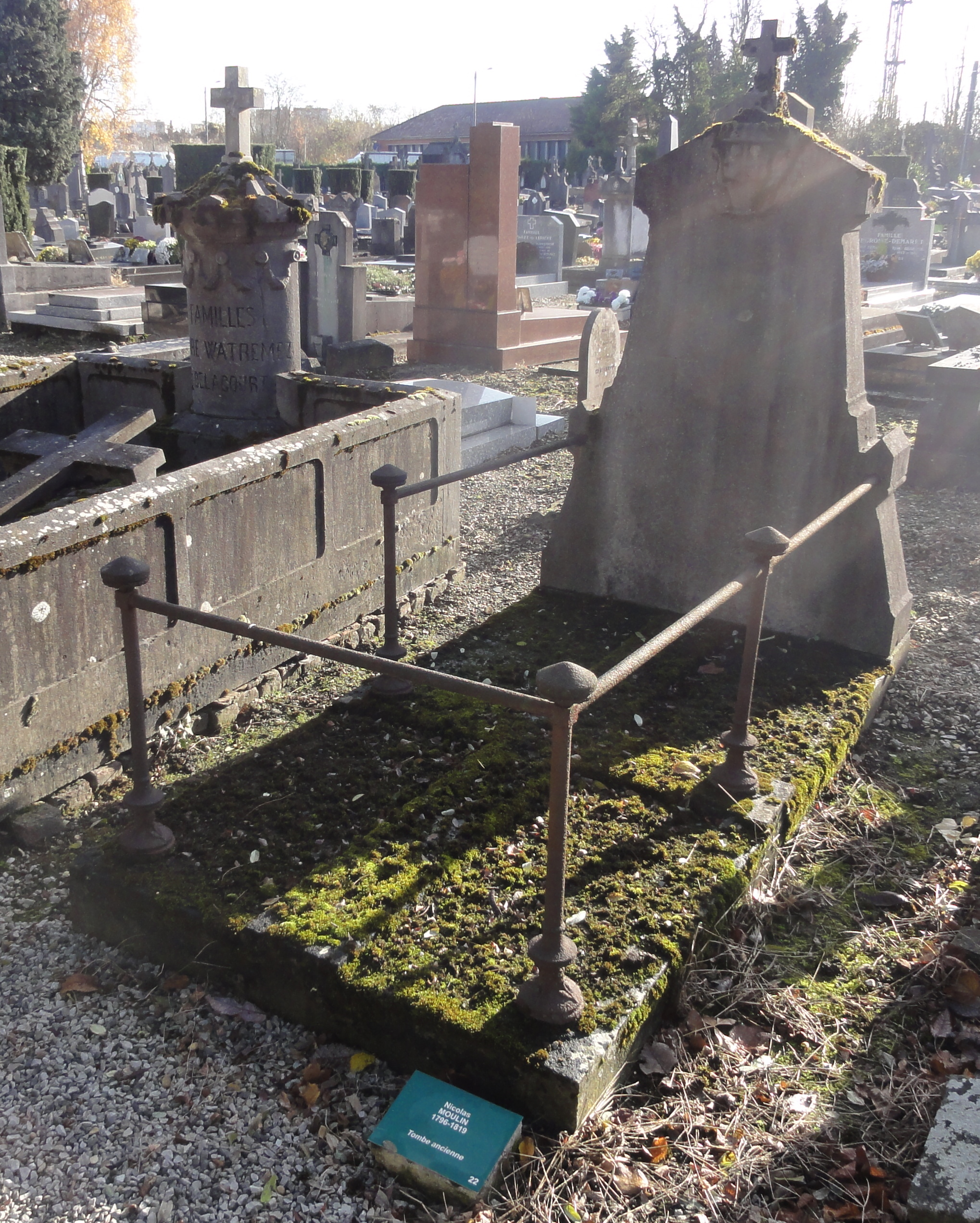
22. tombe ancienne de Nicolas Moulin, 1819.
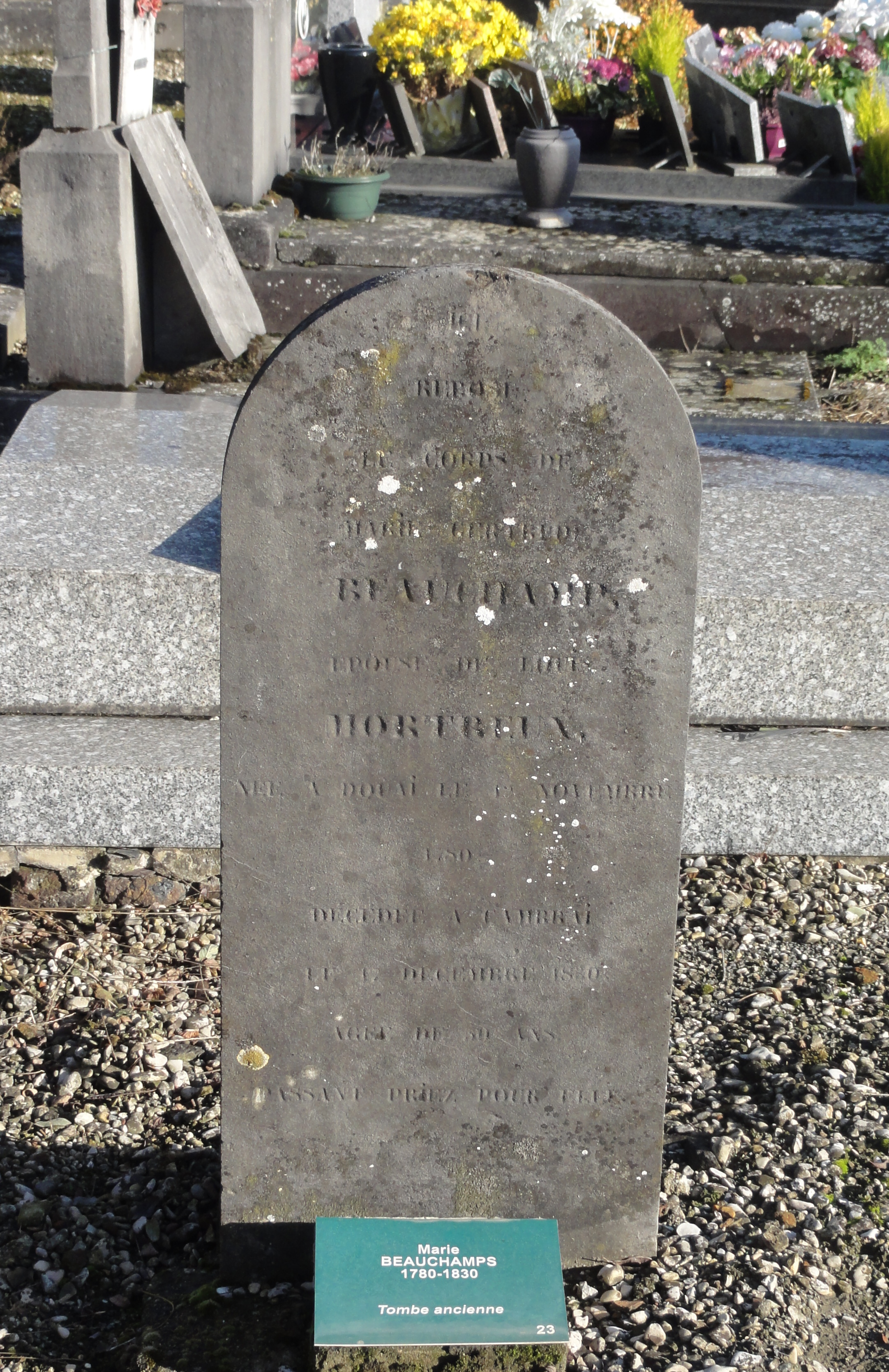
23. tombe ancienne de Marie Beauchamps, 1830.
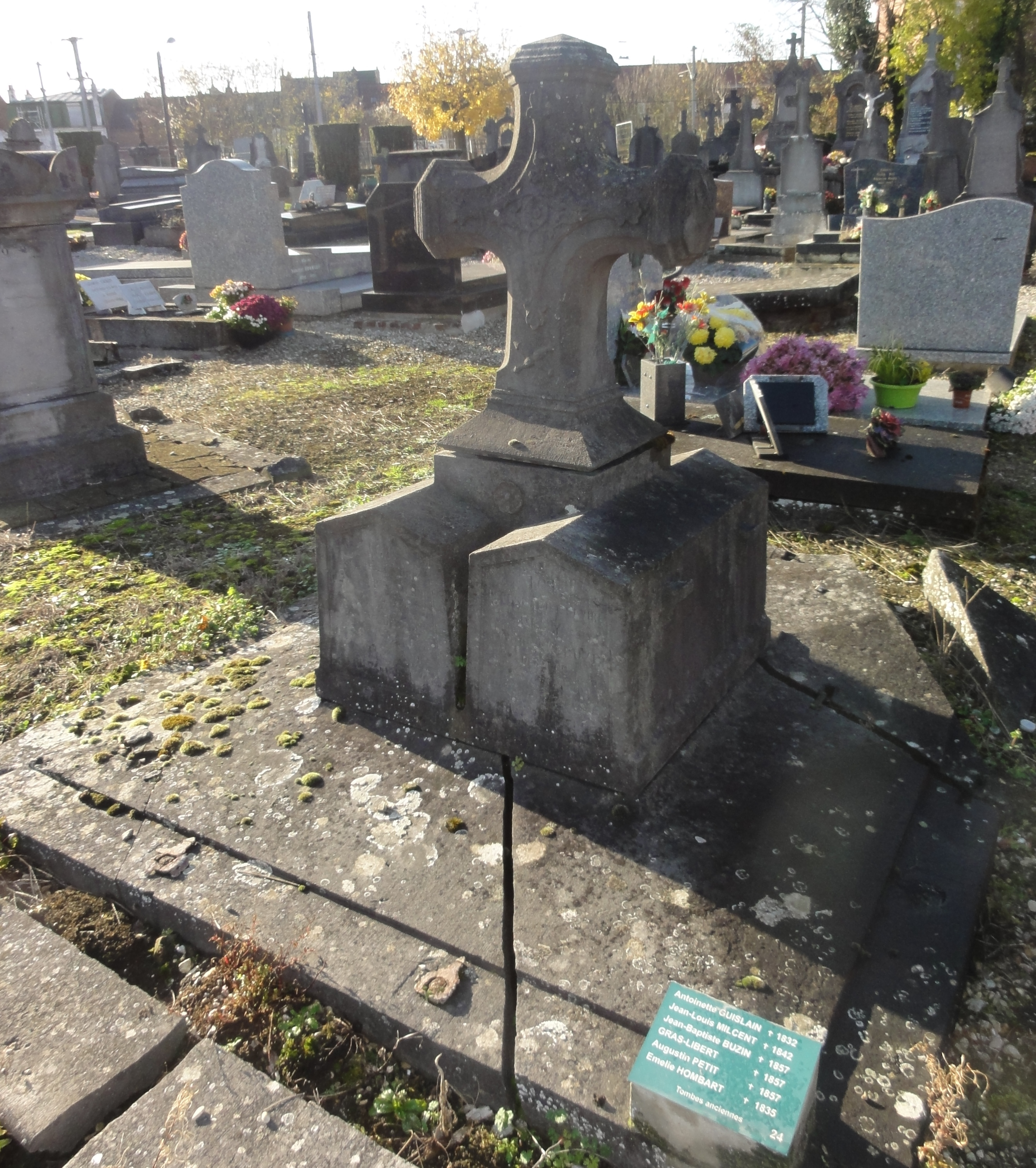
24. tombe ancienne.
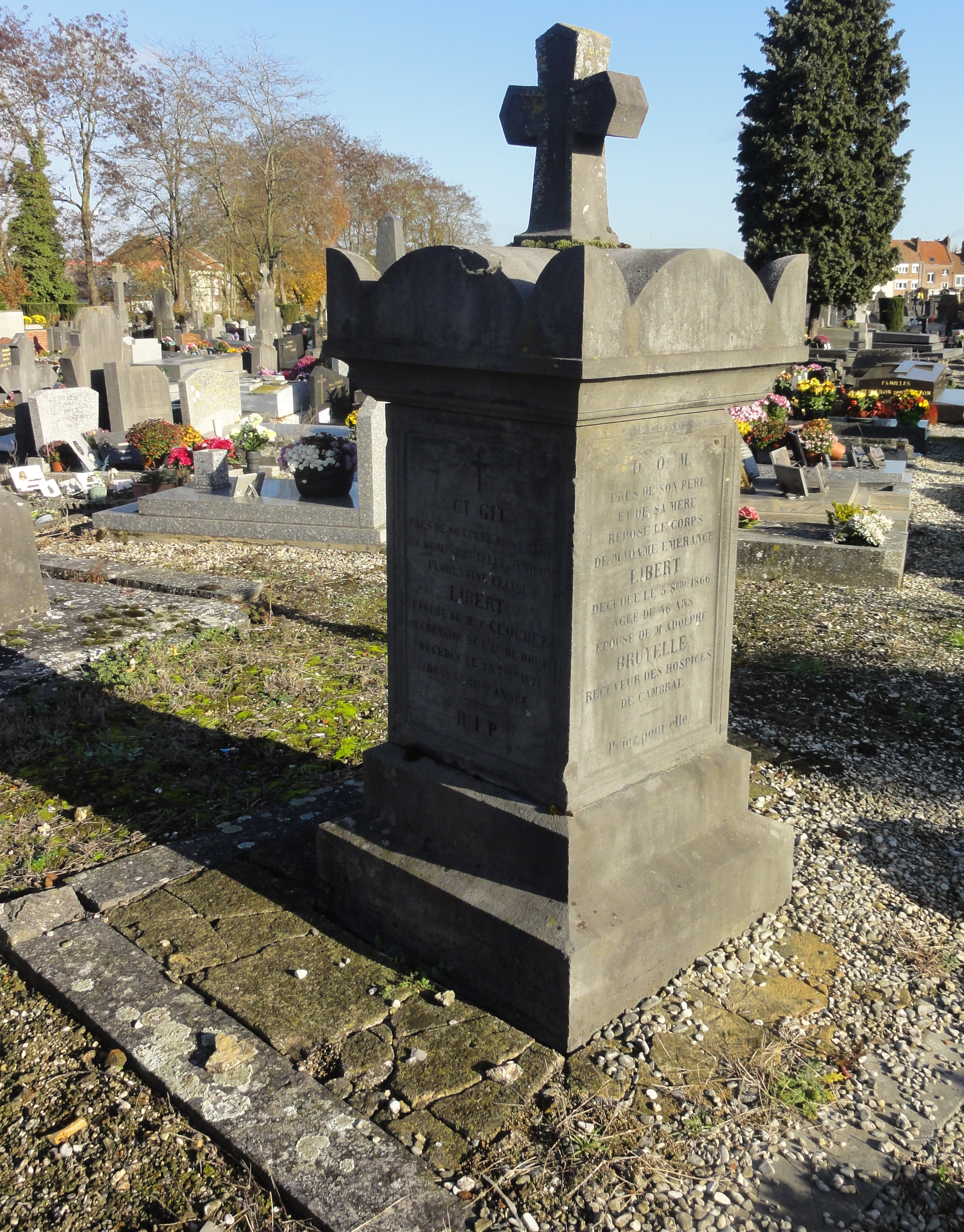
24. tombe ancienne.
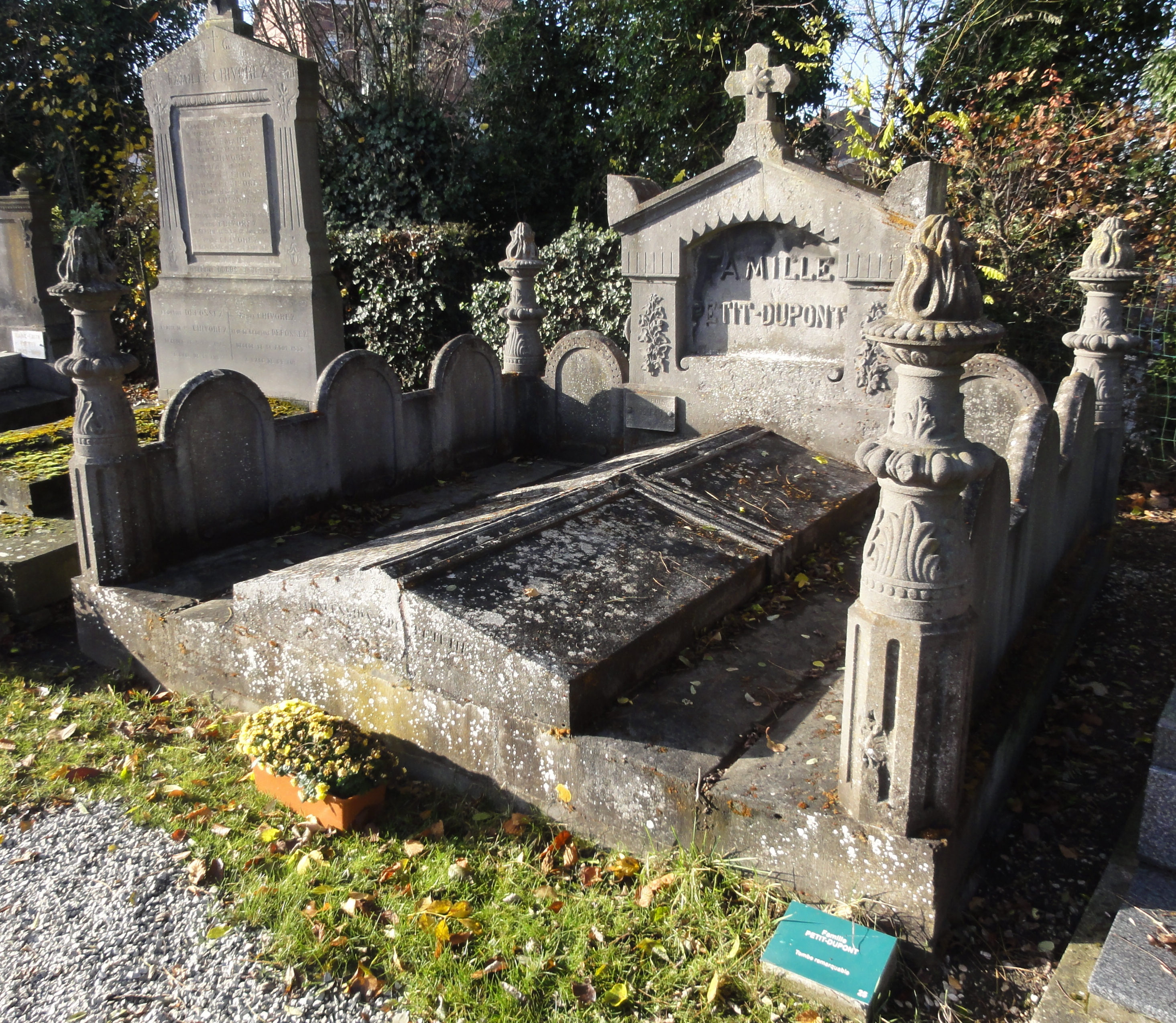
25. tombe de la famille Petit-Dupont.
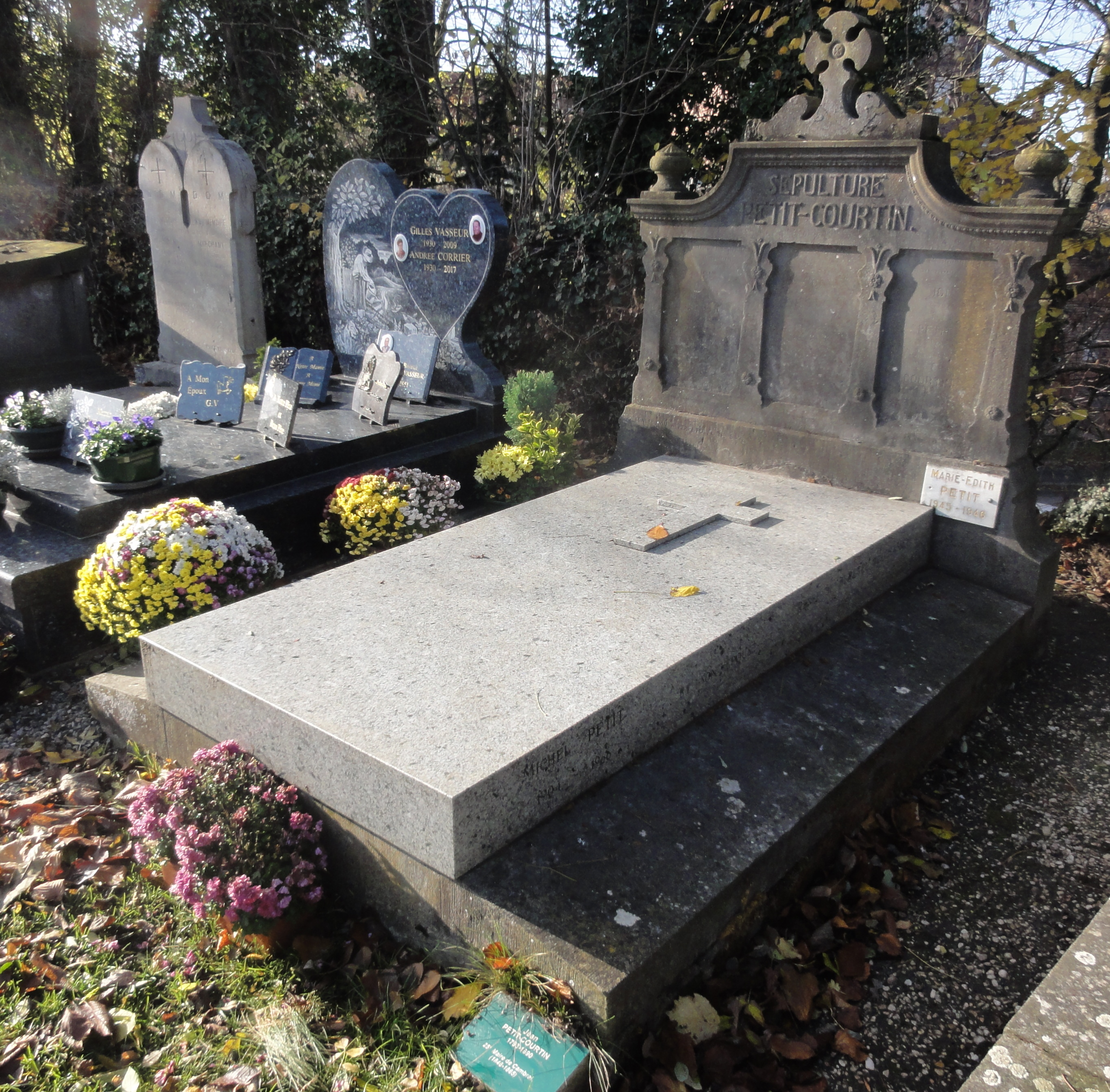
26. Jean Petit-Courtin, maire de Cambrai.
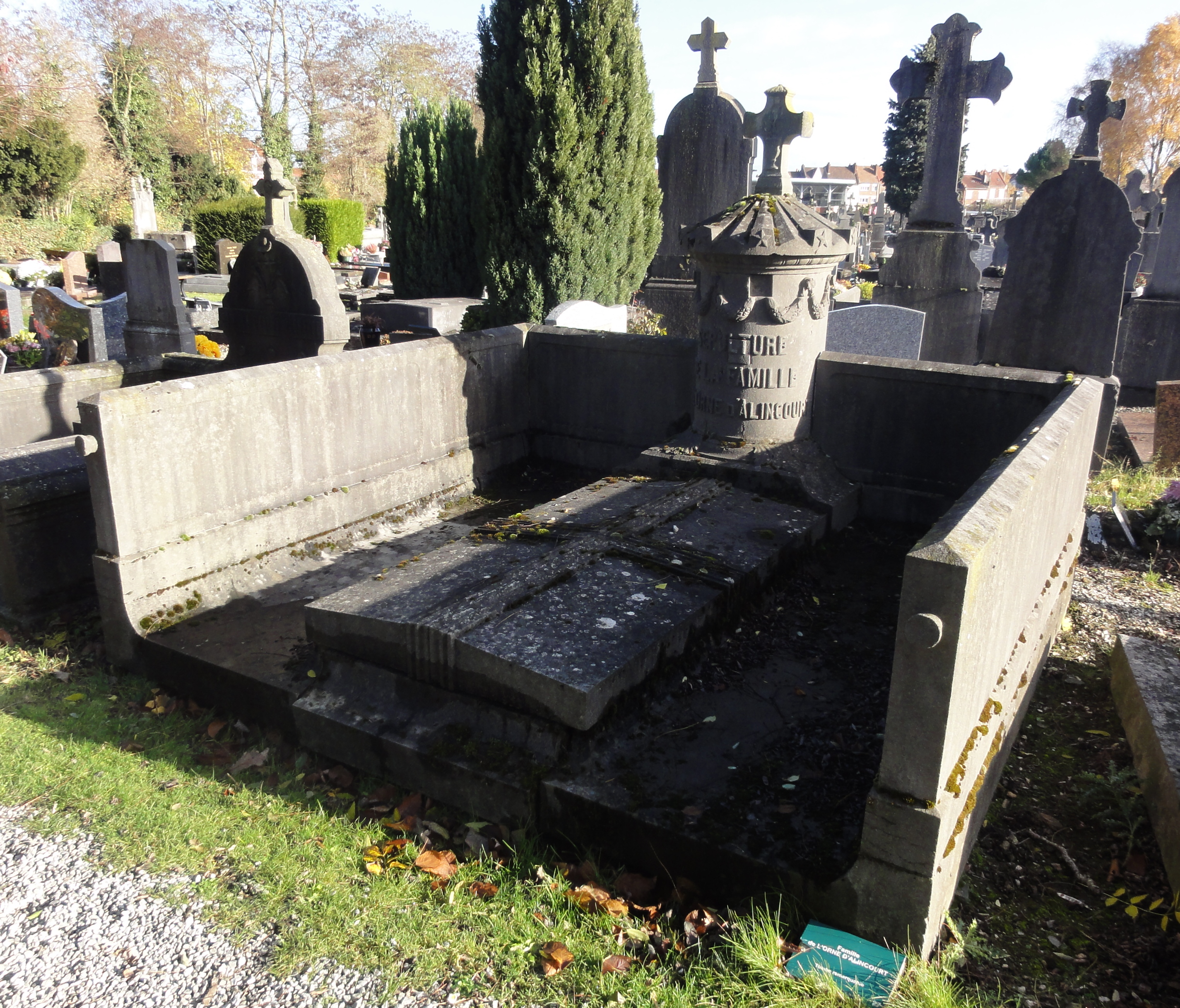
27. tombe de la famille de l'Orne d'Alincourt.
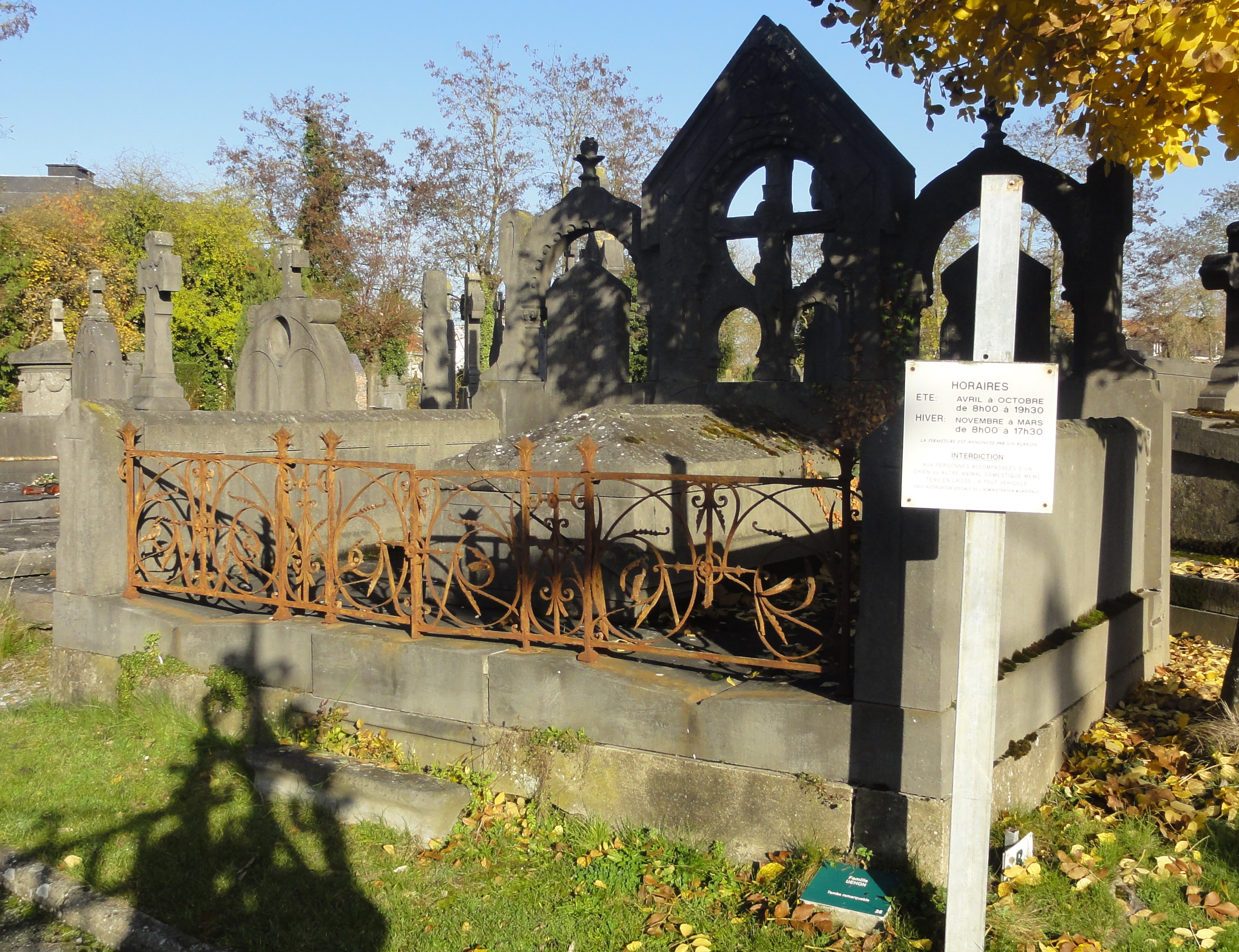
28. tombe de la famille Dehon.
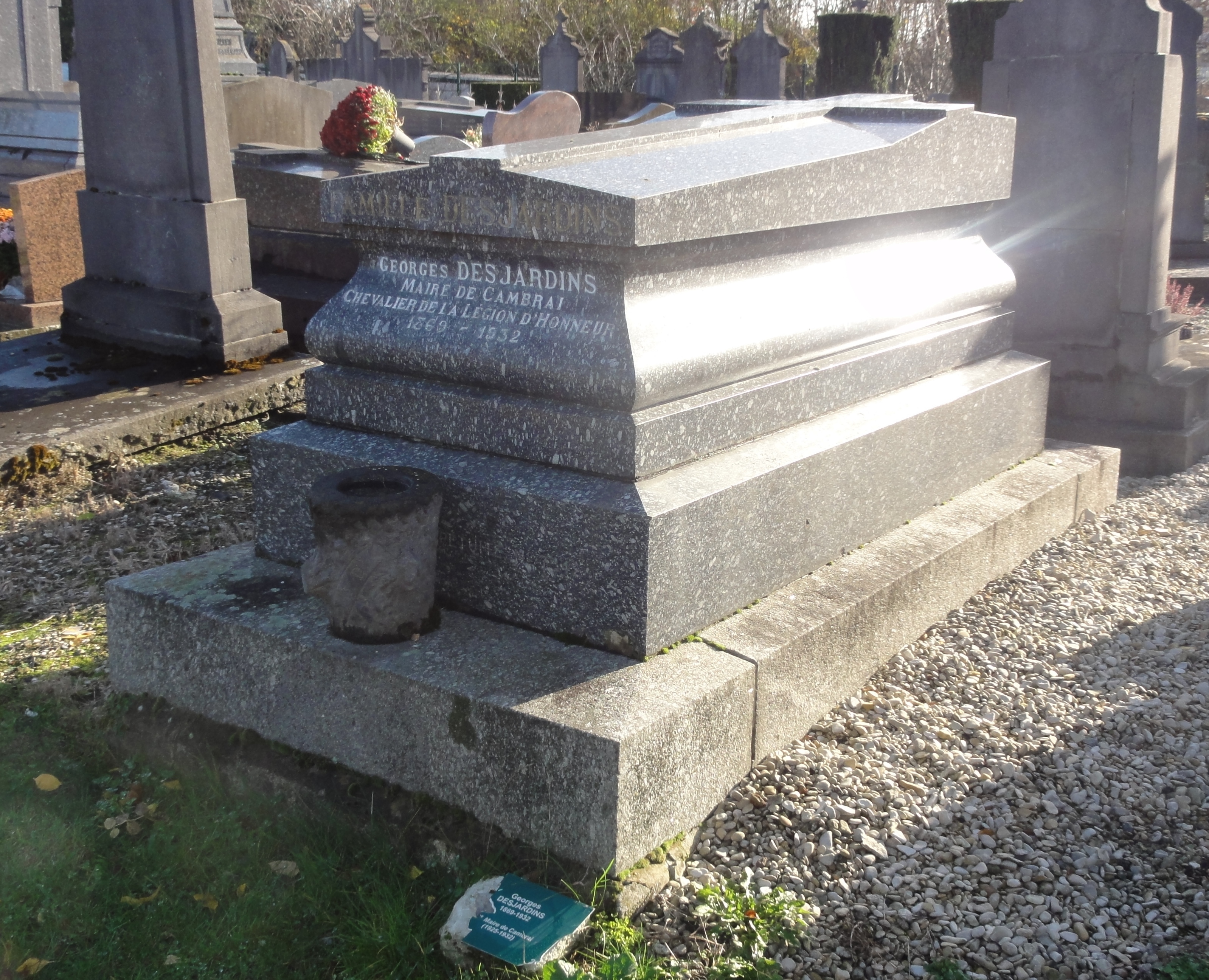
29. Georges Desjardins, maire de Cambrai.
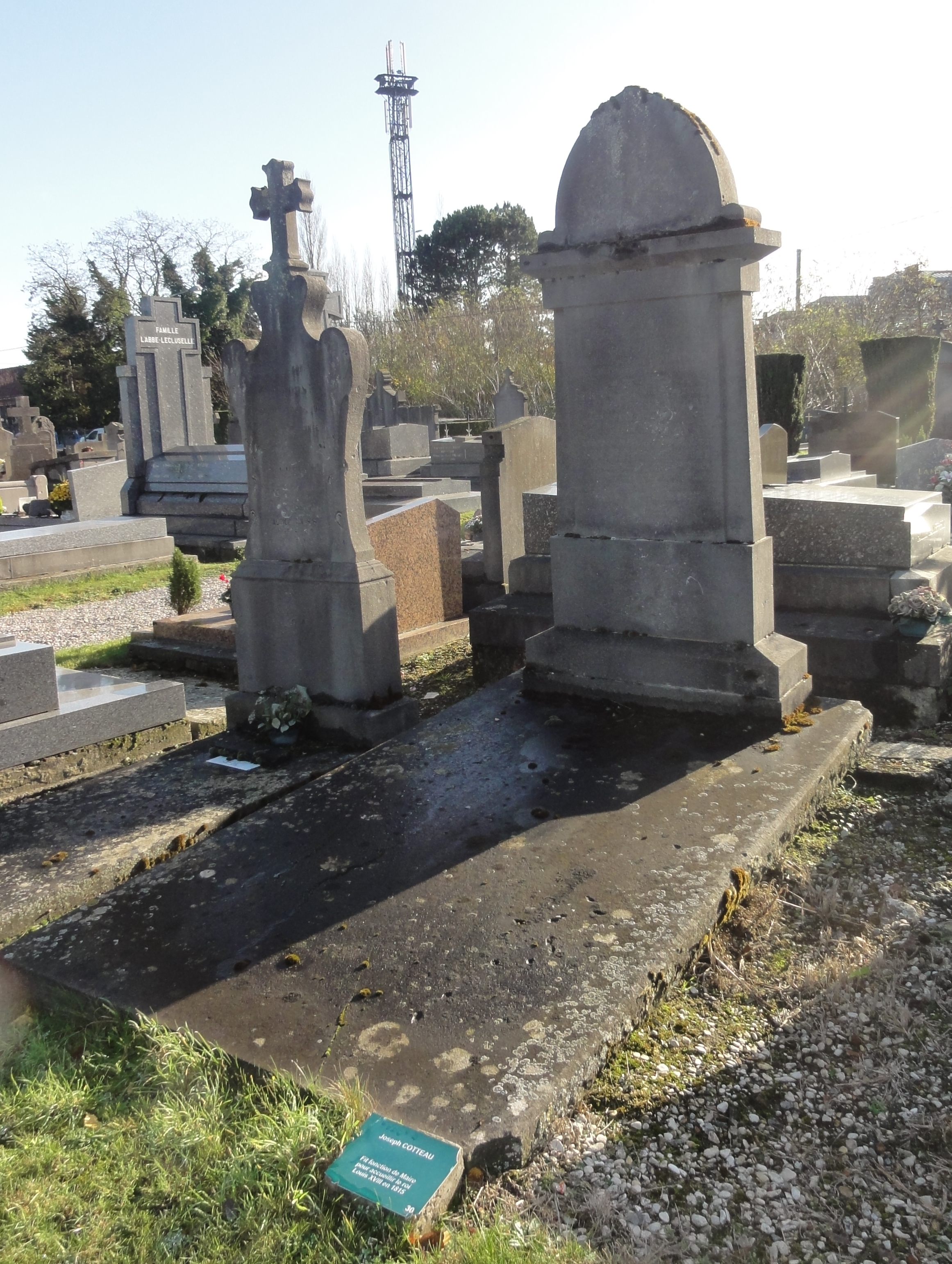
30. tombe de Joseph Cotteau, qui a fait fonction de maire lors de la venue de Louis XVIII en 1815.,
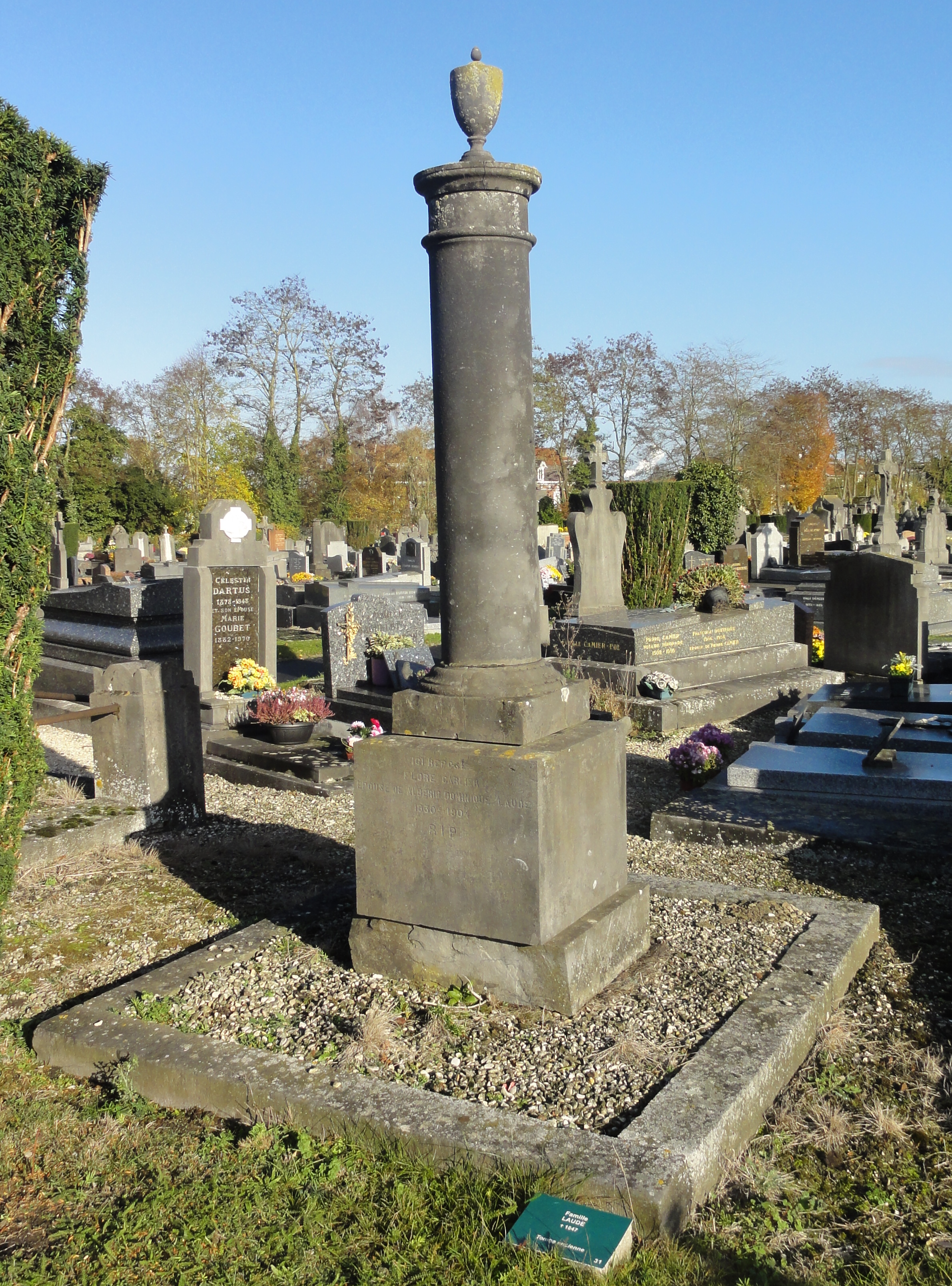
31. tombe ancienne de la famille Laude, 1847.
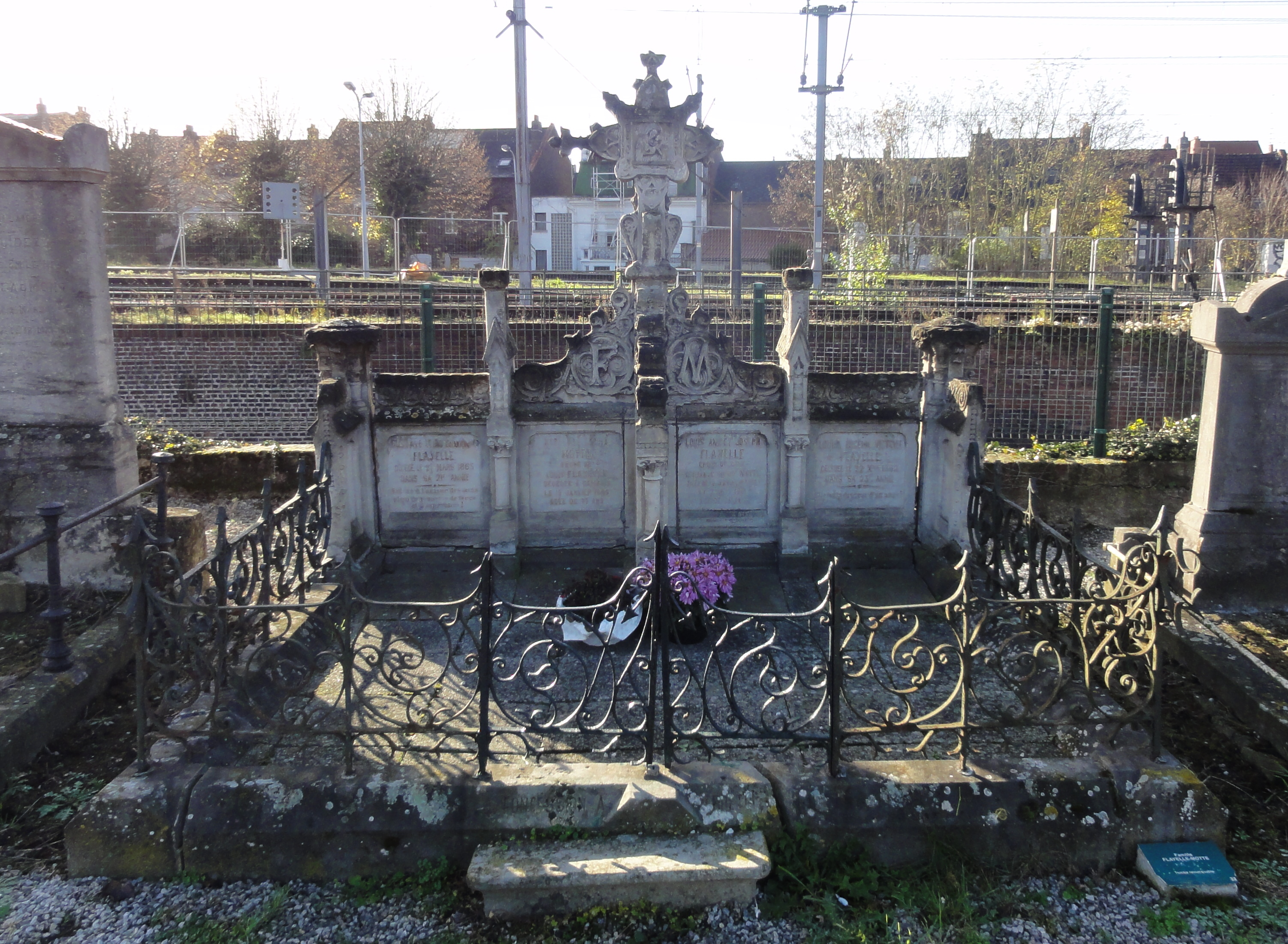
32. tombe remarquable de la famille Flayelle-Motte.
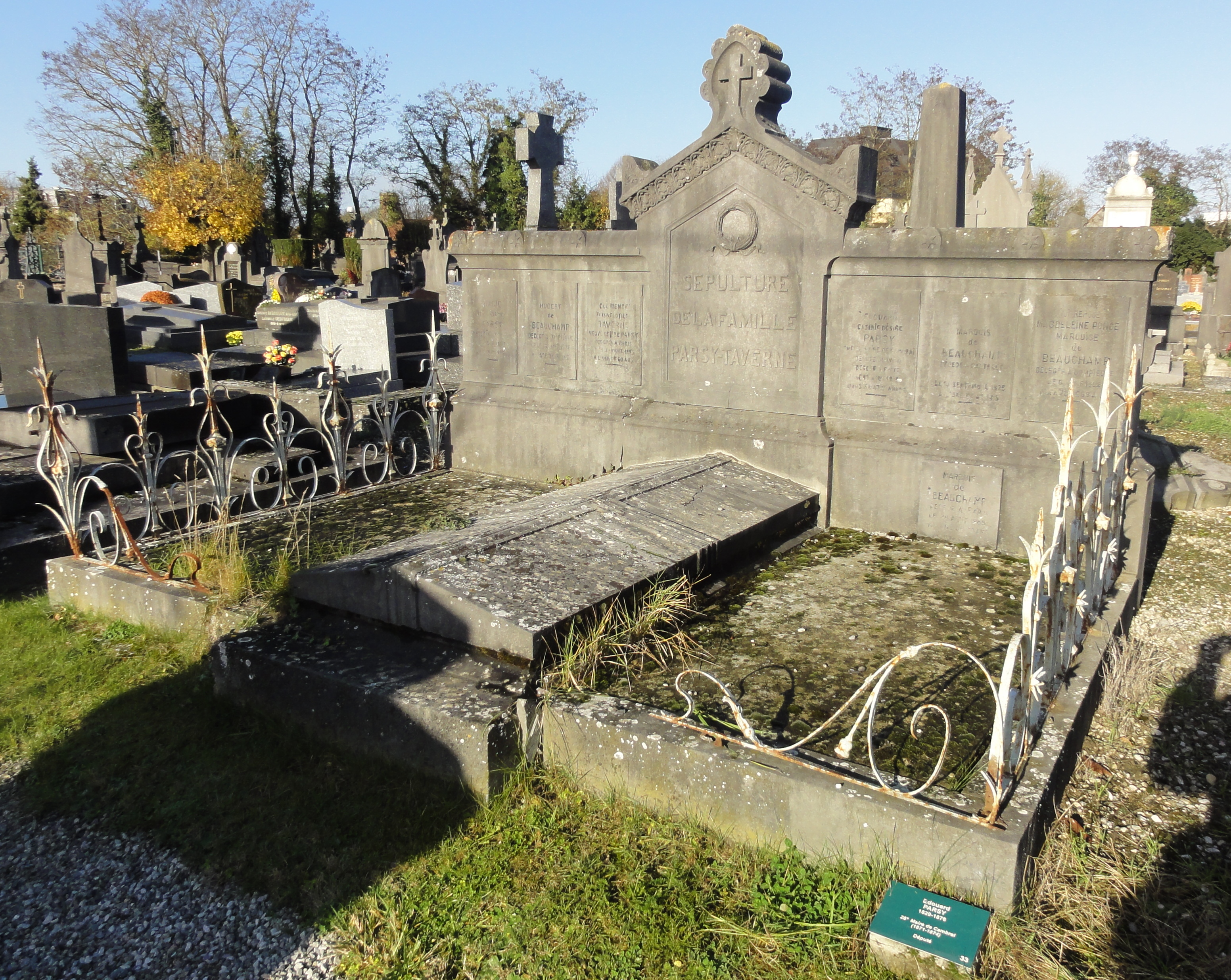
33. Édouard Parsy, maire de Cambrai et député.
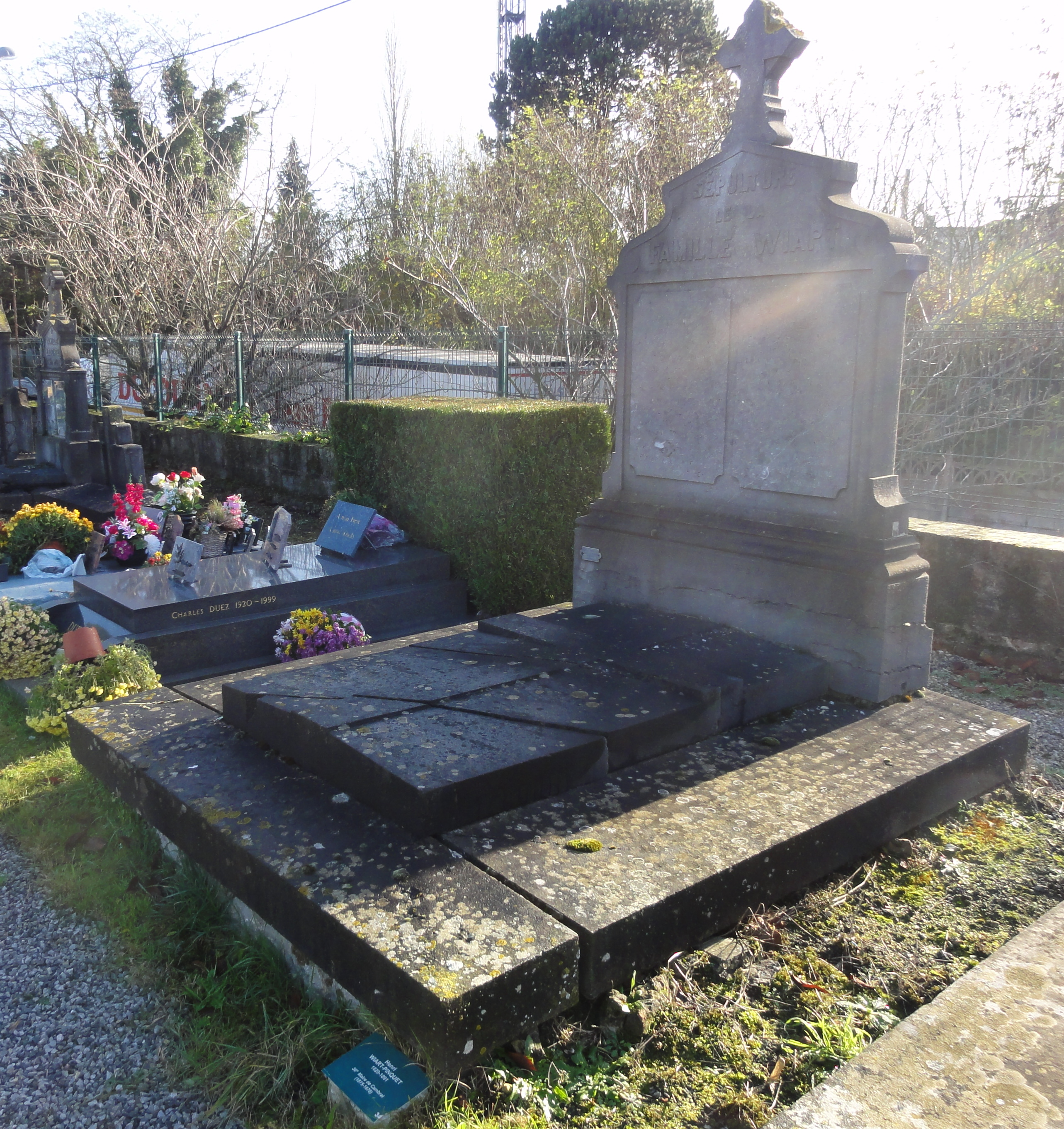
34. Henri Wiart-Pinquet, maire de Cambrai.
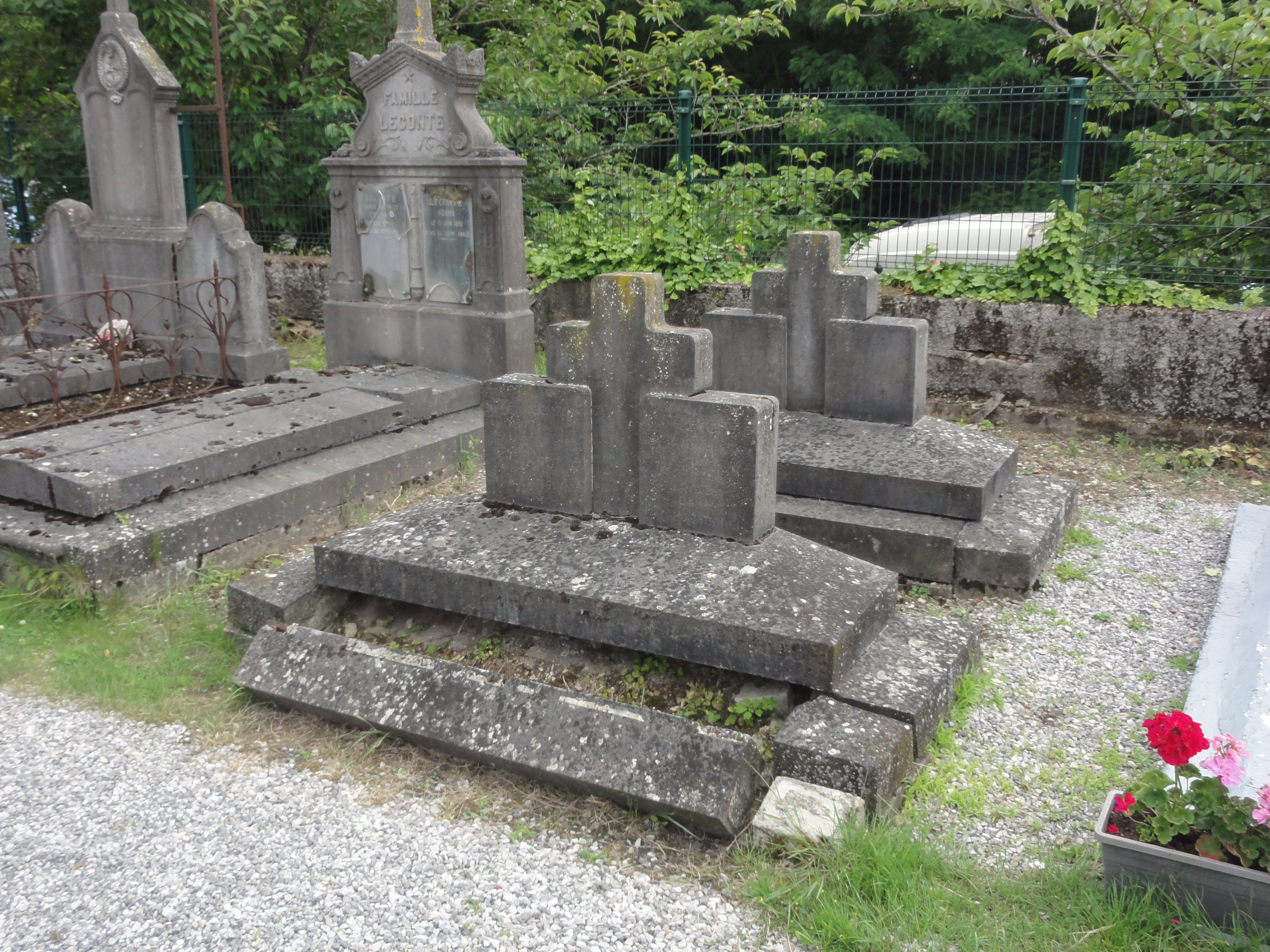
Tombes anciennes de Cyriaque Cagnoncle et Sophie Langrand.
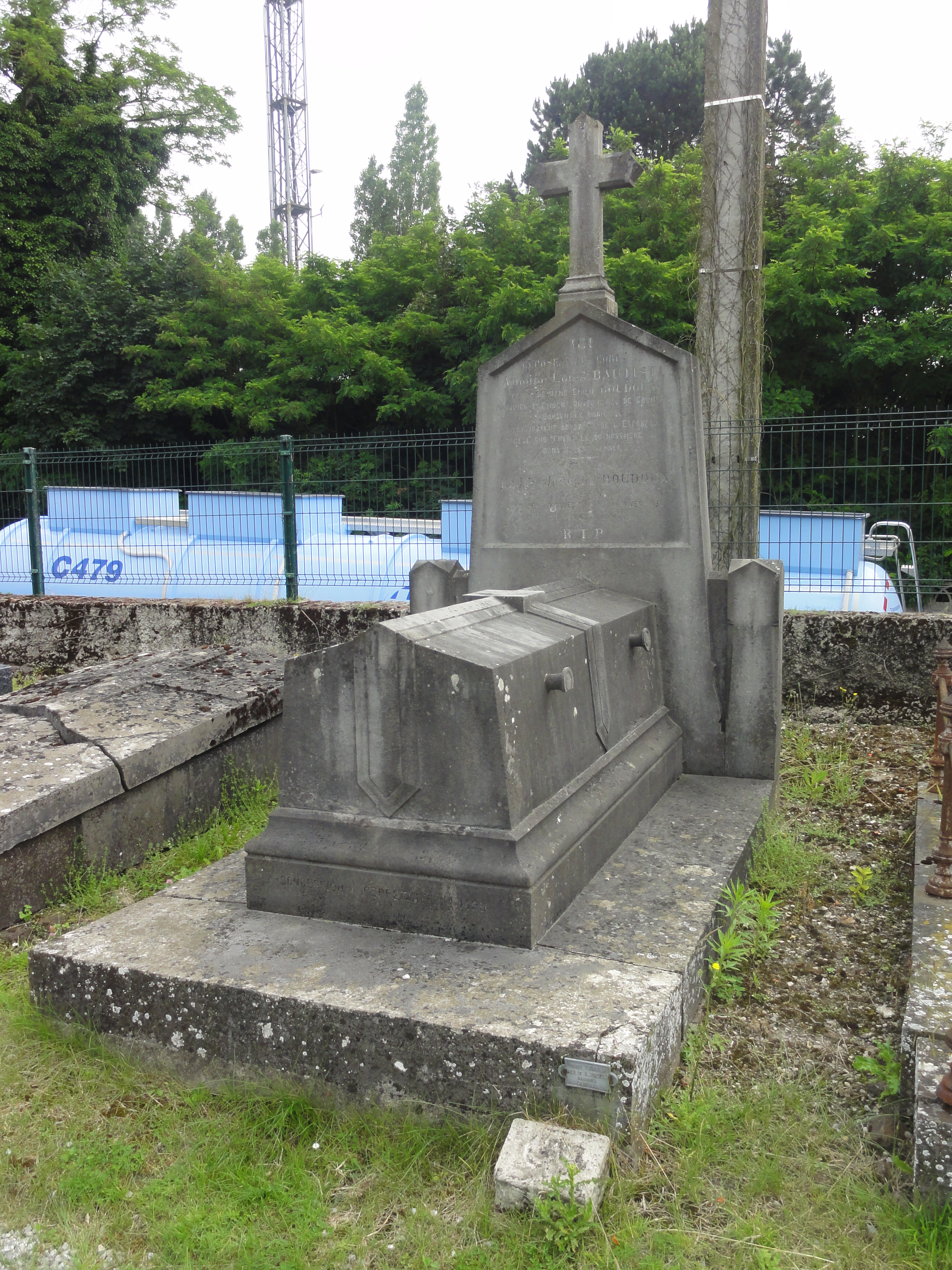
Tombe d'Antoine Bautista, maire provisoire de Cambrai.
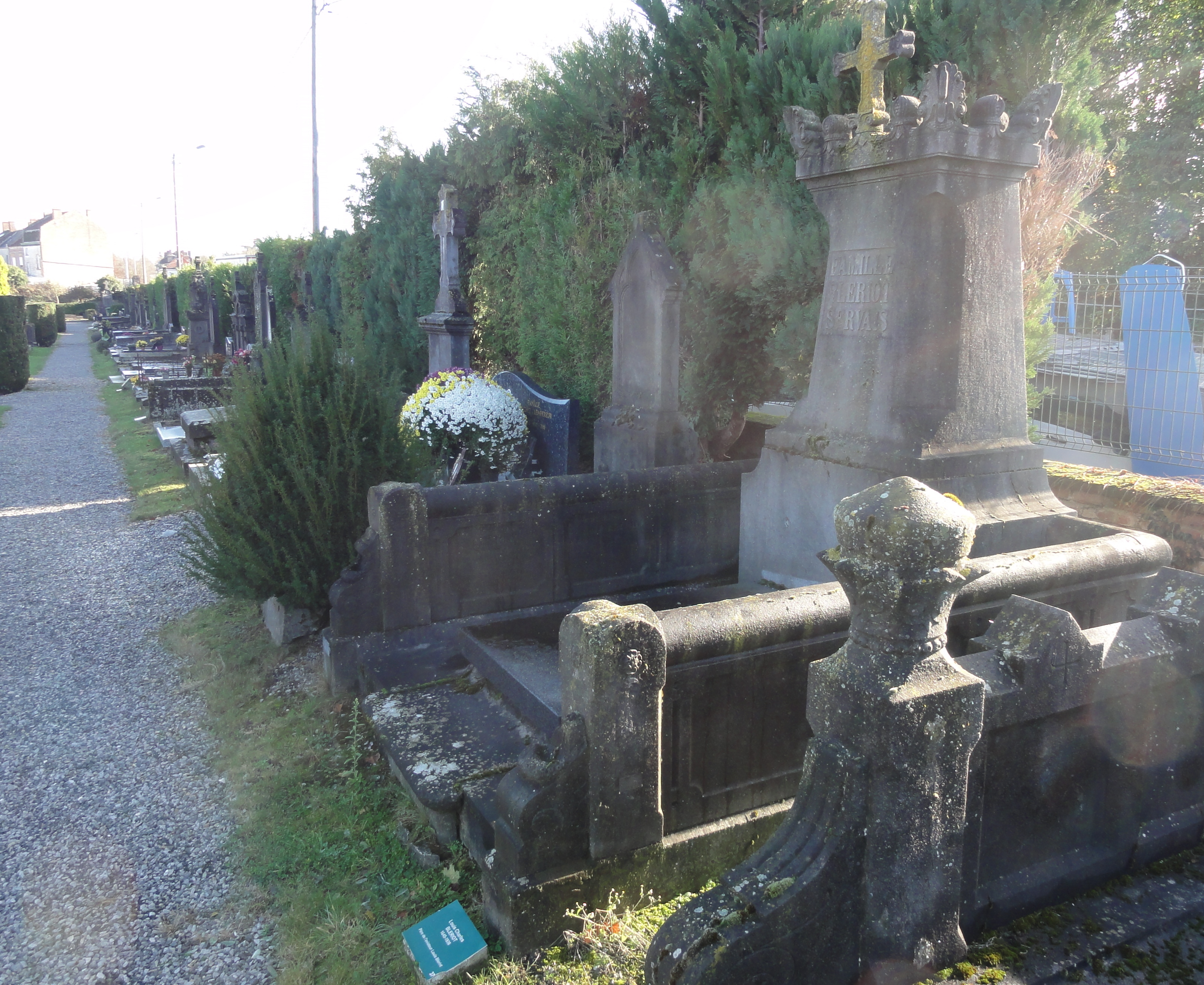
37. Louis Charles Blériot, père de Louis Blériot.
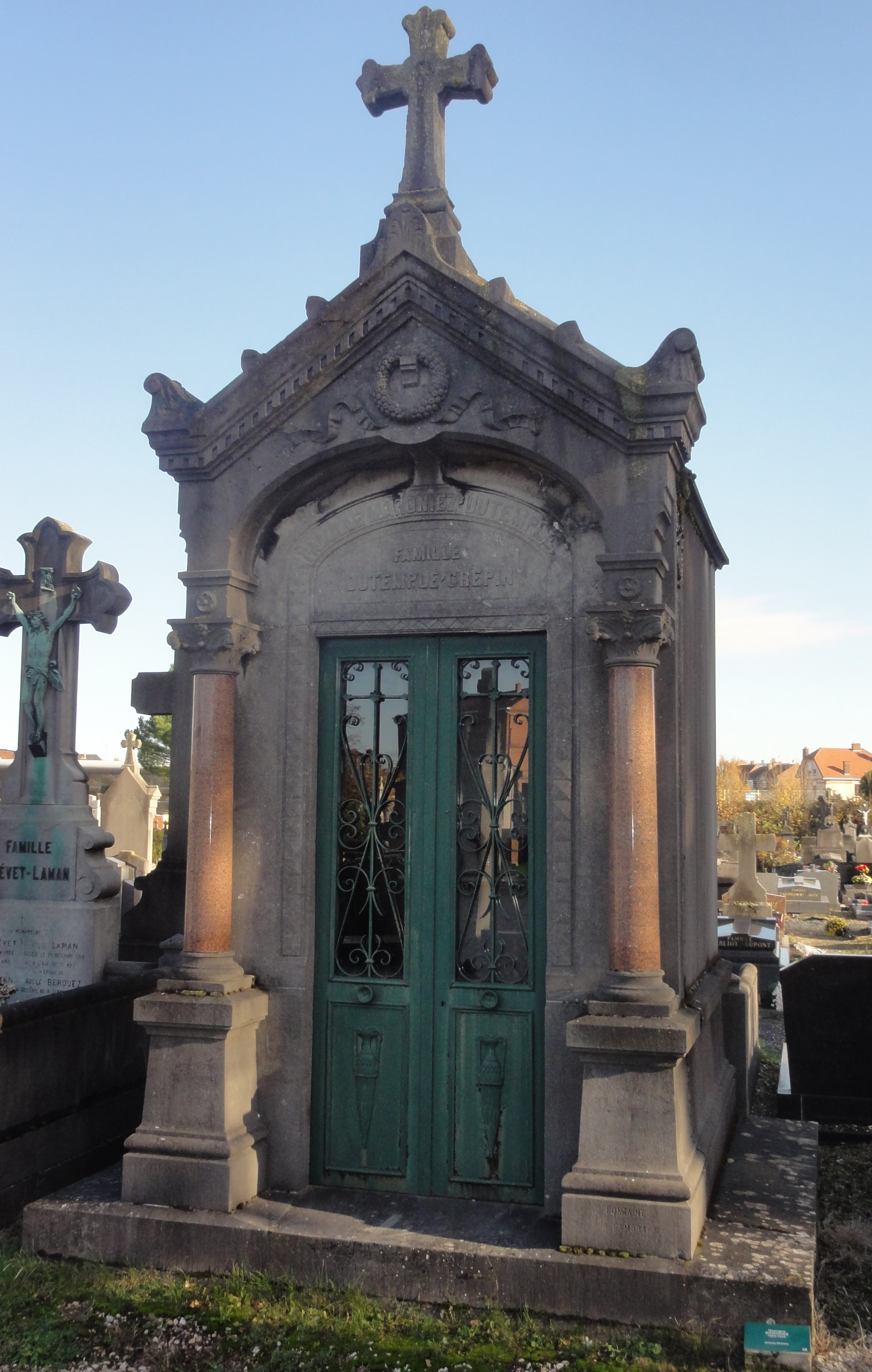
38. Georges Maroniez, artiste-peintre.
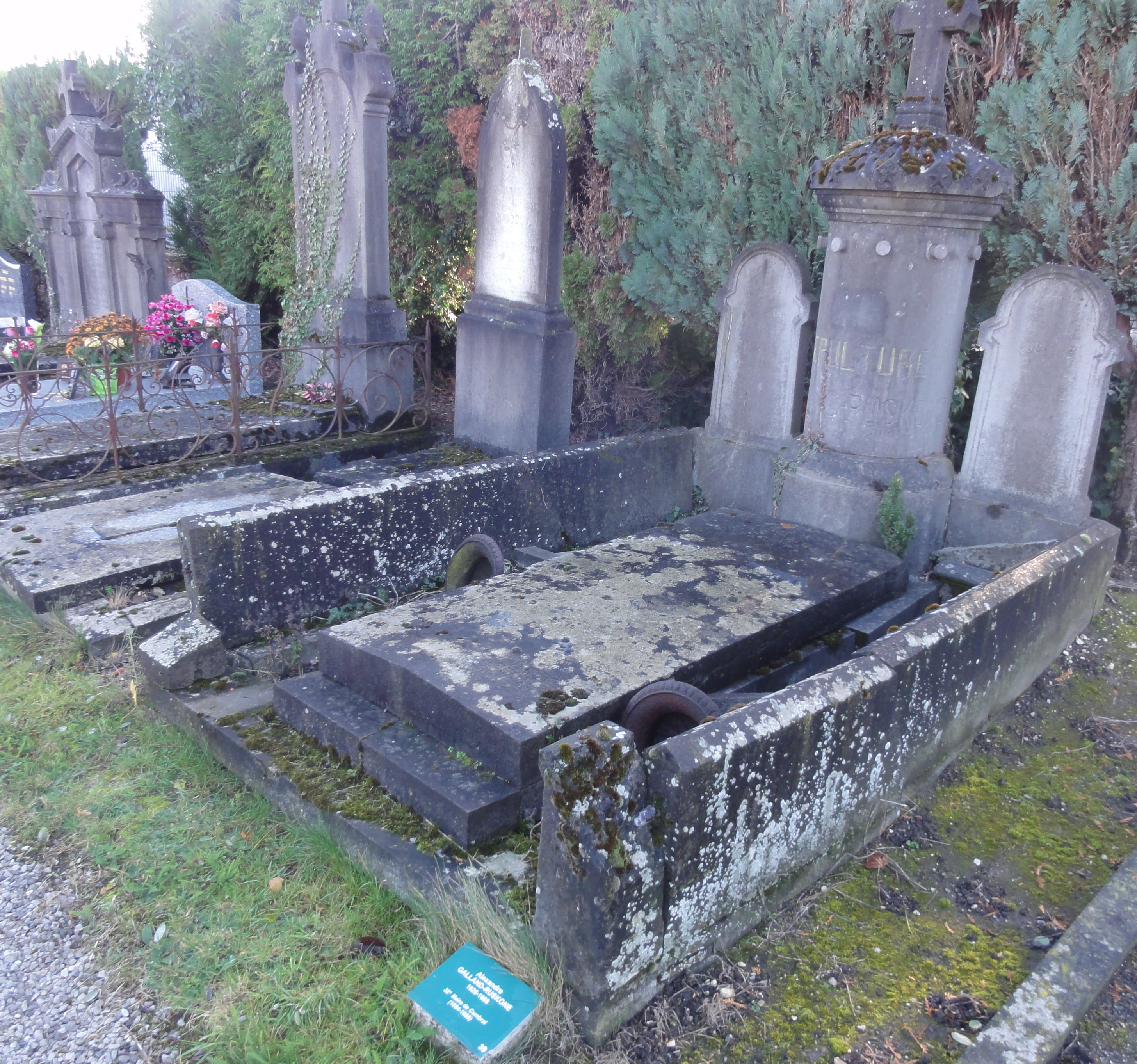
39. Alexandre Galland-Ruskone, maire de Cambrai.
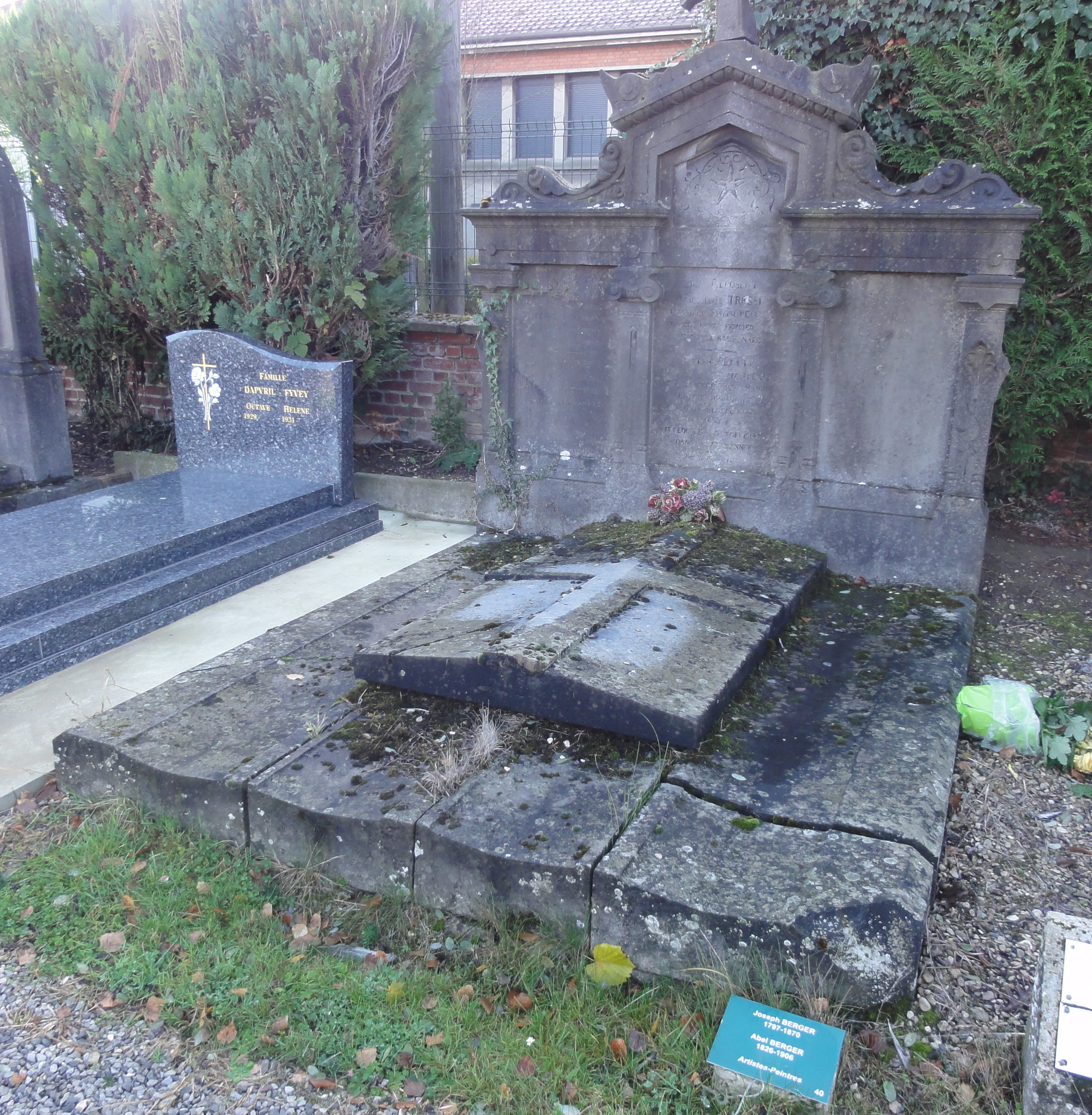
40. Joseph et Abel Berger, artistes-peintres.
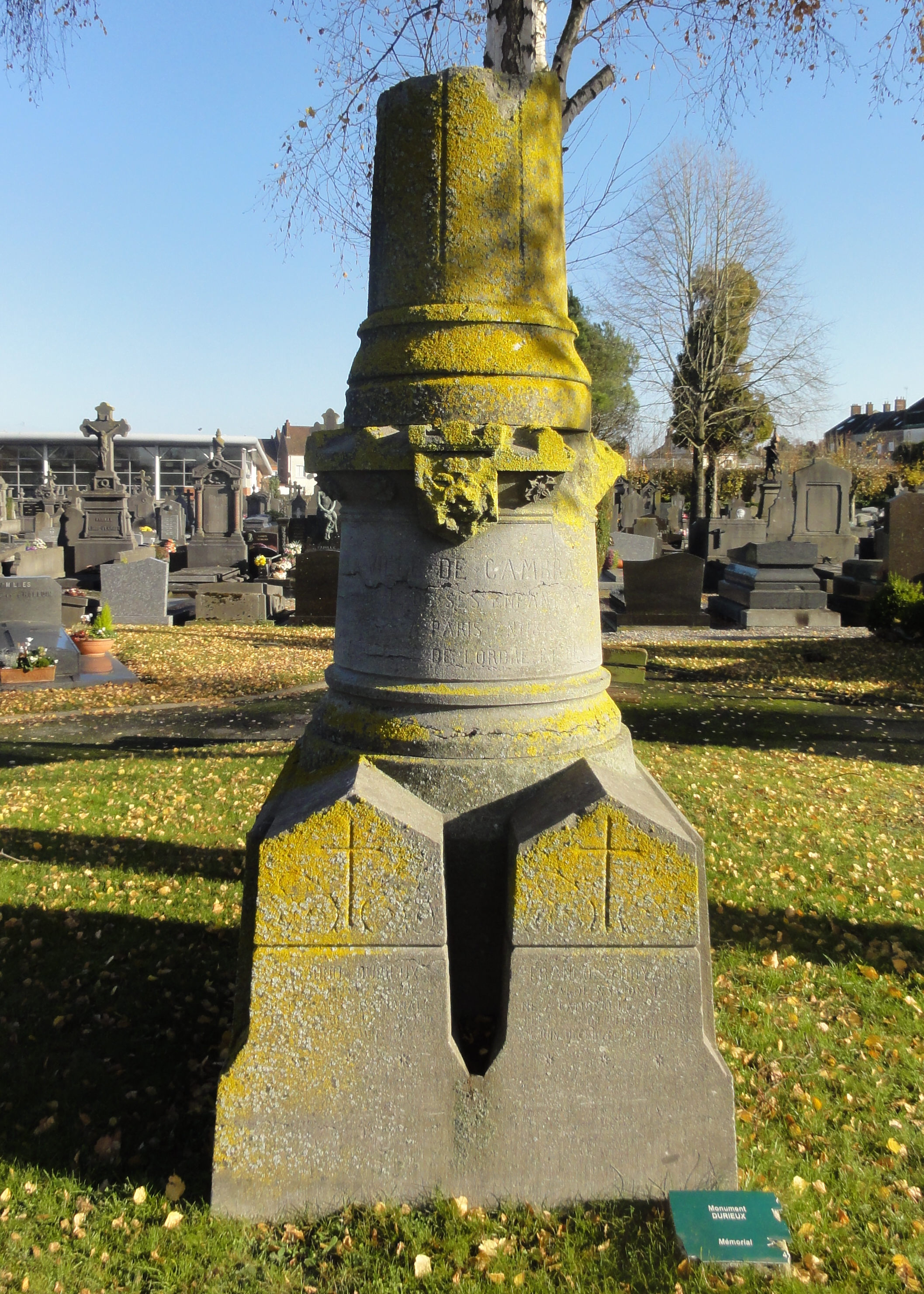
41. Monument Durieux.
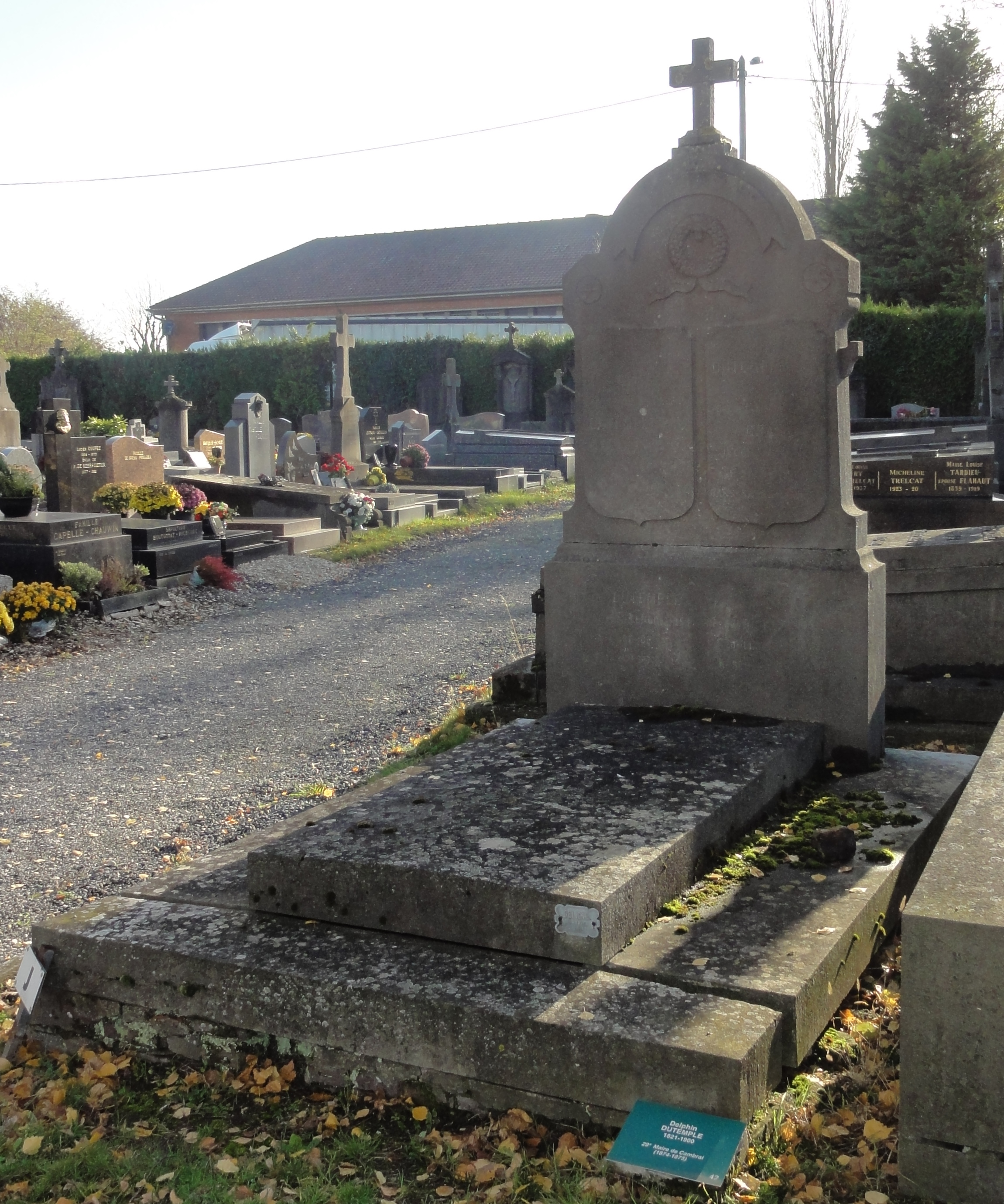
42. Delphin Dutemple, maire de Cambrai.
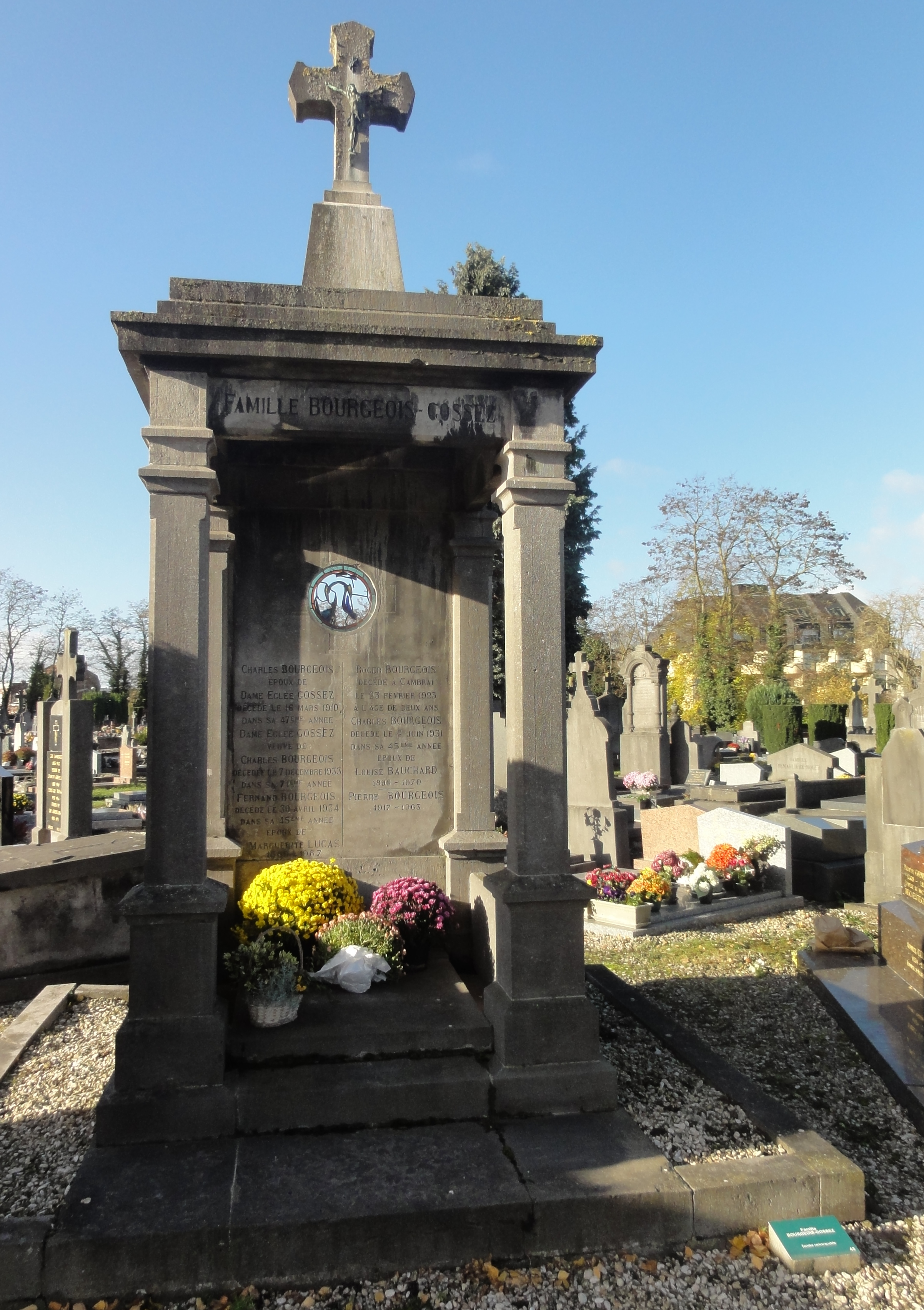
43. tombe de la famille Bourgeois-Gossez.
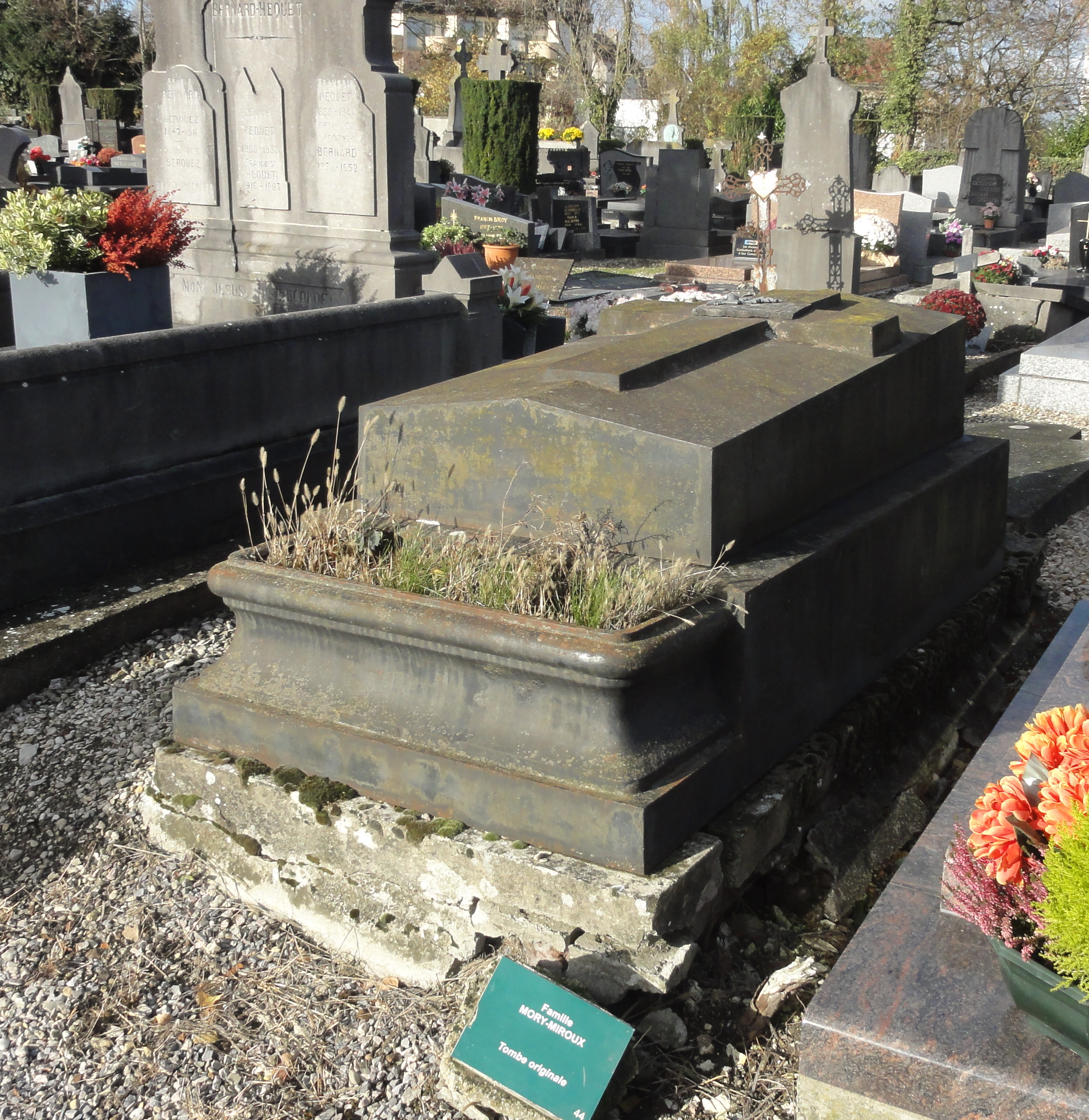
44. tombe originale de la famille Mory-Miroux.
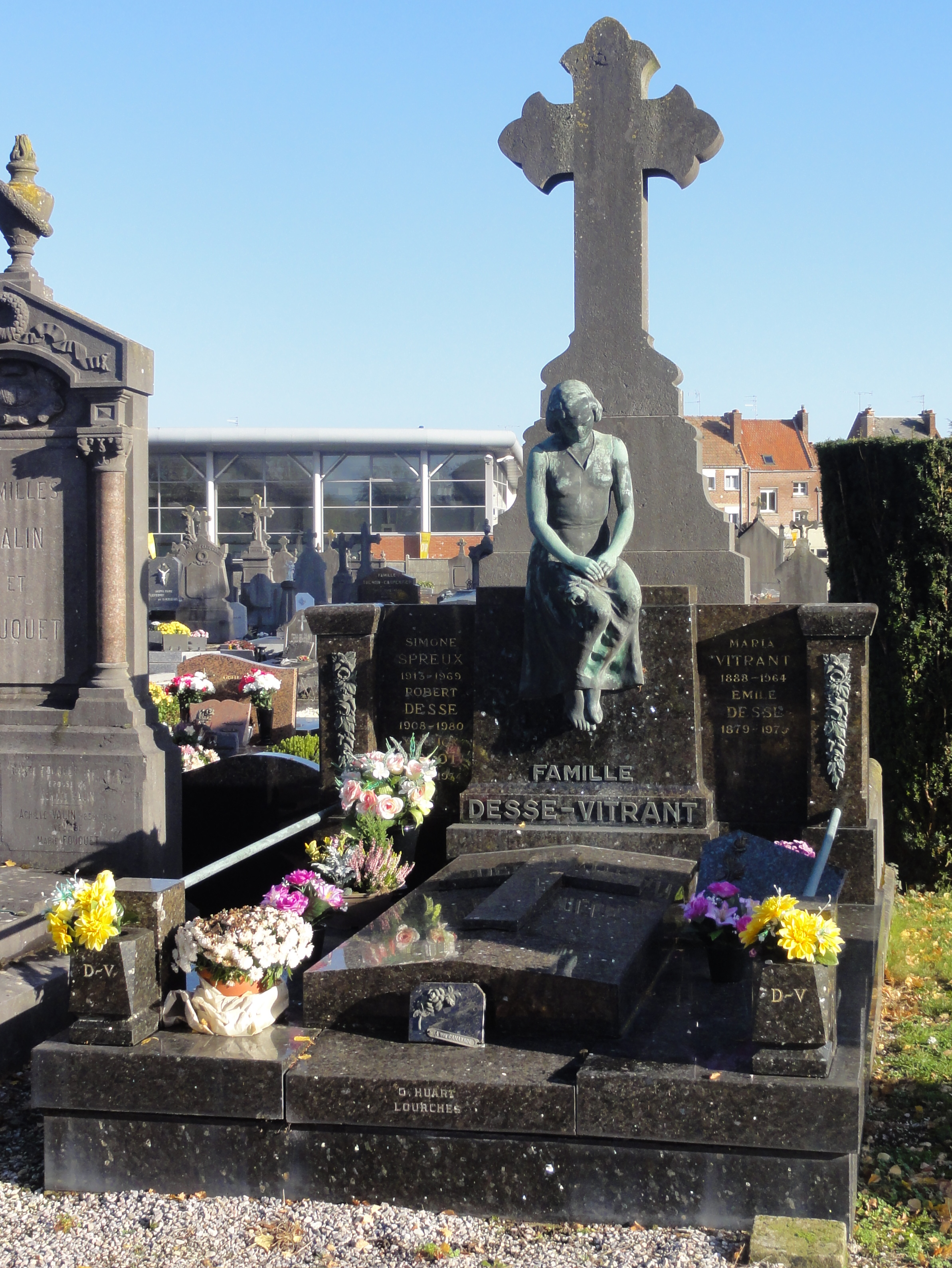
45. tombe de la famille Desse-Vitrant.
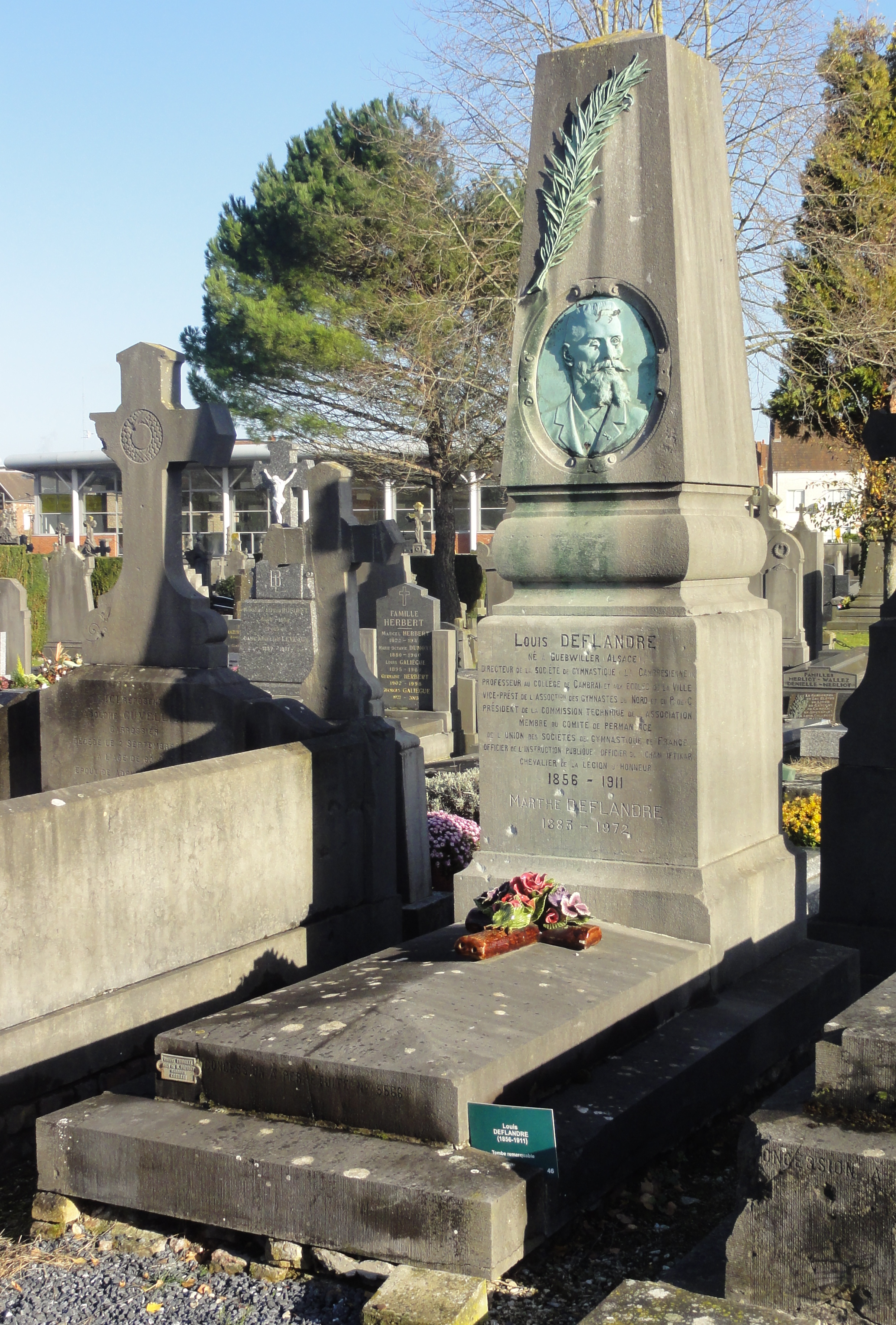
46. tombe de Louis Deflandre.
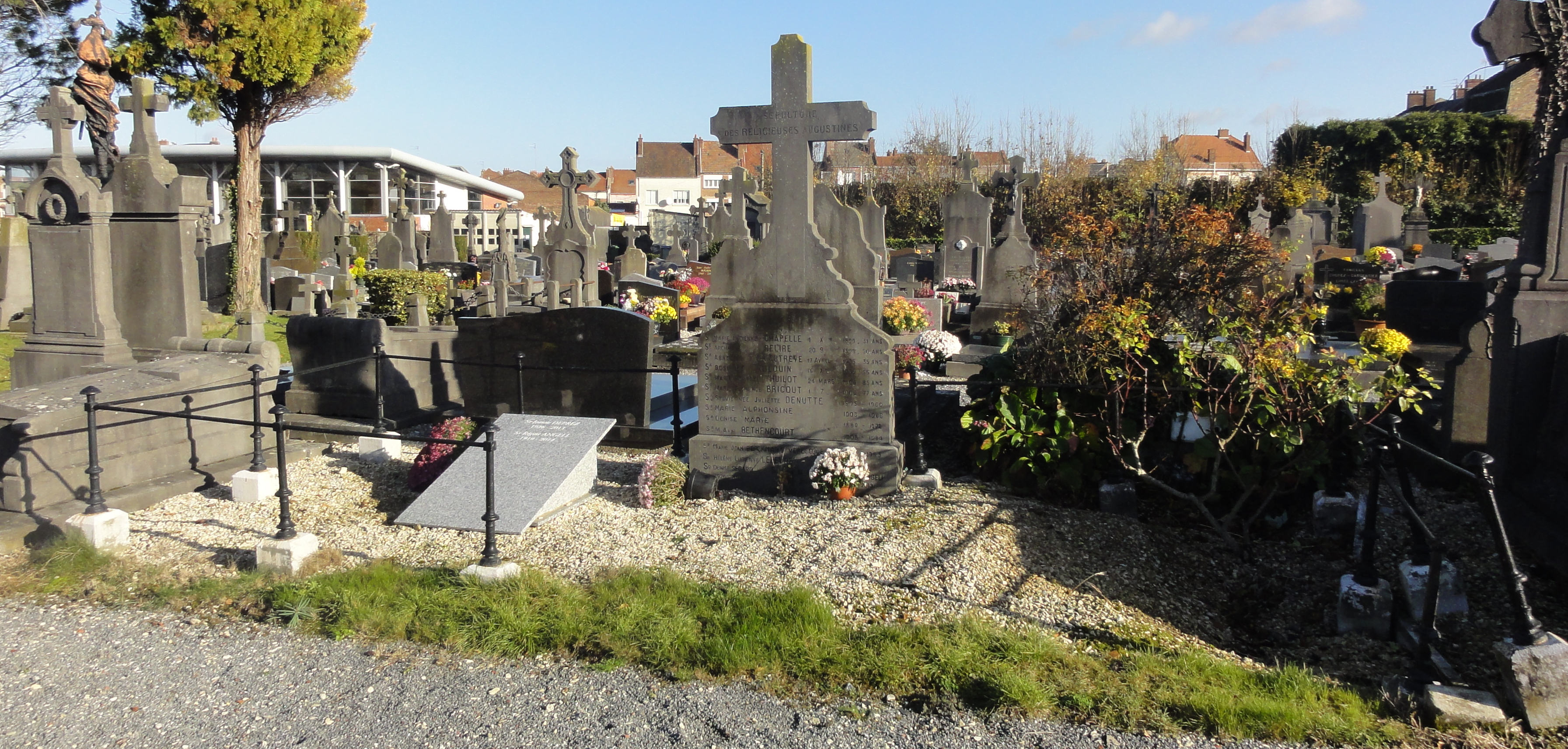
47. tombe des religieuses augustines.
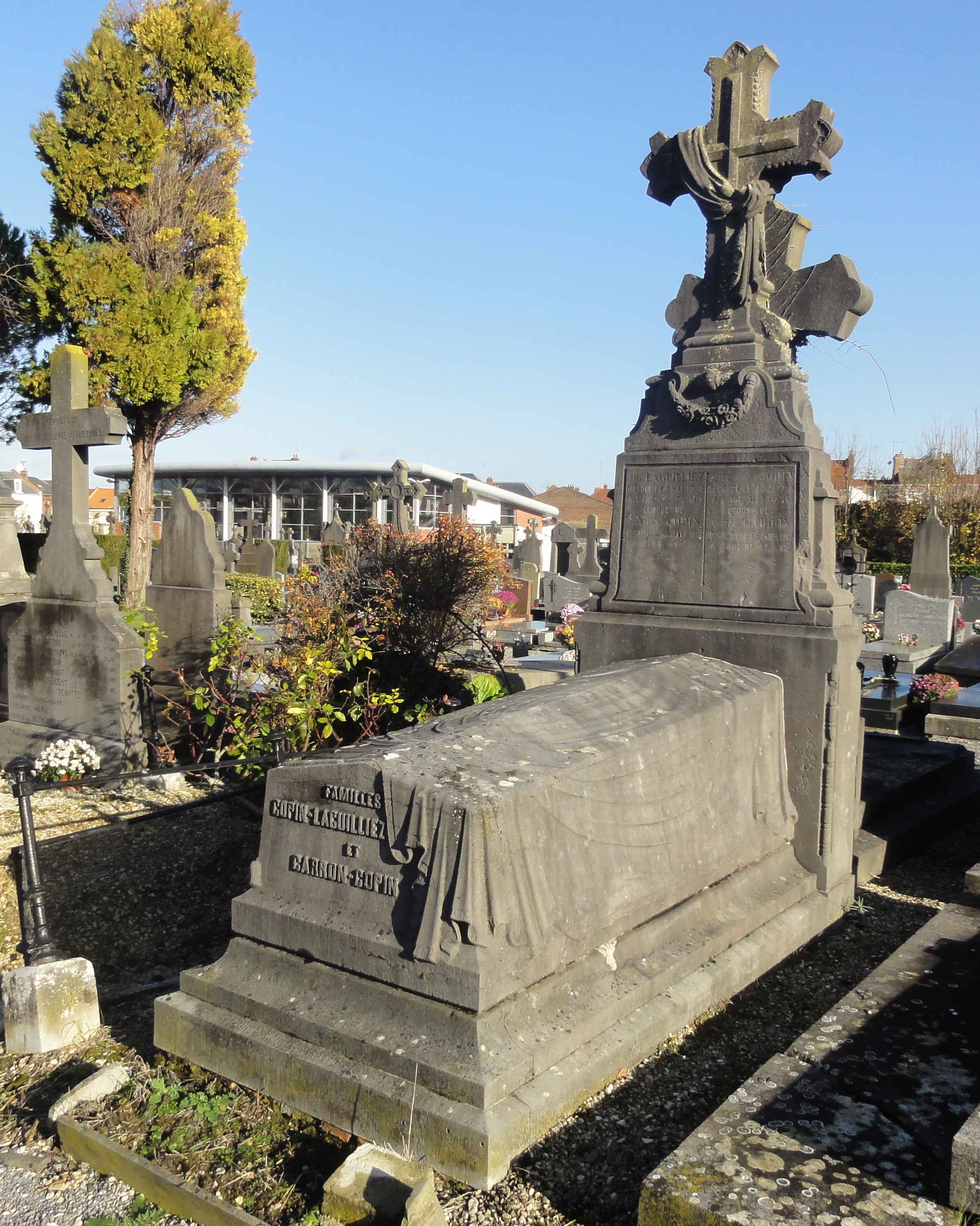
48. tombe de la famille Copin-Larguilliez.
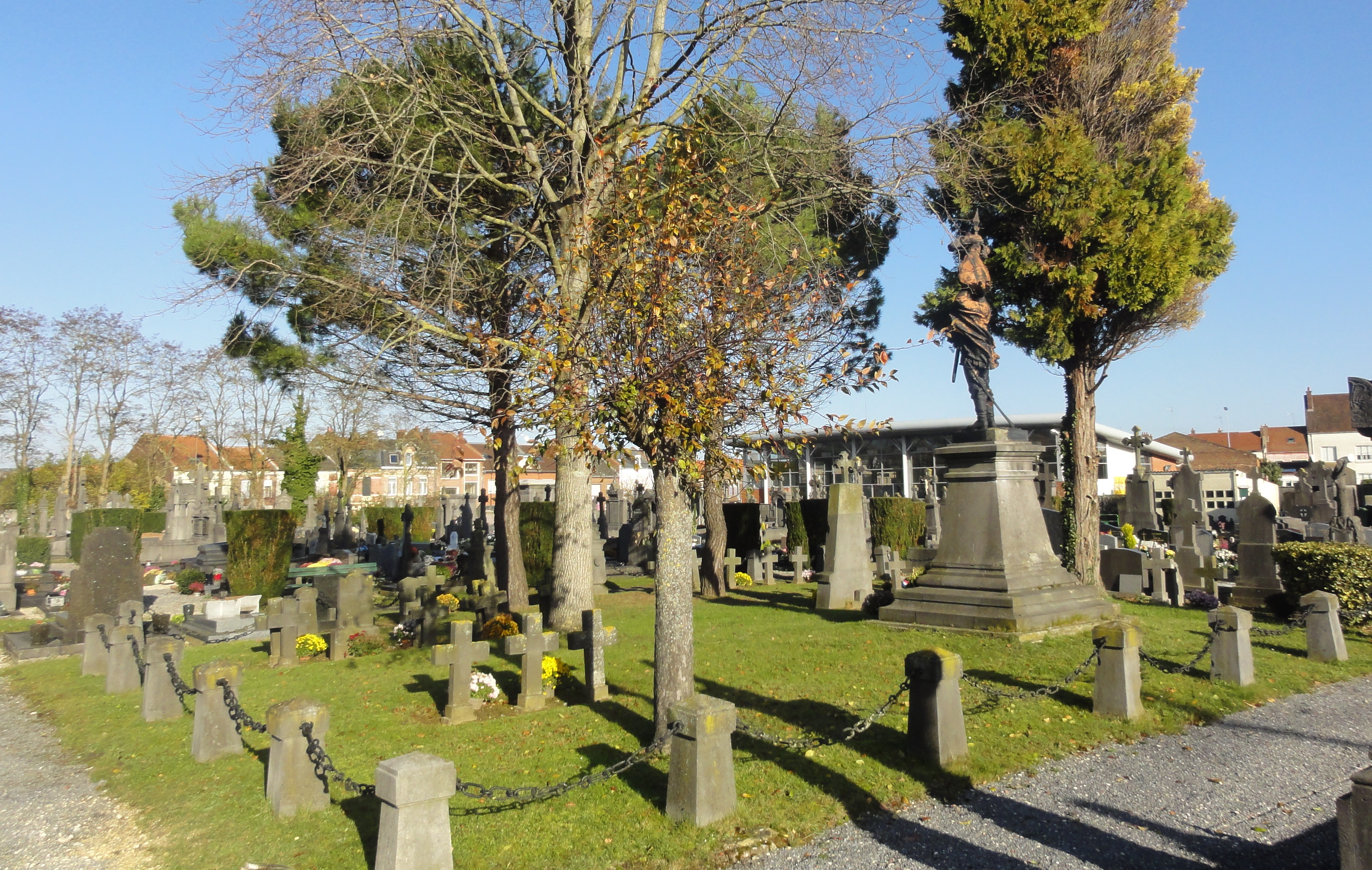
49. monument du souvenir français, 1883.
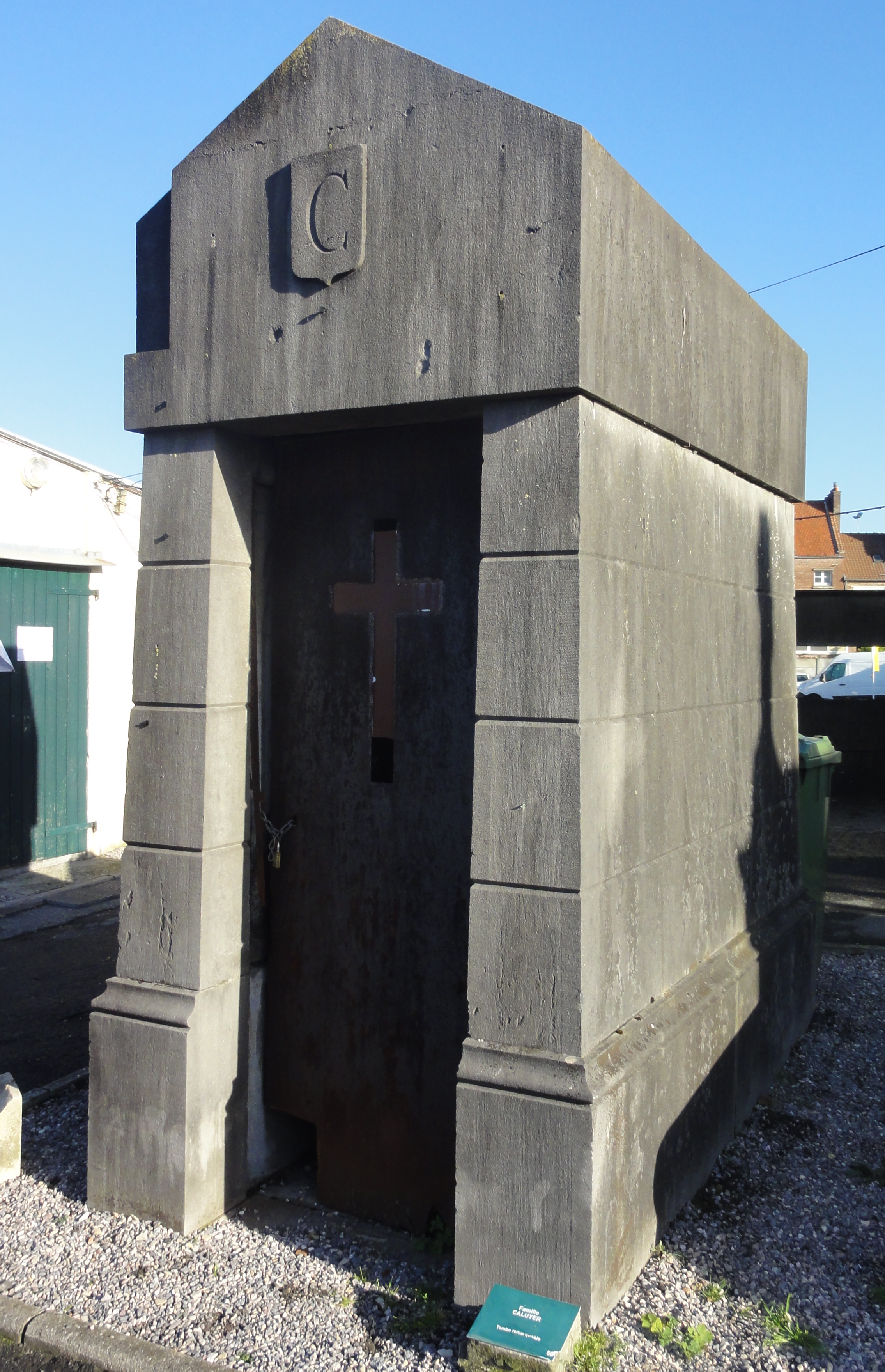
50. tombe de la famille Caluyer.
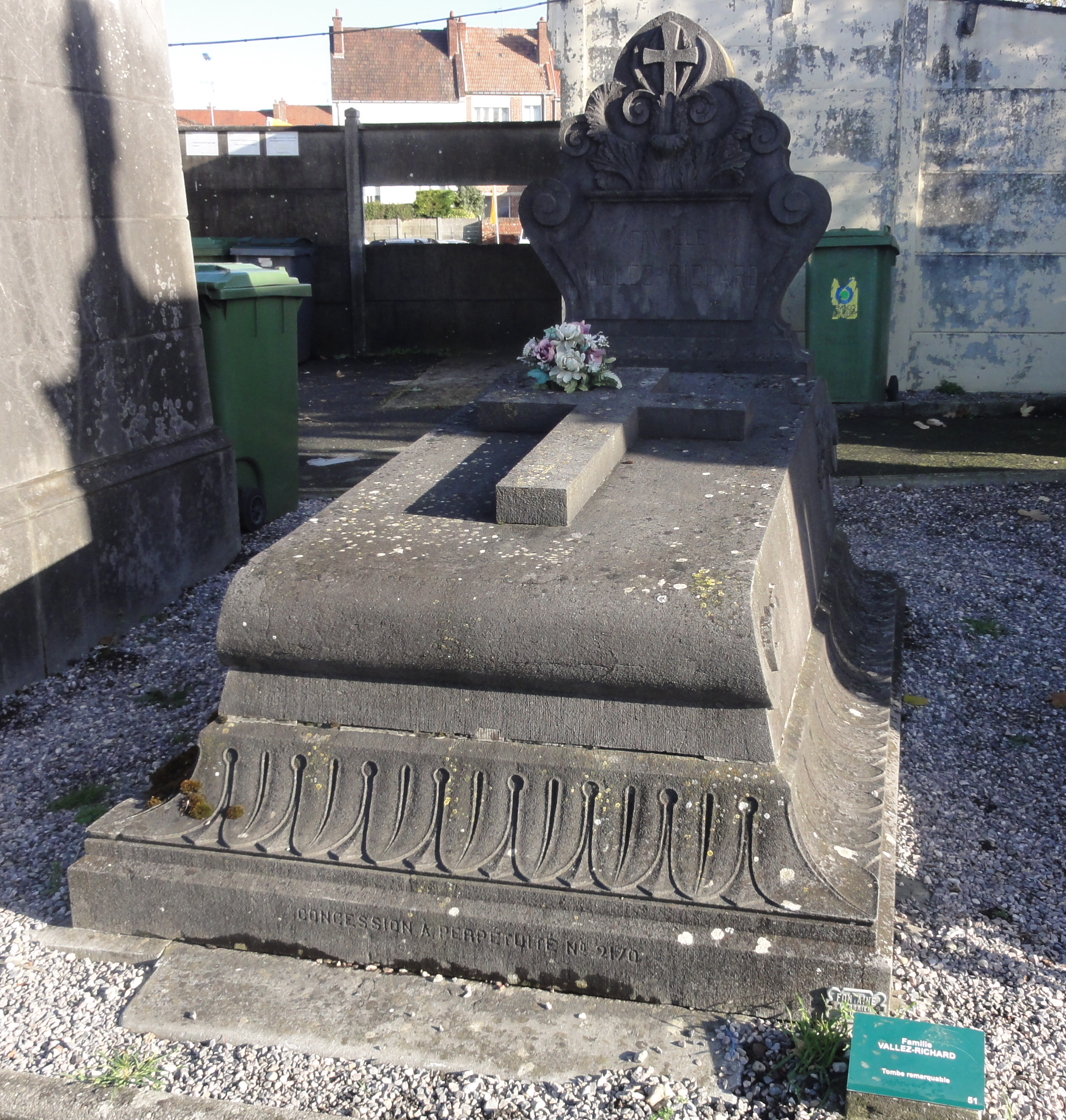
51. tombe de la famille Vallez-Richard.
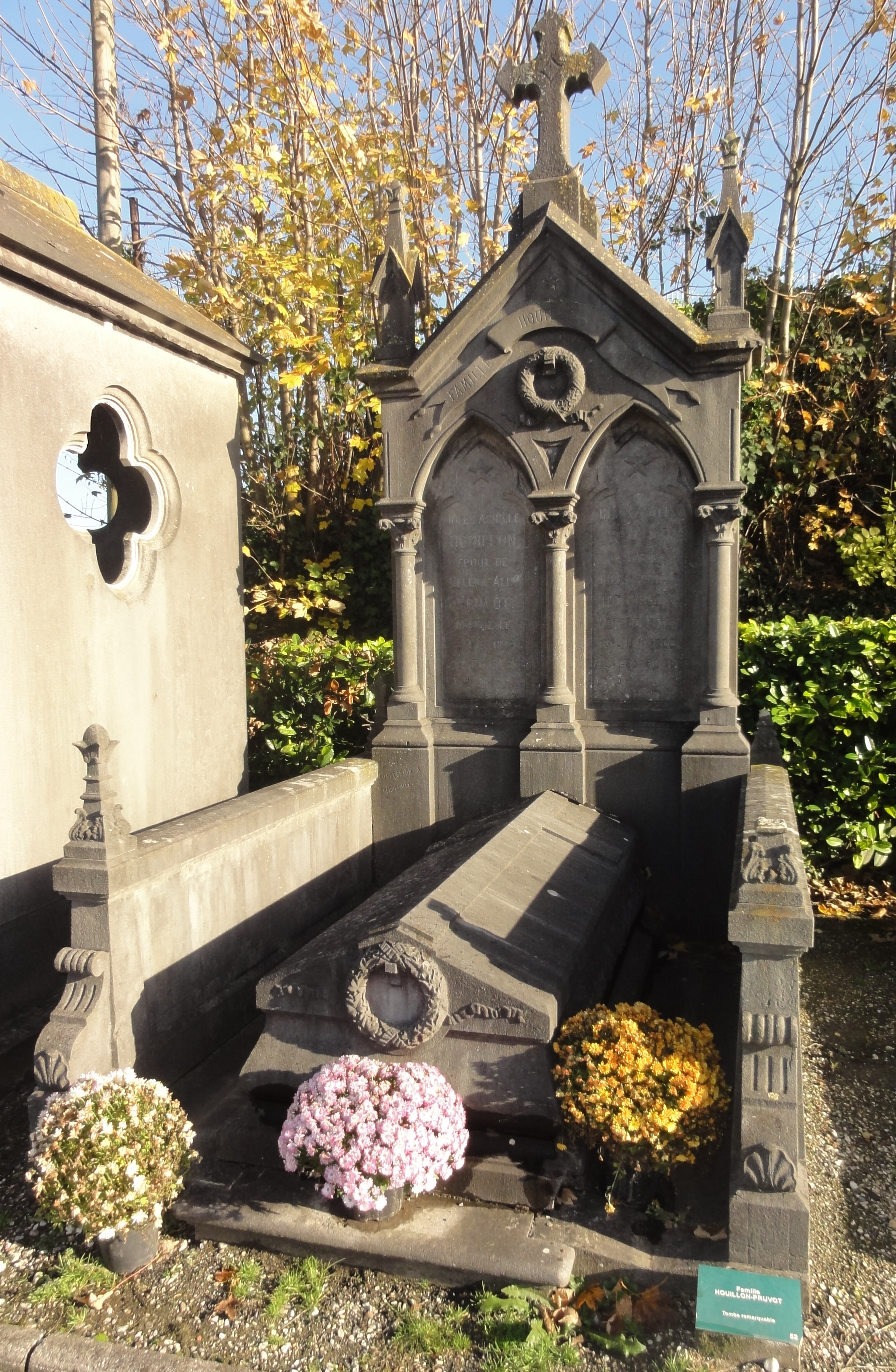
52. tombe de la famille Houillon-Pruvot.
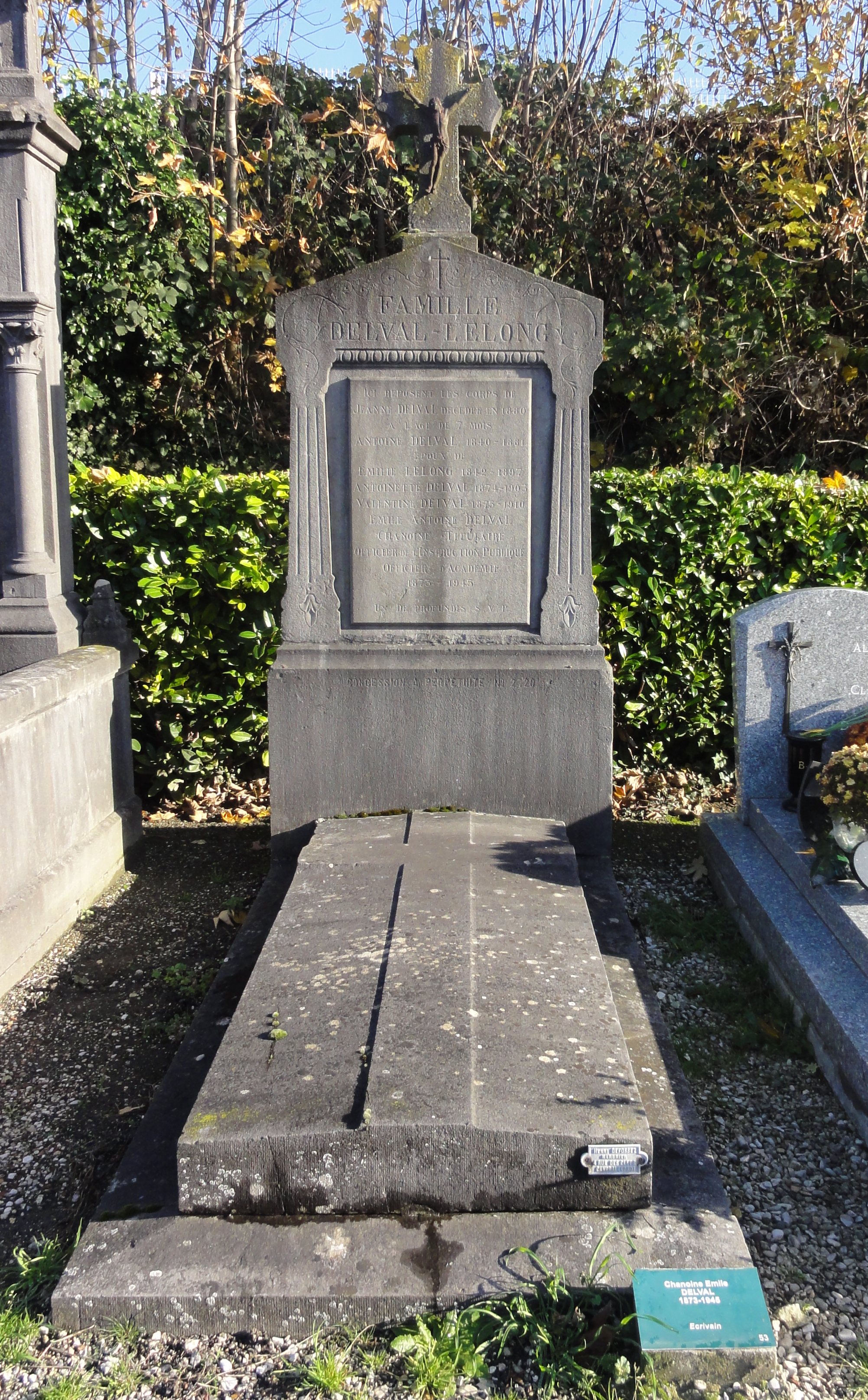
53. tombe du chanoine Émile Delval, écrivain.
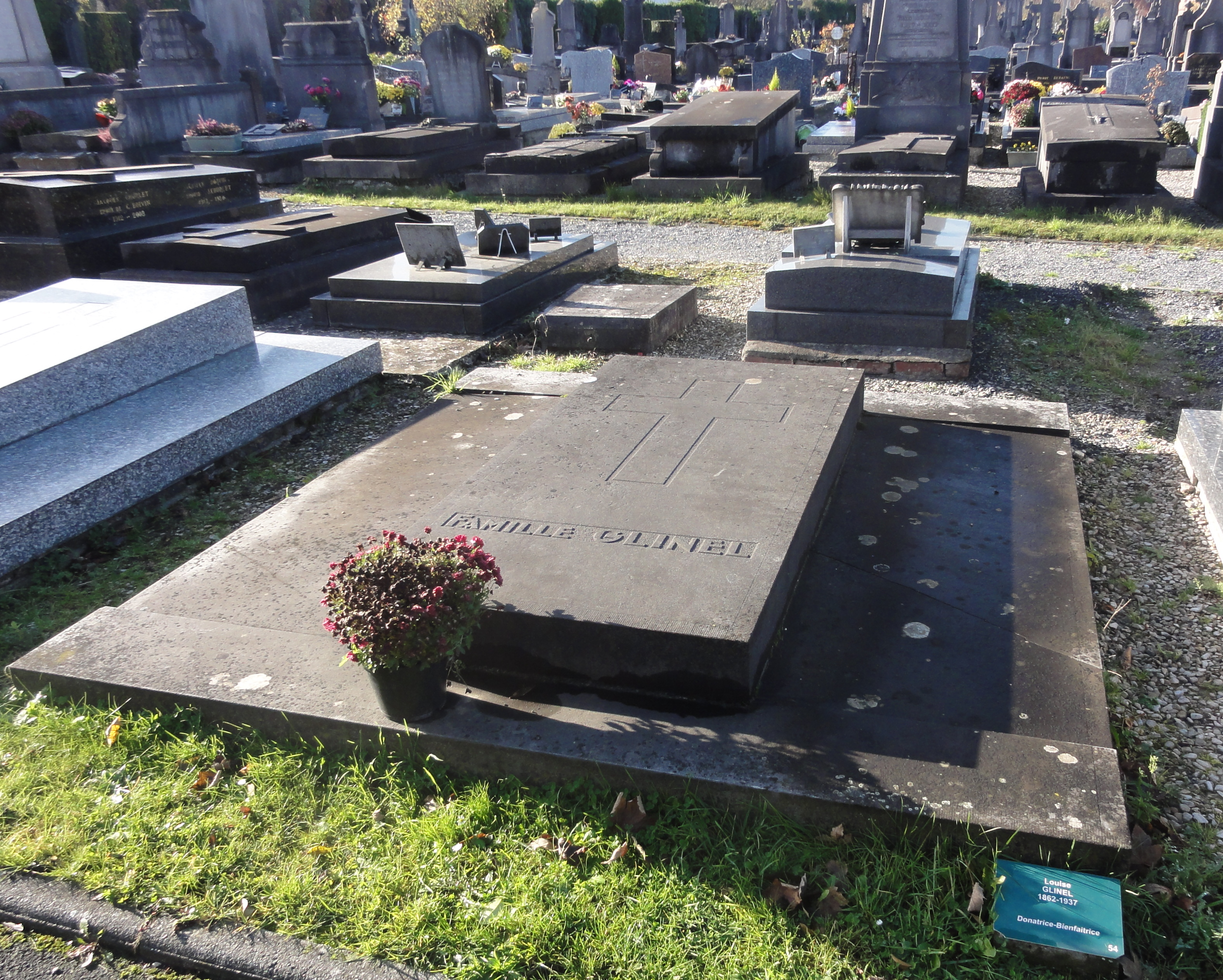
54. tombe de Louise Glinel, donatrice-bienfaitrice.
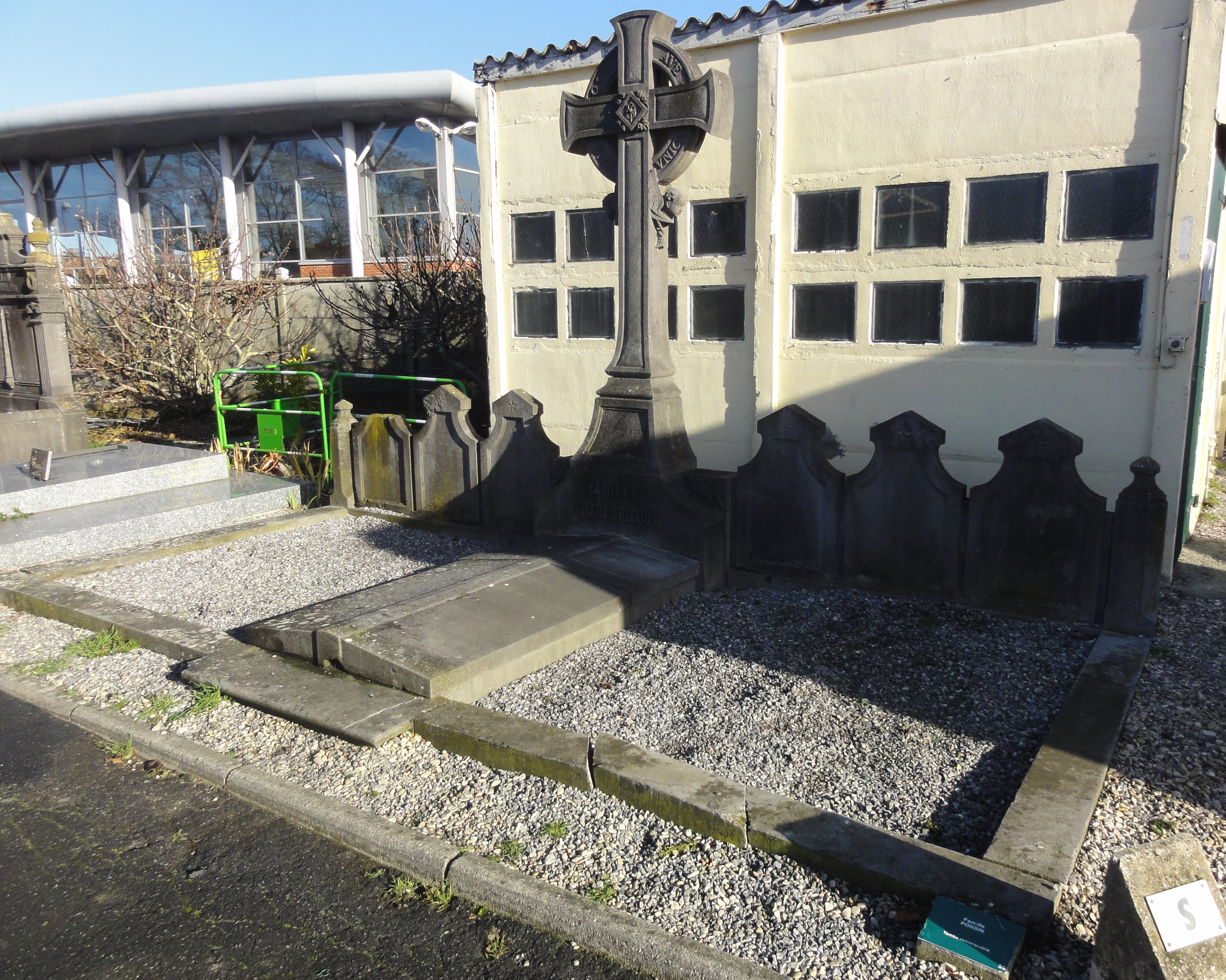
55. tombe de la famille Ponsin.
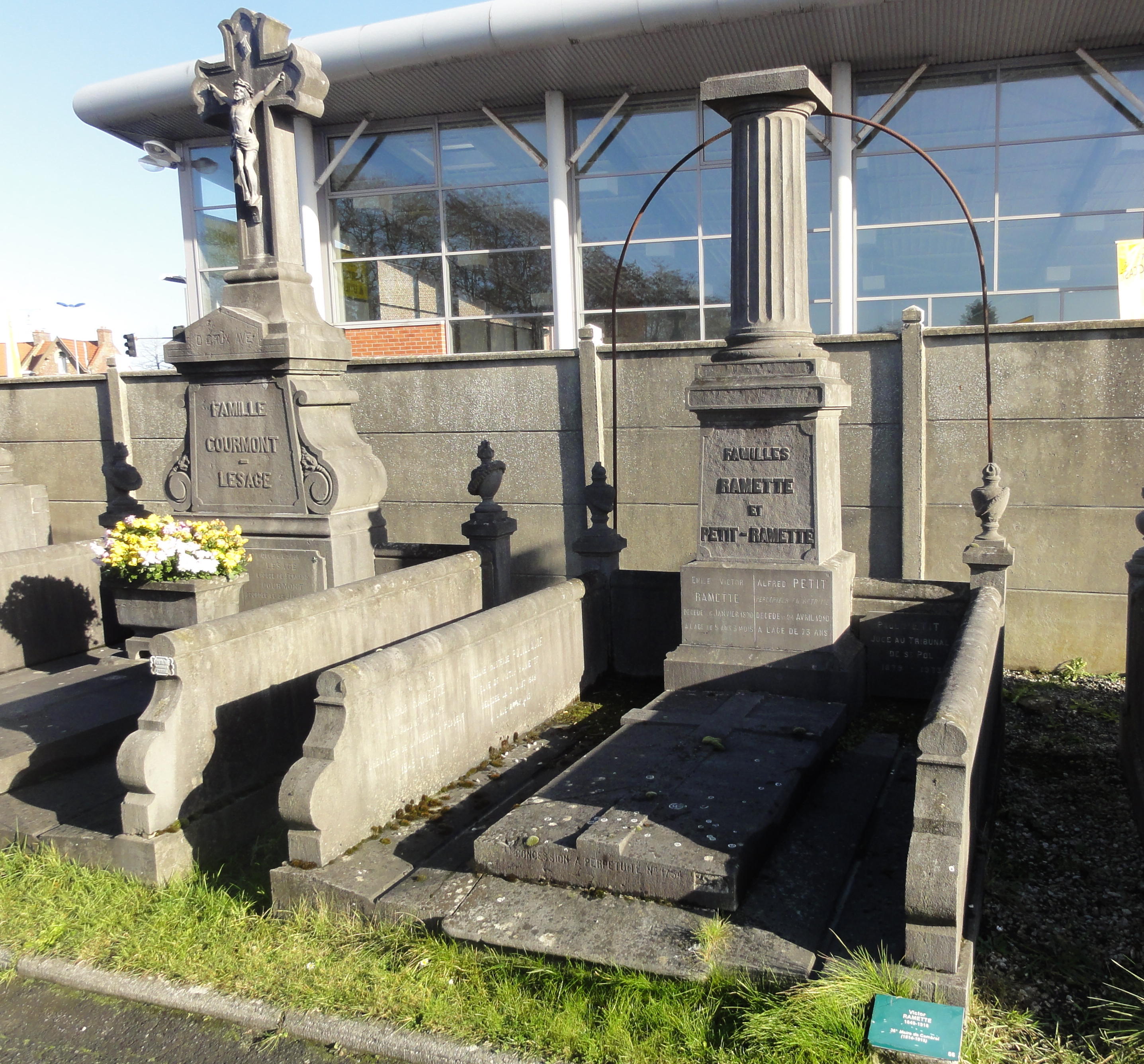
56. Victor Ramette, maire de Cambrai
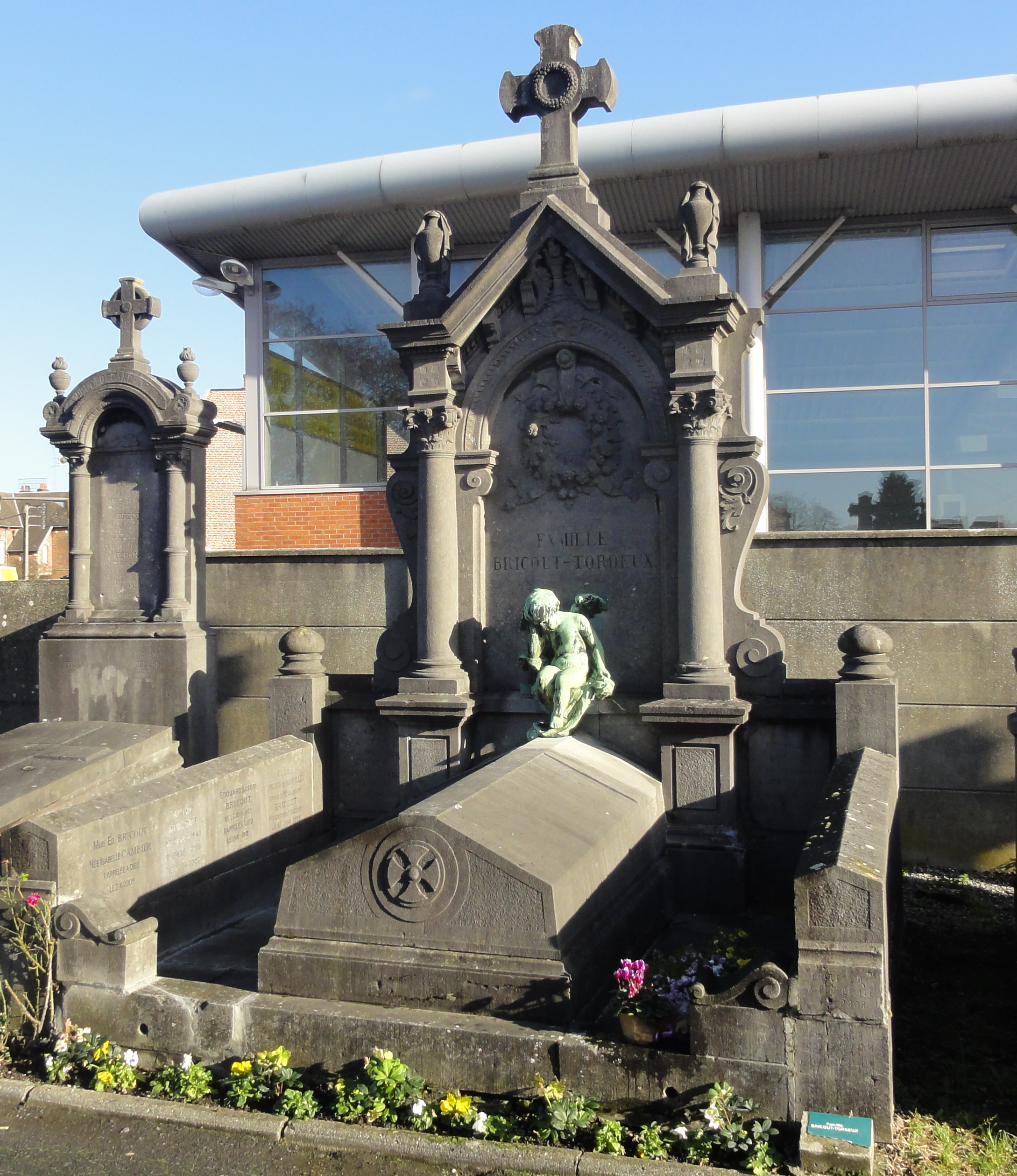
57. tombe de la famille Bricout-Tordeux.
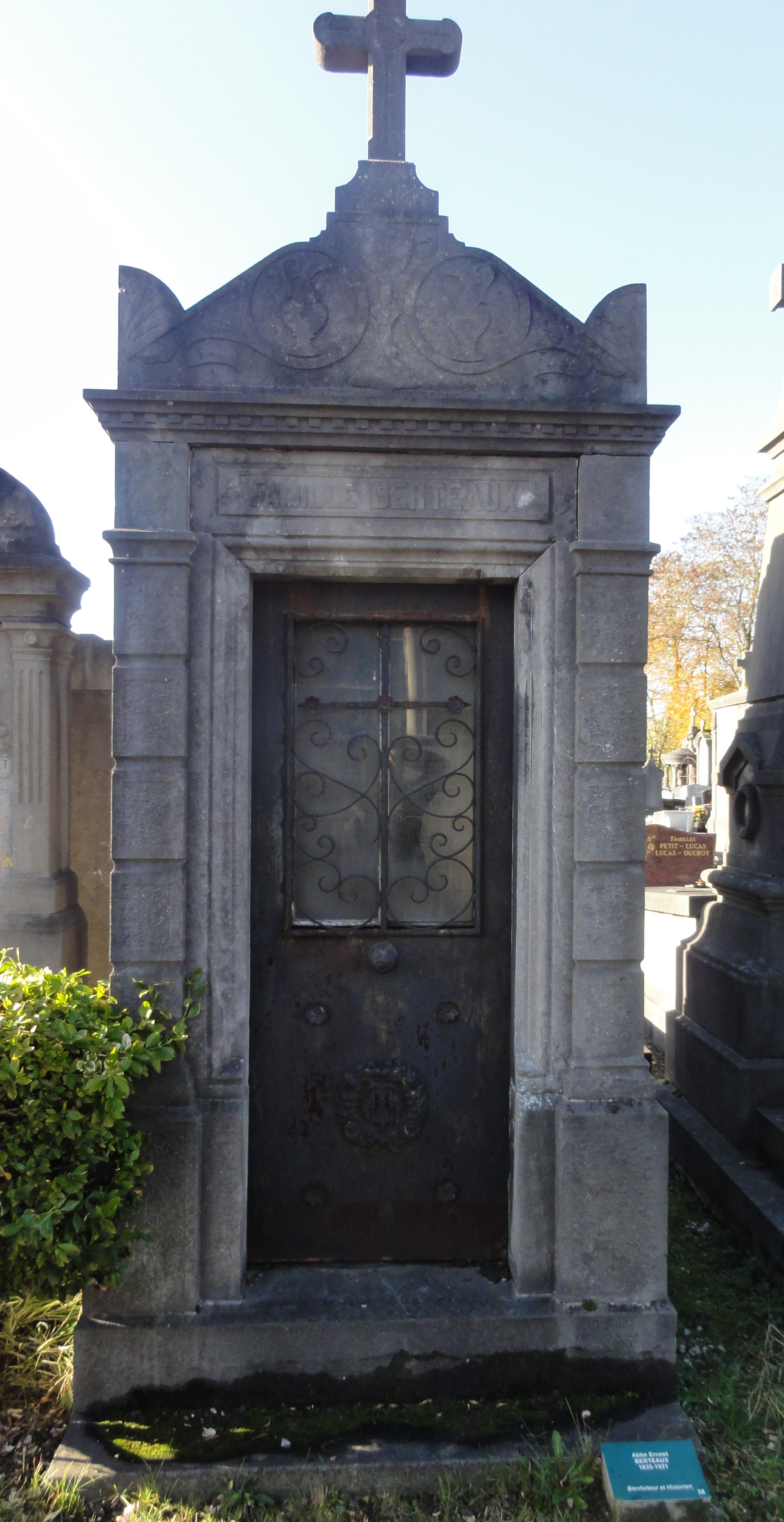
58. tombe de l'abbé Ernest Berteaux, bienfaiteur et historien.
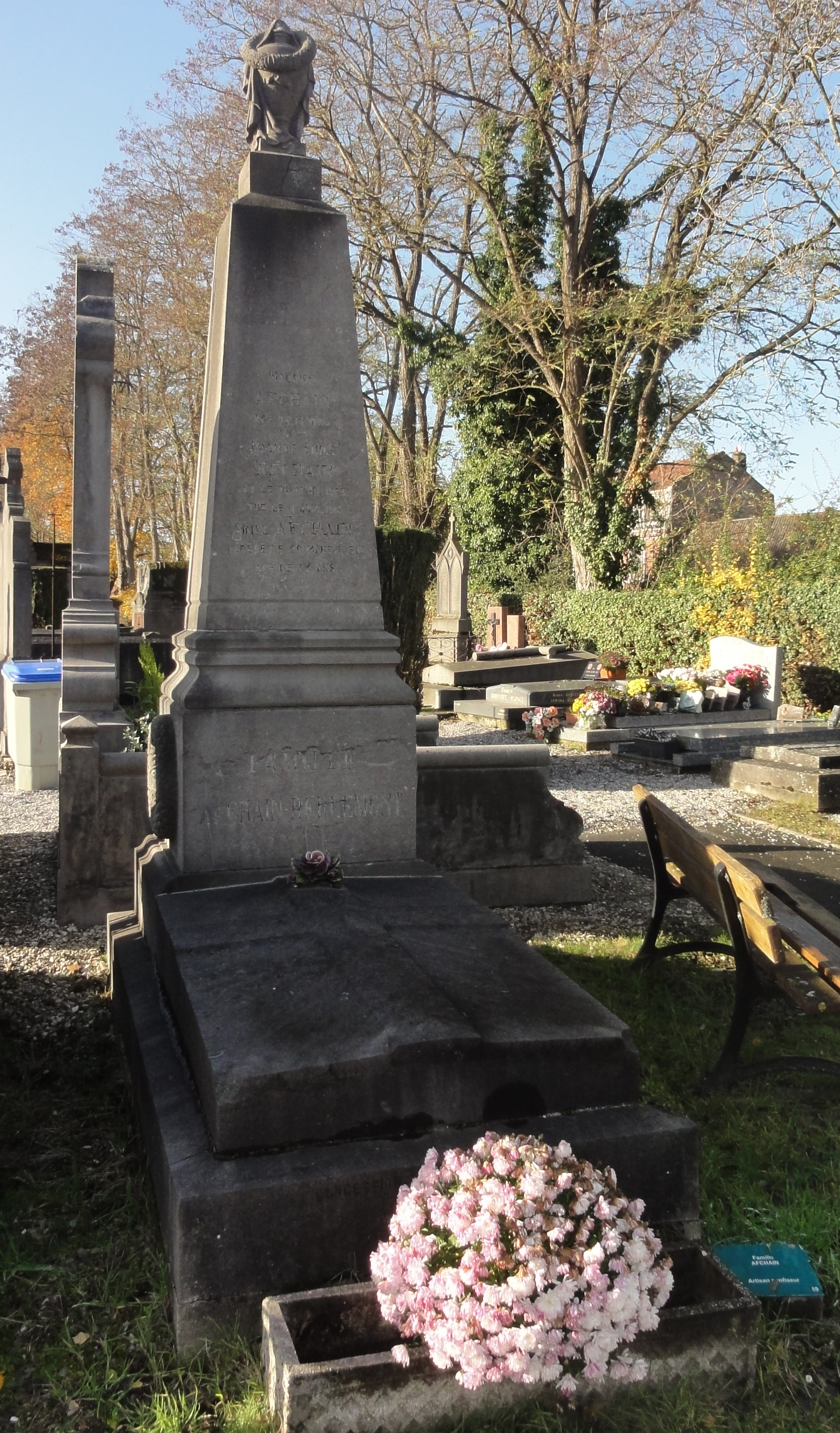
59. tombe de la famille Afchain, artisans-confiseurs.